# شاهنشاهی هخامنشی
شاهنشاهی هخامنشی یا امپراتوری پارس (در منابع غربی) (به پارسی باستان: 𐎧𐏁𐏂 ت.ت. 'Xšāça') (۵۵۰–۳۳۰ پیش از میلاد) یک پادشاهی باستانی ایرانی در باختر آسیا بود که توسط کوروش بزرگ در سال ۵۵۰ پیش از میلاد بنیان‌گذاری شد. در دوران خشایارشا یکم به بزرگ‌ترین گسترهٔ خود رسید که از بالکان و اروپای شرقی در باختر، تا دره سند در خاور امتداد داشت. این شاهنشاهی بزرگ‌ترین امپراتوری جهان تا بدان روز بود و در مجموع ۵٫۵ میلیون کیلومتر مربع (۲٫۱ میلیون مایل مربع) گسترهٔ داشت. همچنین این شاهنشاهی نخستین ابرقدرت جهان نیز بود که نهایتاً در پی حمله اسکندر مقدونی به ایران سرنگون شد و از بین رفت.
شاهنشاهی هخامنشی نخستین و تنها پادشاهی بود که بخش بزرگی از جهان را برای بیش از دو سده یکپارچه کرد. شاهنشاهی ایران در بزرگ‌ترین گستره خود در سال ۴۸۰ پیش از میلاد هشت میلیون کیلومتر مربع (برخی آن را پنج‌ونیم میلیون کیلومتر مربع می‌دانند) از دره سند در هند تا رود نیل در مصر و ناحیه بنغازی در لیبی امروزی و از رود دانوب در اروپا تا آسیای مرکزی وسعت داشت که آن را تبدیل به وسیع‌ترین امپراتوری باستانی تاریخ جهان کرد.
پارس، در جنوب‌غرب فلات ایران، بخشی بود که خاندان هخامنشی در آن قدرت گرفت. پس از چند سده حکومت بر این منطقه (بنگرید به: پادشاهی هخامنشی)، یکی از اعضای این خاندان به نام کوروش بزرگ، شاهنشاهی ماد، پادشاهی لیدی و امپراتوری بابل را فتح کرد و شاهنشاهی هخامنشی را بنیان گذاشت. دولتی که او بنیان نهاد، بیش از دو سده تقریباً بر همهٔ جهان متمدن آن روز فرمان راند، تا اینکه در نهایت به‌دست اسکندر مقدونی در سال ۳۳۰ پیش از میلاد فروپاشید. اسکندر تنها چند سال پس از فتح امپراتوری درگذشت که همین مسئله موجب از بین رفتن یکپارچگی سرزمین‌های سابق شاهنشاهی هخامنشی گردید و دیگر هرگز این سرزمین‌ها زیر یک پرچم متحد نشدند. سلوکوس و بطلمیوس، از سرداران اسکندر، کسانی بودند که بزرگ‌ترین قسمت‌های قلمرو هخامنشی را به‌دست آوردند و البته چندین و چند دولت مستقل دیگر نیز پس از مرگ اسکندر یا به مرور سر برآوردند. در نهایت، یک و نیم سدهٔ پس از ایرانیان مجدداً استقلال خود را به دست آوردند و شاهنشاهی اشکانی را در فلات ایران بنیان گذاشتند.
پیروزی‌های هخامنشیان باعث گستردگی قلمروی آنان به حدی شد که به‌عنوان نخستین حکومت جهانی و بزرگ‌ترین امپراتوری جهان تا به آن زمان، شناخته می‌شود. این امپراتوری در بزرگ‌ترین گسترهٔ خود، بیش از ۴۴ درصد از جمعیت جهان را اداره می‌کرد که بالاترین شمار در میان شاهنشاهی‌های تاریخ است.
شاهنشاهی هخامنشیان به یک نمونهٔ موفق برای اداره یک دولت جهانی تبدیل گردید و دستاوردهایی نظیر پادشاهی متمرکز، سیستم جاده‌ای و پست مدرن، زبان رسمی، خدمات شهروندی و ارتش وسیع منظم توسط شاهنشاهی‌های پسین تقلید شد. در تاریخ غرب، شاهنشاهی هخامنشی به عنوان آنتاگونیست تاریخ یونان و همچنین رهایی‌بخش یهودیانِ بابل به یاد آورده می‌شود. میراث این دولت و رد پایش بر روی تاریخ جهان از قلمروی آن بسیار فراتر رفت و بر روی تاریخ نظامی، فرهنگی، اجتماعی و دینی دنیا تأثیر چشم‌گیری گذاشت. فتح یهودیه توسط ایرانیان باعث این شد که شاهنشاهی هخامنشی در متون دینی یهودیان و مسیحیان از اهمیت زیادی برخوردار شود. تکامل مزدیسنا در این دوره باعث گسترش آن از شرق تا غرب گردید و همچنین میراث هخامنشی نقش پررنگی در سیاست و جنبش‌های تاریخ معاصر ایران بازی کرد.

## تاریخ

### خاستگاه
پارسیان مردمانی از اقوام ایرانی هستند که نزدیک به سه هزار سال پیش از میلاد به فلات ایران آمده‌اند. پارسیان باستان از قوم آریایی پارس یا پارسوآش بودند که در سنگ‌نوشته‌های آشوری از سده نهم پیش از میلاد، نام آنان دیده می‌شود. پارس‌ها هم‌زمان با مادها به بخش‌های باختری ایران سرازیر شدند و پیرامون دریاچه ارومیه و منطقه اردلان جای گرفتند. با ناتوانی دولت ایلام، نفوذ خاندان پارس به خوزستان و بخش‌های مرکزی فلات ایران گسترش یافت.
برای نخستین بار در سالنامه‌های آشوری شلمنسر سوم در سال ۸۳۷ پ. م، «پارسوا» در جنوب و جنوب باختری دریاچه ارومیه در منطقه اردلان سنندج تا روانسر در استان کرمانشاه نام برده شده است. برخی از پژوهشگران مانند راولین‌سن بر این ایده هستند که مردم پارسوآش همان پارسی‌ها بوده‌اند. تصور می‌شود خاندان‌های پارسی پیش از این که از میان دره‌های کوه‌های زاگرس مرکزی به سوی جنوب و جنوب خاوری ایران بروند، در این سرزمین، ایست کوتاهی نمودند و در حدود ۷۰۰ سال پیش از میلاد در بخش پارسوماش، روی دامنه‌های کوه‌های بختیاری در جنوب خاوری شوش در سرزمینی که بخشی از کشور ایلام بود، جای گرفتند. از سنگ‌نبشته‌های آشوری چنین بر می‌آید که در زمان شلمنسر (۷۱۳–۷۲۱ پ. م) تا زمان پادشاهی اسرحدون (۶۶۳ پ. م)، پادشاهان یا فرمانروایان پارسوا، پیرو آشور بوده‌اند. پس از آن در زمان فرورتیش (۶۳۲–۶۵۵ پ. م) پادشاهی ماد به پارس چیرگی یافت و این دولت را پیرو دولت ماد نمود.
هرودوت می‌گوید: پارس‌ها به شش خاندان شهری و ده‌نشین و چهار خاندان چادرنشین بخش شده‌اند. شش خاندان نخست عبارت‌اند از: پاسارگادیان، مارافیان، ماسپیان، پانتیالیان، دروسیان و گرمانیان. چهار خاندان دومی عبارت‌اند از: دائی‌ها، ماردها، دروپیک‌ها و ساگارتی‌ها. از خاندان‌های نامبرده، سه خاندان نخست بر خاندان‌های دیگر، برتری داشته‌اند و دیگران پیرو آن‌ها بوده‌اند و پاسارگادها از همه برترند.
بر اساس نوشته‌های هرودوت، هخامنشیان از خاندان پاسارگادیان بوده‌اند که در پارس جای داشته‌اند و سر دودمان آن‌ها هخامنش از فرزندان پرسئوس بوده است. پس از نابودی دولت ایلامیان به دست آشوربانی‌پال، چون سرزمین ایلام ناتوان شده بود، پارسی‌ها از دشمنی‌های آشوری‌ها و مادی‌ها استفاده کرده و انزان یا انشان را گرفتند.
این رخداد تاریخی در زمان چیش‌پیش شاه انشان و پارس روی داده است. با توجه به بیانیه کوروش بزرگ در بابل، می‌بینیم او نسب خود را به شاه انشان و پارس می‌رساند و او را شاه انزان می‌خواند.
پس از مرگ چیش‌پیش (شاه انشان و پارس)، کشورش میان دو پسرش «آریارمنه»، پادشاه پارس و کوروش یکم که بعدها عنوان پادشاه پارسوماش، به او داده شد، تقسیم شد. چون در آن زمان کشور ماد در اوج پیشرفت بود و هووخشتره در آن فرمانروایی می‌کرد، دو کشور کوچک تازه، ناچار زیر فرمان فاتح نینوا بودند. کمبوجیه فرزند کوروش یکم، دو کشور نامبرده را زیر فرمانروایی یگانه‌ای درآورد و پایتخت خود را از انشان به پاسارگاد منتقل کرد. فرزند کمبوجیه، کوروش بزرگ بزرگ‌ترین پادشاه هخامنشی است.
با برآمدن پسر کمبوجیه، کوروش بزرگ، که به حق بنیان‌گذار شاهنشاهی هخامنشی دانسته می‌شود، تحول شگرفی رخ داد. وی در مدت تقریباً بیست سال در طی لشکرکشی‌هایی، ماد، لیدی و بابل، یعنی پادشاهی‌های پرآوازهٔ آن روز جهان و سرزمین‌های خاور پارس را فرمانبردار خویش ساخت و گسترهٔ جغرافیایی بزرگی تقریباً به اندازهٔ خاورمیانهٔ امروزین را، از ترکیه و سواحل مدیترانه تا مرزهای هند و از استپ‌های روسیه تا اقیانوس هند، زیر سیطرهٔ خود درآورد.
هرودوت و کتزیاس، افسانه‌های باورنکردنی دربارهٔ زادن و پرورش کوروش بزرگ (۵۲۹–۵۵۹ پ. م) بازگو کرده‌اند. اما آنچه از دیدگاه تاریخی پذیرفتنی است، این است که کوروش پسر فرمانروای انشان، کمبوجیه اول و مادر او ماندانا، دختر ایشتوویگو پادشاه ماد می‌باشد.

### شکل‌گیری

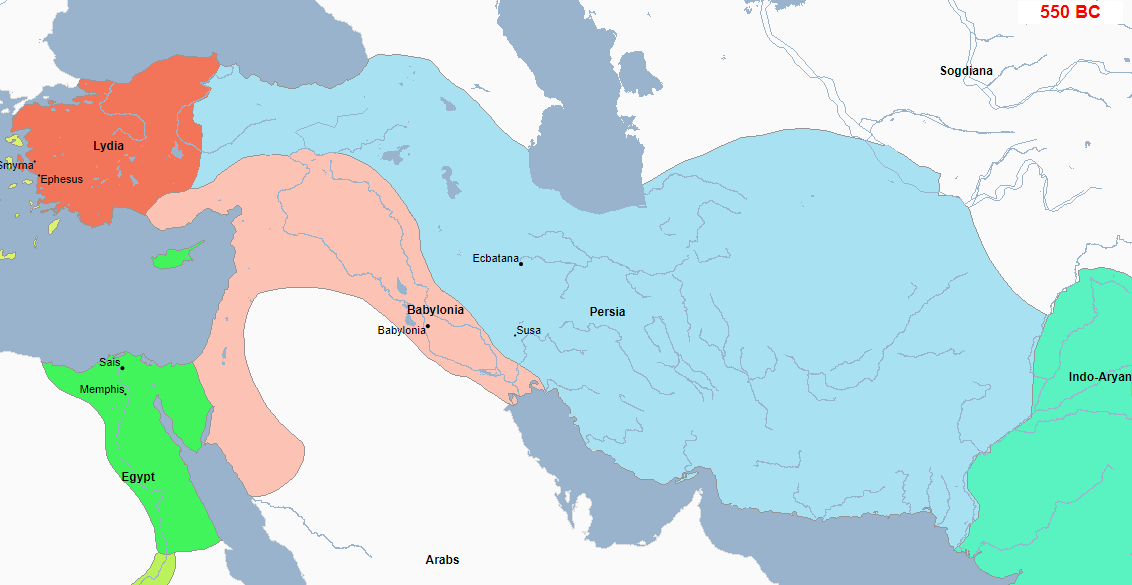
شاهنشاهی هخامنشی در سال ۵۵۰ پ. م در زمان فرمانروایی کوروش بزرگ. در همسایگی با قبایل هندی، قبایل سغدی، لیدیه و بابل

در سال ۵۵۳ پ.م. کوروش بزرگ، پارس‌ها را علیه ماد برانگیخت. در جنگ بین لشکریان کوروش و ماد، چندی از سپاهیان ماد به کوروش پیوستند و در نتیجه سپاه ماد شکست خورد. پس از شکست مادها، کوروش در پاسارگاد شاهنشاهی هخامنشی را پایه‌گذاری کرد. دوران شاهنشاهی او از ۵۲۹–۵۵۹ پیش از میلاد است.
کوروش بزرگ که پادشاهی ماد را به دست آورد و برخی از استان‌ها را به وسیله نیروی نظامی پیرو خود ساخت، همان سیاست کشورگشایی را که هووخشتره آغاز نموده بود، ادامه داد.
کوروش بزرگ دارای دو هدف مهم بود: در باختر تصرف آسیای صغیر و ساحل دریای مدیترانه و همهٔ جاده‌های بزرگی که از ایران می‌گذشتند و به بندرهای آن می‌رسیدند و از سوی خاور، تأمین امنیت.
در روز ۲۹ اکتبر سال ۵۳۹ پ. م کوروش بزرگ پادشاه ایران، امپراتوری بابل نو را شکست داد و آن سرزمین را تصرف کرد و برای نخستین بار در تاریخ جهان فرمان داد که هر کس در باورهای دینی خود و انجام آیین دینی خویش آزاد است، و بدین‌سان کوروش بزرگ قانون سازگاری بین دین‌ها و باورها را پایه‌گذاری کرد و نخستین منشور حقوق بشر را بنیان نهاد. کوروش به یهودیان دربند در بابل، امکان داد به سرزمین یهودیه بازگردند که شماری از آنان به ایران کوچ کردند.

### گسترش کشور و سرزمین
پس از آنکه تهاجم کیمیری‌های آناتولی، گردیوم پایتخت فریگیه را در سال ۶۷۶ پ. م ویران ساخت، لیدیه مهم‌ترین پادشاهی منطقه بود. سارد، پایتخت لیدیه، در حدود هفتاد کیلومتری کرانهٔ غربی ترکیه کنونی قرار داشته است. کرزوس افسانه‌ای بر لیدیه فرمان می‌راند و به سبب داشتن طلا و دادن هدیه‌های سخاوتمندانه به کاهنهٔ عبادتگاه دلفی مشهور شده بود. کرزوس پس از شنیدن پاسخ دو پهلوی دلفی که: «کرزوس پس از گذشتن از رود هالیس یک امپراتوری بزرگ را نابود خواهد کرد.» تشجیع شد که به ایرانیان حمله برد.
عموماً، آغاز جنگ ایران و لیدیه را در سال ۵۴۷ پیش از میلاد دانسته‌اند. در جنگی که بین کوروش بزرگ و کرزوس پادشاه لیدیه درگرفت، کوروش در «کاپادوکیه» به کرزوس پیشنهاد کرد که پیرو ایرانیان شود. کرزوس این پیشنهاد را نپذیرفت و جنگ بین‌شان آغاز گردید. سرانجام جنگ سختی در «پتریوم» پایتخت هیتی‌ها روی داد، در این نبرد نظم اسبان لیدیایی بر اثر بوی شترهای ایرانیان از هم گسیخت. کرزوس به سمت سارد فرار کرد و در آنجا بست نشست. کوروش شهر را دوره کرد و کرزوس را دستگیر نمود. لیدیه گرفته شد و به عنوان یکی از استان‌های ایران به‌شمار آمد. هر چند باستانشناسان پس از هجده حفاری نتوانستند به ارگ کرزوس دست پیدا کنند، اما لایه‌های سوخته و پیکان‌های مانده از حملهٔ ایرانیان را یافتند. کرزوس از این پس مشاور بزرگ هخامنشیان شد. پس از گرفتن لیدی، کوروش متوجه شهرهای یونانی شد و از آن‌ها نیز، تسلیم بی‌اما و اگر را خواست که یونانیان نپذیرفتند. در نتیجه شهرهای یونانی یکی پس از دیگری گرفته شدند. رفتار کوروش با شکست‌خوردگان باعث خوشبینی مردم آسیای صغیر نسبت به او شد. کوروش، گرفتن آسیای صغیر را به پایان رساند و سپس متوجه مرزهای خاوری شد. زرنگ، رخج، مرو و بلخ، یکی پس از دیگری در زمره استان‌های تازه درآمدند. کوروش از جیحون گذر کرد و به سیحون که مرز شمال خاوری کشور بود، رسید و در آنجا شهرهایی سخت‌بنیاد، برای جلوگیری از یورش‌های مردم آسیای مرکزی ساخت. کوروش در بازگشت از مرزهای خاوری، عملیاتی در درازای مرزهای باختری انجام داد. ناتوانی بابل، به واسطه بی‌کفایتی نبونعید، پادشاه بابل و فشارهای مالیاتی، کوروش را متوجه آنجا کرد. بابل بدون جنگ شکست خورد و پادشاه آن دستگیر شد. کوروش در همان نخستین سال پادشاهی خود بر بابل، فرمانی بر اساس آزادی یهودیان از بند و بازگشت به کشور و دوباره‌سازی پرستش‌گاه خود در بیت‌المقدس پخش کرد. او دیگر بردگان را هم آزاد کرد و به گونه‌ای برده‌داری را از میان برداشت.

### مرگ کوروش بزرگ
در اثر یورش ماساژت‌ها که یک ایل ایرانی‌تبار و نیمه‌بیابان‌گرد و تیره‌ای از سکاهای آن سوی رودخانه سیردریا بودند، به شهرهای شمال شرقی ایران، مرزهای شمال خاوری شاهنشاهی ایران مورد تهدید قرار گرفت. کوروش بزرگ، کمبوجیه دوم را به عنوان شاه بابل برگزید و به جنگ رفت و در آغاز پیروزی‌هایی به دست آورد. تاریخ‌نویسان یونانی در داستان‌های خود مدعی شده‌اند که ملکه ایرانی‌تبار ماساژت‌ها، تهم‌رییش او را به درون سرزمین خود کشاند و کوروش در نبردی سخت، شکست خورد و زخم برداشت و بعد از سه روز درگذشت و سپس پیکر وی را به پاسارگاد آوردند و به خاک سپردند. پس از مرگ کوروش بزرگ، فرزند بزرگ‌تر او کمبوجیه به شاهنشاهی رسید.

البته گزنفون در کتاب خود مرگ کوروش را طبیعی آن هم در شهر پاسارگاد بیان می‌کند، همچنین تاریخ در مورد حجم این شورش اطلاعاتی به ما نمی‌دهد در ضمن باید توجه داشت که کوروش در این زمان در سن بالایی قرار داشته و نیازی نبوده که پادشاه بزرگی چون کوروش خود به میدان جنگ برود همان‌طور که در ۱۰ سال پایانی امپراتوری خود در هیچ جنگی حضور نداشته پس می‌توان این احتمال را در نظر گرفت که کوروش سرکوب این شورش را به یکی از سرداران خود سپرده باشد و خود به میدان جنگ نرفته باشد.

### کمبوجیه
جانشین کوروش بزرگ پسرش کمبوجیه بود. اگر چه کمبوجیه فرمانروایی را در سال ۵۳۰ پیش از میلاد آغاز کرد که سال نشستن او بر تخت بود، نخستین سال رسمی شاهی او مطابق با نظام تاریخگذاری ویژهٔ ایرانیان در بهار سال ۵۲۹ پیش از میلاد آغاز شد. بزرگ‌ترین دستاورد هشت سال سلطنت او فتح مصر در سال ۵۲۵ پیش از میلاد بود.
چگونگی مرگ کمبوجیه هنوز هم مبهم و راز آمیز است. تنها این را می‌دانیم که او در تابستان سال ۵۲۲ پیش از میلاد، در فاصلهٔ ژوئیه و اوت، درگذشته است. کمبوجیه در بازگشت از مصر مرد؛ ولی برخی دلیل مرگ وی را بیماری و برخی دیگر توطئه خویشاوندان می‌دانند اما روشن است که وی در راه بازگشت از مصر مرده است. بنا به کتیبهٔ داریوش اول، کمبوجیه «به مرگ خویش مرده است». این خود عبارتی گنگ و سؤال‌برانگیز است و روشن نیست که او به مرگ طبیعی درگذشته یا آنکه خود خویشتن را از پای درآورده است. بنا به نوشته‌های هرودوت و کتزیاس او به‌طور تصادفی بر ران خود زخمی وارد آورد و از آن زخم مرد.
پس از مرگ کمبوجیه کسی وارث پادشاهی هخامنشیان نبود.
بر اساس گفته‌ای، کوروش بزرگ، در بستر مرگ، بردیا را به فرماندهی استان‌های خاوری شاهنشاهی ایران گماشت. کمبوجیه دوم، پیش از رفتن به مصر، از آنجا که از احتمال شورش برادرش می‌ترسید، دستور کشتن بردیا را داد. مردم از کشته شدن او خبر نداشتند و در سال ۵۲۲ پیش از میلاد شخصی به نام گئومات مغ که ظاهری شبیه به بردیا داشت (با این تفاوت که یک گوش آن بریده شده بود) خود را به دروغ بردیا و شاه ایران نامید. چون مردم بردیا را دوست داشتند و به پادشاهی او راضی بودند و از سویی هیچ‌کس از راز کشتن بردیا آگاه نبود، دل از پادشاهی کمبوجیه برداشتند و پادشاهی بردیا (گئوماتا) را با جان و دل پذیرا شدند و این همان خبرهایی بود که در سوریه به گوش کمبوجیه رسید و سبب خودکشی او شد. برخی از تاریخ‌نگاران نیز، کشته شدن بردیا را کار گئومات می‌دانند.
در نوشتارهای تاریخی از گئومات به عنوان بردیای دروغین یاد شده است. در کتیبه بیستون نزدیک کرمانشاه، گئومات مغ زیر پای داریوش بزرگ نشان داده شده است. داریوش شاه پس از دریافتن این رخداد به ایران می‌آید و بردیای دروغین را از پای درآورده، به تخت می‌نشیند.
کارهای گئومات مغ سبب سوء ظن درباریان هخامنشی شد که سرکردهٔ آنان داریوش، پسر ویشتاسب هخامنشی بود. هفت تن از بزرگان ایران که داریوش بزرگ نیز در شمار آنان بود، توسط یکی از زنان حرم‌سرای گئومات که دختر یکی از هفت سردار بزرگ ایران موفق به دیدن گوش‌های بریده او شده بود، پرده از کارش برکشیدند و روزی به کاخ شاهی رفتند و نقاب از چهره‌اش برگرفتند و با این خیانت بزرگ، او، برادرش و دوستان او را که به دربار راه یافته بودند، نابود کردند و به فرمانروایی هفت‌ماهه او پایان بخشیدند.

### داریوش بزرگ

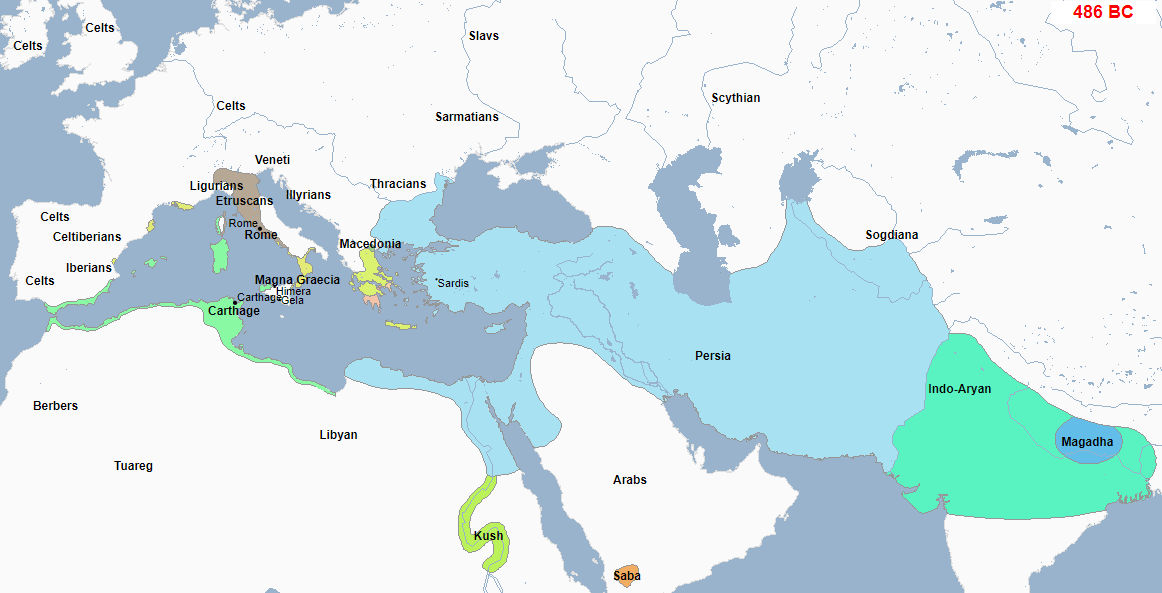
شاهنشاهی پارس در سال ۴۸۶ پ. م (سال مرگ داریوش بزرگ)، در همسایگی با قبایل یونانی، هندوآریایی و عرب — داریوش بزرگ این سرزمین را به خشایارشا تحویل داد و درگذشت.

داریوش بزرگ (۵۴۹ تا ۴۸۶ پ. م) سومین شاهنشاه هخامنشی (از ۵۲۱ تا ۴۸۶ پ. م) فرزند ویشتاسپ (گشتاسپ) بود. ویشتاسپ، فرزند آرشام و آرشام پسر آریارمنه بود.
ویشتاسپ پدر او در زمان کوروش، ساتراپ (استاندار) پارس بود. داریوش در آغاز پادشاهی با دردسرهای بسیاری روبرو شد. دوری کمبوجیه از ایران چهار سال به درازا کشیده بود. گئومات مغ هفت ماه خود را به عنوان بردیا، برادر کمبوجیه بر تخت نشانده و بی‌نظمی و هرج و مرج را در کشور گسترش داده بود. در بخش‌های دیگر کشور هم کسان دیگر به دعوی این که از دودمان شاهان پیشین هستند، پرچم استقلال برافراشته بودند. گفتاری که از زبان داریوش در کتیبه بیستون از این رویدادها آمده. داریوش این پیروزی‌ها را در همه جا نتیجهٔ خواست اهورامزدا می‌داند و می‌گوید:

هرچه کردم به هر گونه، به خواست اهورامزدا بود. از زمانی که شاه شدم، نوزده جنگ کردم. به خواست اهورامزدا لشکرشان را درهم شکستم و ۹ شاه را گرفتم… سرزمین‌هایی که شوریدند، دروغ آن‌ها را شوراند؛ زیرا به مردم دروغ گفتند. پس از آن اهورامزدا این کسان را به دست من داد و با آن‌ها چنان‌که می‌خواستم، رفتار کردم. ای آن که پس از این شاه خواهی بود، با تمام نیرو از دروغ بپرهیز. اگر اندیشه کنی: چه کنم تا کشور من سالم بماند، دروغگو را نابود کن…
پزشکی به نام دموکدس که در دستگاه اری‌تس بود و دربند به زندان داریوش افتاده بود، هنگامی که زخم پستان آتوسا دختر کوروش و همسر داریوش را درمان می‌کرد، او را واداشت که داریوش را به لشکرکشی به سرزمین یونان ترغیب کند. باید خاطرنشان ساخت که این پزشک، یونانی بود و داریوش او را از بازگشت به کشورش محروم کرده بود. دموکدس به ملکه گفته بود که خود او را به‌عنوان راهنمای گرفتن یونان به داریوش بشناساند و بگوید که شاه با داشتن چنین راهنمایی، به خوبی می‌تواند بر یونان چیره شود. این پزشک یونانی خود را به همراه گروهی از ایرانیان به یونان رساند و در آن جا به خلاف خواستهٔ داریوش، در شهر کرتن که میهن راستین او بود، ماند و دیگر به ایران نیامد و گروه پارسی که برای آشنا شدن با روزگار یونان و فراهم کردن زمینهٔ گرفتن آن دیار رفته بود، بی‌نتیجه به میهن بازگشت.
داریوش پس از فرونشاندن شورش‌های داخلی و سرکوب شورشیان، دستگاه‌های کشوری و دیوان منظمی درست کرد که براساس آن همهٔ کشورها و استان‌های پیرو شاهنشاهی او بتوانند با یکدیگر و با مرکز شاهنشاهی مربوط و از دیدگاه سازمان اداری هماهنگ باشند.
لشکرکشی داریوش به اروپا: در زمان‌های گوناگون تاریخی ایل‌های آریایی سکاها در بخش‌های گوناگون سرزمین پهناوری که از ترکستان تا کنارهٔ دانوب، در مرکز اروپا امتداد داشت، جای گرفته بودند. به‌طور کلی از دید شهرنشینی در پایهٔ پایینی بوده‌اند.

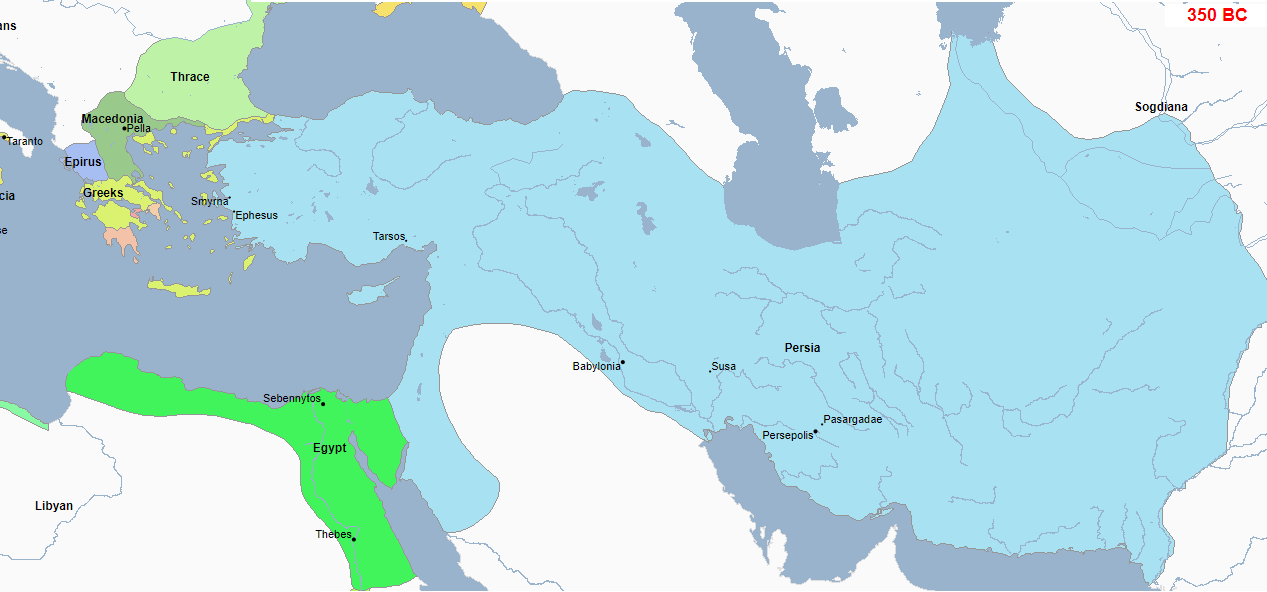
پادشاهی پارس در سال ۳۵۰ پ. م در زمان پادشاهی اردشیر سوم، در همسایگی با قبایل سُغد (ساکا)، مصر باستان، و قبایل یونانی‌تبار تراکیه، مقدونیه، یونان باستان، اپیروس و اسپارت

هرودت در گفتار یورش داریوش به سکاییه نوشته است که سکاها از جنگ با او دوری کردند و به درون سرزمین خود پس کشیدند و چون بیابان پهناوری در پیش پای آن‌ها بود، آن قدر داریوش را به‌دنبال خود کشیدند که او از ترس پایان خوراک بر آن شد به ایران برگردد. اما با اینکه در این یورش، پیروزی شاهانه‌ای به دست نیاورد، سکاها را برای همیشه از یورش به ایران و ایجاد دردسر برای مردم شمال این آب و خاک منصرف ساخت.
حمله به هند: داریوش متوجه پنجاب و سند شد. در سال ۵۱۲ پیش از میلاد ایرانیان از رود سند گذشتند و بخشی از سرزمین هند را گرفتند. داریوش فرمان داد تا کشتی‌هایی بسازند و از راه دریای عمان به پنجاب و سند بروند. این دو سرزمین زرخیز و پر ثروت برای ایران آن روز بسیار مهم بود. این چیرگی ایرانیان در تاریخ هند، آغاز دوران تازه‌ای گردید و سرنوشت هند را دگرگون ساخت.
در دوره داریوش کارتاژ به دلیل غارت کشتی‌های ایرانی از سوی نیروهای دریایی آن کشور مورد حمله ارتش هخامنشی گرفت که به دلیل غافلگیری کارتاژی‌ها بدون جنگ تسلیم شد و غرامت پرداخت کرد.
داریوش جانشین خود را برگزید و هنگامی که آخرین زمینه چینی‌های خود را برای جنگ با یونان می‌دید پس از ۳۶ سال پادشاهی درگذشت. این رویداد در سال ۴۸۶ پیش از میلاد بوده است. آرامگاه داریوش بزرگ در چهار هزار و پانصد متری پارسه، در نقش رستم است.
در زمان او مرزهای سرزمین‌های شاهنشاهی ایران از یک سو به چین و از سوی دیگر به درون اروپا و آفریقا می‌رسید.

### زوال و انقراض

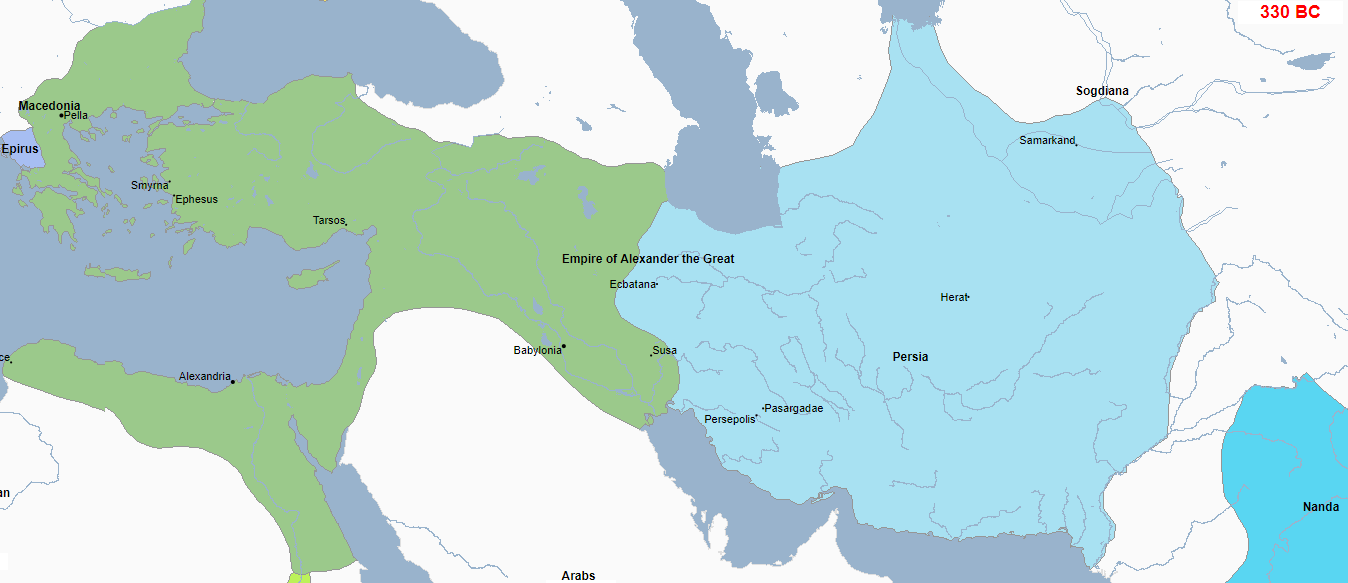
شاهنشاهی پارس در سال ۳۳۰ پ. م در زمان فرمانروایی داریوش سوم و اندکی قبل از فروپاشی به دست اسکندر مقدونی. در همسایگی با کشور تازه تأسیس ناندا (هندوستان) و سکاها و امپراتوری اسکندر مقدونی

پس از مرگ اردشیر سوم، ارشک با نام اردشیر چهارم به جای او برتخت نشست، اما اردشیر چهارم پیش از اینکه بتواند تأثیری در قدرت داشته باشد، توسط باگواس مسموم و کشته شد. گفته شده که باگواس نه تنها اردشیر، که تمام پسران او و شاهزادگان دیگر را نیز به قتل رساند. وی سپس داریوش سوم، برادرزاده اردشیر چهارم را به جای او برتخت نشاند. داریوش که پس از به قدرت رسیدن شهربان ارمنستان بود، باگواس را مجبور کرد زهر بنوشد و به زندگی خود خاتمه دهد. در سال ۳۳۴ پیش از میلاد، اندکی پس از اینکه داریوش سوم مجدداً مصر را مطیع ایرانیان کرد، اسکندر مقدونی و سپاهیانش به سوی آسیا لشکرکشی کردند. اسکندر در سه نبرد مهم، گرانیک، ایسوس و گوگمل که در طی سه سال روی دادند، ایرانیان را شکست داد. پس از آن، به سمت شوش و پارس به راه افتاد و در اوایل سال ۳۳۰ پیش از میلاد، به تخت جمشید وارد شد و آن را به آتش کشید. وی سپس به سمت شمال به راه افتاد و از پاسارگاد و آرامگاه کوروش بزرگ دیدن کرد. منابع یونانی از این می‌گویند که در جریان هرج و مرجی که به دلیل حمله اسکندر به ایران به راه افتاده بود، قبر کوروش مورد دستبرد واقع گردیده بود و اسکندر مغان را به این دلیل مجازات کرد؛ اما منابع امروزی بر این باورند که او به دنبال این بوده تا از نفوذ آنان بکاهد. به هر صورت، او دستور داد تا آرامگاه بنیان‌گذار شاهنشاهی هخامنشی بازسازی شود. وی سپس به سمت هگمتانه، جایی که داریوش سوم حضور داشت، به راه افتاد.
داریوش سوم توسط بسوس، شهربان بلخ دستگیر شد و زمانی که اسکندر به هگمتانه رسید، دیگر شاهنشاه ایرانی کشته شده بود. پس از مرگ داریوش، بسوس خودش را اردشیر پنجم خواند و مدعی شاهنشاهی ایران شد و سپس به سمت آسیای مرکزی به راه افتاد. یونانیان می‌گویند که او جسد داریوش را در راه گذاشت و اسکندر آن را پیدا کرده و دستور داد تا وی را با احترام به تخت جمشید بفرستند. اسکندر که بیم آن را داشت که بسوس در سرزمین‌های ایرانی شرقی قدرت را در دست بگیرد، بدون معطلی به آن سمت به راه افتاد و وی را دستگیر کرد. او سپس دادگاهی تشکیل داد و بسوس را به یک مرگ «دردناک و وحشیانه» محکوم کرد.
به قدرت رسیدن اسکندر مقدونی تأثیر چندان زیادی در امپراتوری هخامنشی ایجاد نکرد و بسیاری از مورخان امروزی، او را «آخرین شاهنشاه هخامنشی» برمی‌شمارند و با مرگ او در سال ۳۲۳ پیش از میلاد بود که این امپراتوری تجزیه گردید و از بین رفت. پس از تجزیه امپراتوری، دولت‌های بیشماری در سرزمین‌های سابق شاهنشاهی هخامنشی سر برآوردند که بزرگ‌ترین آن‌ها - که جهان ایرانی را نیز تحت کنترل خود داشت - امپراتوری سلوکی بود. یک و نیم سده بعد، ایرانیان شاهنشاهی اشکانی را بنیان نهادند و استقلال خود را بازیافتند.

### دلایل سقوط
از بزرگ‌ترین دلایل سقوط شاهنشاهی هخامنشی، بار سنگین مالیات بر دوش شهربانی‌ها بود که سرانجام به یک رکود اقتصادی بزرگ انجامید. بر اساس برآوردها، میانگین مالیات هر ساتراپی در سال، برابر با ۱۸۰ میلیون دلار آمریکا بوده است؛ و این تنها مالیات نقدی‌ای بوده که جدا از مالیات‌های غیرنقدی دریافت می‌شده است. پس از برداشت بودجه موردنیازِ ارتش، دیوان‌سالاری و سایر بخش‌های دولت، باقی مانده مالیات‌ها به خزانه شاهنشاهی روانه می‌شد. دیودوروس می‌گوید که اسکندر تنها در تخت جمشید ۱۸۰٬۰۰۰ تالان نقره پیدا کرده است که برابر با ۲٫۷ میلیارد دلار آمریکا برآورد شده است. گفته شده که تا زمان مرگ اسکندر، ۱۳۰ هزار تالان در ساخت شهرها، معبدها، راه‌ها و هزینه ارتش خرج شد. همچنین او ۶ هزار تالان به آتن فرستاد تا آن‌ها بتوانند با استفاده از آن اقتصاد خود را بازسازی کنند؛ گرچه ورود این حجم از پول به اقتصاد آتن ضربه شدیدی زد و منجر به افزایش سرسام آور قیمت‌ها شد.

از دیگر دلایل سقوط امپراتوری، عدم موفقیت در ایجاد یک هویت ملی بود. در واقع این شاهنشاهی که به رواداری خود معروف بود، هرگز تلاشی برای ساخت یک هویت مشترک برای سرزمین‌های خود که از شمال آفریقا تا شمال هند در امتداد بودند، نکرد و این مسئله در دراز مدت تأثیر خود را نشان داده و با اولین بحران جدی، امپراتوری محکوم به سقوط گردید.

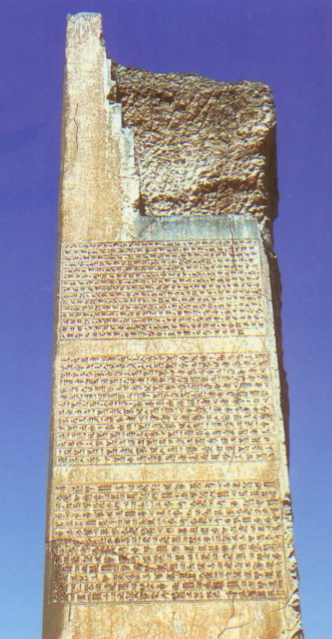
کتیبهٔ سه‌زبانیِ خشایارشا بر جرز غربی ایوان جنوبیِ کاخ تچر

## سبک و روش حکومت
تورج دریایی مورخ و ایران‌شناس در دانشگاه کالیفرنیا، علی موسوی مدرس تاریخ در دانشگاه کالیفرنیا و خداداد رضاخانی محقق تاریخ از دانشگاه برلین در کتاب «واکاوی یک شاهنشاهی» با عنوان فرعی «گذر زمان در تاریخ‌نگاری هخامنشیان»، سبک حکومت هخامنشیان را این‌گونه ذکر می‌کنند:
حضور این سلسله پادشاهی بر مناطق تحت حکومت خود، حضوری خفیف و ملایم یا به بیان دیگر حداقلی بود. اول از آنجا که ایرانی‌های حاضر در امپراتوری در اقلیت بودند و دریافته بودند که تنها با مدارا می‌توانند در مناطق متنوع تحت امرشان توازن ایجاد کنند. روش مداراگرایانه (رواداری) هخامنشیان این بود که هر منطقه‌ای را آزاد می‌گذاشتند که بر مبنای فرهنگ و ساختار محلی و منطقه‌ای خود اداره شود. شیوه حکمرانی هخامنشیان بر اساس استثمار ملل تحت حاکمیت خود نبوده و از منابع این سرزمین‌ها بهره‌برداری نمی‌کرد و همچنین نمی‌خواسته همه فرهنگ‌ها را تحت یک «مرکز اجتماعی و فرهنگی و سیاسی» ادغام کنند؛ هرچند یک قدرت مرکزی برای حکمرانی همواره وجود داشت: «در نتیجه، مناطق تحت کنترل هخامنشیان، علی‌رغم همبستگی این بخش‌های ایران با امپراتوری، مستقیماً تحت تأثیر برنامه دولت مرکزی با اثرات دراز مدت قرار نمی‌گرفت.» ساختار امپراتوری هخامنشی مبتنی بر سلطه سیاسی یک قدرت متمرکز بود که با «بهره‌برداری از اقتصاد پیرامونی، پردازش مرکزی و توزیع منابع اقتصادی» در واقع به شکل نظام جهانی والرشتاینی قابل توضیح است.
آنتونیو پانائینو، پژوهشگر ایتالیایی ایران‌شناس دربارهٔ اینکه آیا نظام هخامنشی با توجه به اینکه سرزمین‌های وسیعی را شامل می‌شده، نظامی روادار بوده یا تمامیت‌خواه، این‌گونه پاسخ می‌دهد:
پانائینو از کتاب «سیاست ارسطو» کمک می‌گیرد تا مسئله رواداری یا تمامیت‌خواهی هخامنشی را بررسی کند و می‌نویسد شاهنشاهی ایرانیان، از نوع خودکامگی نبود، می‌توان آن را نوعی حکومت استبدادی دانست اما نه به‌طور کامل، چون شاه بنا به قانون، قلمروهای خود را اداره می‌کرد. با رویکرد ارسطویی، حکومت هخامنشیان، آریستوکراتیک یا حکومت شایسته سالاران بود که افراد در آن به‌طور مورثی به قدرت می‌رسیدند. ارسطو تصور می‌کرد کوروش بزرگ مردمش را آزاد کرد و پادشاهی بود که به دلیل فضیلت شخصی، قدرت را کسب کرده بود. برخی یونانیان معتقد بودند سیستم حکومتی ایران با اینکه مردم را از ورود به قدرت بازمی‌داشت، اما به نفع عامه مردم و همگام با قانون بود. اما به نظر پانائینو، رواداری در سلسله هخامنشی، از نوع انسان‌گرایی یا اومانیسم نوع غربی نبود، بلکه «رواداری ایرانیان، ابزار هوشمند قدرت و حکومت‌داری بود، که به وسیله آن، تعداد معدودی از ایرانیان بر عده کثیری نظارت و کنترل داشتند، عده کثیری از مردم که دارای فرهنگ، زبان، دین، و آداب متفاوت بودند.» این نوع رواداری را باید به حکومت‌داری خردمندانه تعبیر کرد. در این نوع رواداری، برخی آزادی‌ها، حقوق و امتیازات به حکومت‌داران محلی و دشمنان شکست خورده اعطا می‌شد.

## نظام اداری
نظام اداری شاهنشاهی هخامنشی از کوروش بزرگ آغاز شد اما سامان‌دهی آن به بهترین وجه کار داریوش بزرگ بود.
هنگامی که داریوش بزرگ در سال ۵۲۵ پیش از میلاد به قدرت رسید، ۲۳ ساتراپی یا سرزمین متعلق به شاهنشاهی را، که پارس هم جزو آن بود از کمبوجیه به ارث برد. با این که او در طول شهریاری خود چند ساتراپی را به آن‌ها افزود (سند، تراکیا، مقدونیه، سکاهای شمال دریای سیاه) در نبشته‌ای خود، جز پارس، از ۲۵ و گاه ۲۹ قوم شاهنشاهی خود نام می‌برد. خشایارشاه جز پارس از ۳۱ سرزمین شاهنشاهی نام می‌برد. به این ترتیب شمار و گسترهٔ ساتراپی‌ها ثابت و نامتغیر نبودند. بستگی به میل شاهنشاه داشت که دو ساتراپی را در هم ادغام کند یا از یک ساتراپی دو تا بسازد.
بر پارس که سرزمین اصلی شاهنشاهی بود، خود شاه شخصاً فرمان می‌راند. در رأس هر یک از دیگر سرزمین‌های شاهنشاهی یک ساتراپ قرار داشت. این واژه از یونانی به ما رسیده است. به خشَثرَپای مادی برمی‌گردد. ساتراپ‌ها بیرون از دربار بالاترین مقام را داشتند و بدون واسطه زیر نظر شاهنشاه بودند. ساتراپ‌ها حق استفاده از مُهر شاهی را داشتند. شاهنشاهان برای آن که از وفاداری ساتراپ‌ها خاطر جمع شوند، مصلحت را در این می‌دیدند تا آنجا که ممکن است خویشان خود را به این مقام بگمارند.
هر ساتراپی به چندین ساتراپی فرعی یا «حکمرانی» تقسیم می‌شد. بنا بر کتاب استر، در زمان خشایارشا شاهنشاهی هخامنشی از هند تا حبشه ۱۲۷ حکمران محلی داشته است. به این ترتیب به هر ساتراپی به‌طور متوسط چهار یا پنج حکمرانی می‌رسید. برای نمونه ساتراپی سوریه عبارت بود از حکمرانی‌های آشور، فنیقیه، سامرا، یهودا و قبرس. عنوان این حکمران به فارسی باستان فرَتَرَکَه بود. هر حکمرانی به هفت بخش تقسیم می‌شد که در رأس هر یک از آنان بخشدار قرار داشت، تحت‌اللفظی «یک هفتم دار».
چند سنگ نبشتهٔ هیروگلیف از وادی حمامات، جایی که از آنجا معماران مصری سنگ‌های ساختمانی مورد نیازشان را می‌آوردند، بر حسب تصادف، سندی در اثبات فوق‌العادهٔ نظام اداری هخامنشیان در اختیار ما می‌گذارند. به واسطه این سنگ نبشته‌ها در می‌یابیم که کسی به نام اَثیاوَهیاه در زمان کمبوجیه، داریوش و خشایارشا، یعنی ۵۱ سال، بخشدار قُبط (کَفت امروزی در مصر وسطا) بوده است. برادر کوچکتر او اَریاورَتَه از سال ۴۷۶ پیش از میلاد قائم مقام او بوده و سه سال بعد جانشینش شده است. او در مقام بخشدار قُبط تا هفدهمین سال پادشاهی اردشیر یکم نیز یک هفتم دار بوده است، یعنی دست کم ۲۷ سال تمام.

### مالیات و مناطق مالیاتی

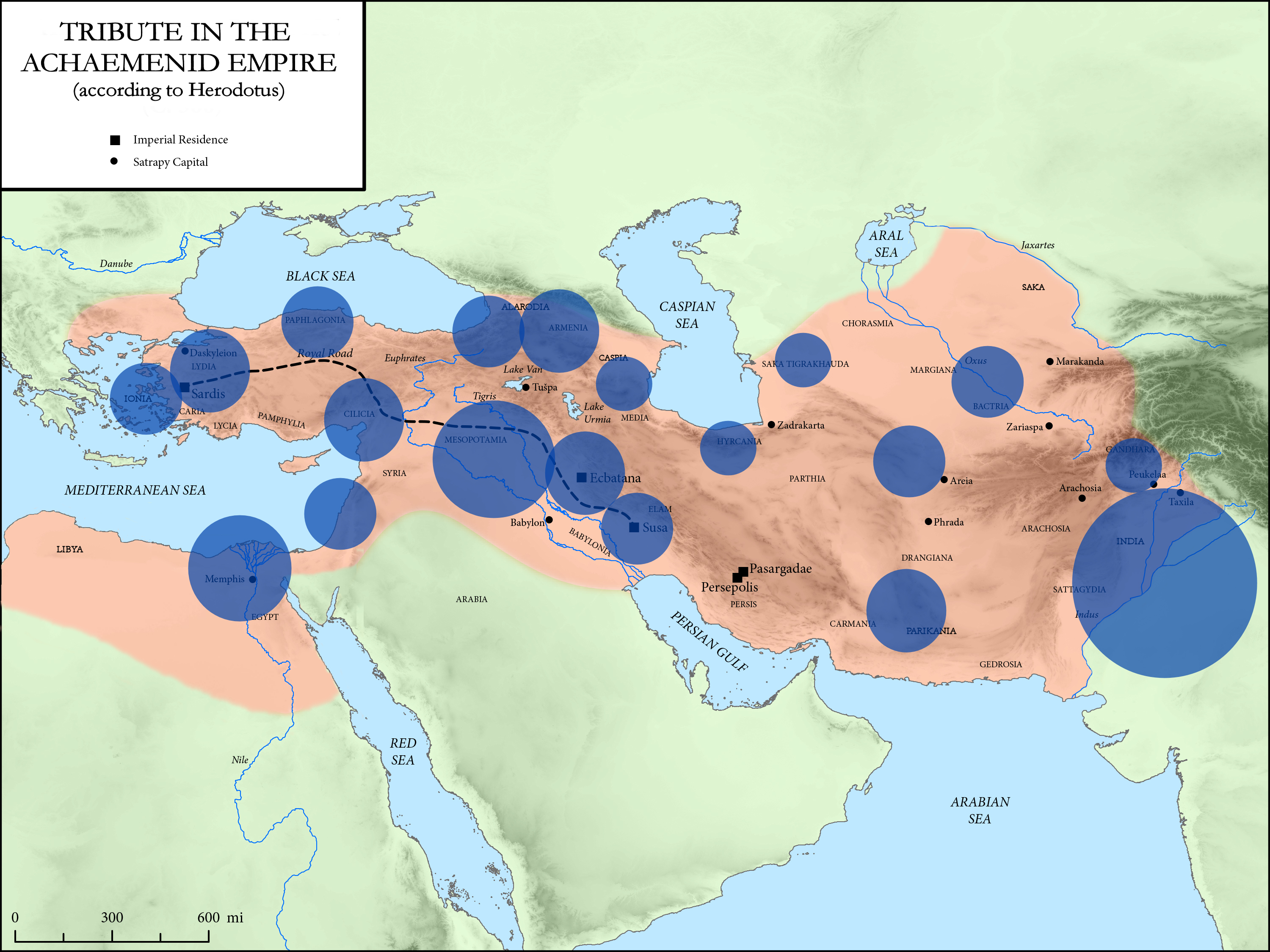
حجم خراج سالانه به ازای هر ناحیه، در شاهنشاهی هخامنشی، به گفته هرودوت.

داریوش بزرگ یک سیستم مالیاتی منظم و پایدار را به‌وجود آورد که برای هر ساتراپی بر اساس بهره‌وری، استعداد و پتانسیل اقتصادی آنها تنظیم شده‌بود. به عنوان مثال، بابل با بالاترین مقدار موظف به تأمین تعداد زیادی از کالاها، ۱۰۰۰ تالان نقره و تأمین چهار ماه غذا برای ارتش شده‌بود. هند هم که برای طلای افسانه‌ای خود شناخته‌شده بود و بیشترین مقدار مالیات نقدی را پرداخت می‌کرد. مصر نیز به‌دلیل حاصلخیزی و محصولاتش معروف بود؛ بنابراین موظف بود انبار غله شاهنشاهی ایران باشد (بعدها امپراتوری روم نیز از مصر چنین استفاده‌ای کرد) و باید ۱۲۰۰۰۰ پیمانه غلات به‌همراه ۷۰۰ تالانت نقره تهیه می‌کرد. این منحصراً مالیاتی بود که از مردم تابعه گرفته می‌شد. شواهدی وجود دارد که نشان می‌دهد دشمنان سرکش می‌توانند به بردگی فروخته شوند. هخامنشیان در کنار سایر نوآوری‌هایشان در امور اداری و مالیاتی، احتمالاً اولین دولتی بوده‌اند که فروش برده‌های خصوصی را ثبت‌کرده و با استفاده از شکل اولیه مالیات بر فروش، بر آنها مالیات بستند.

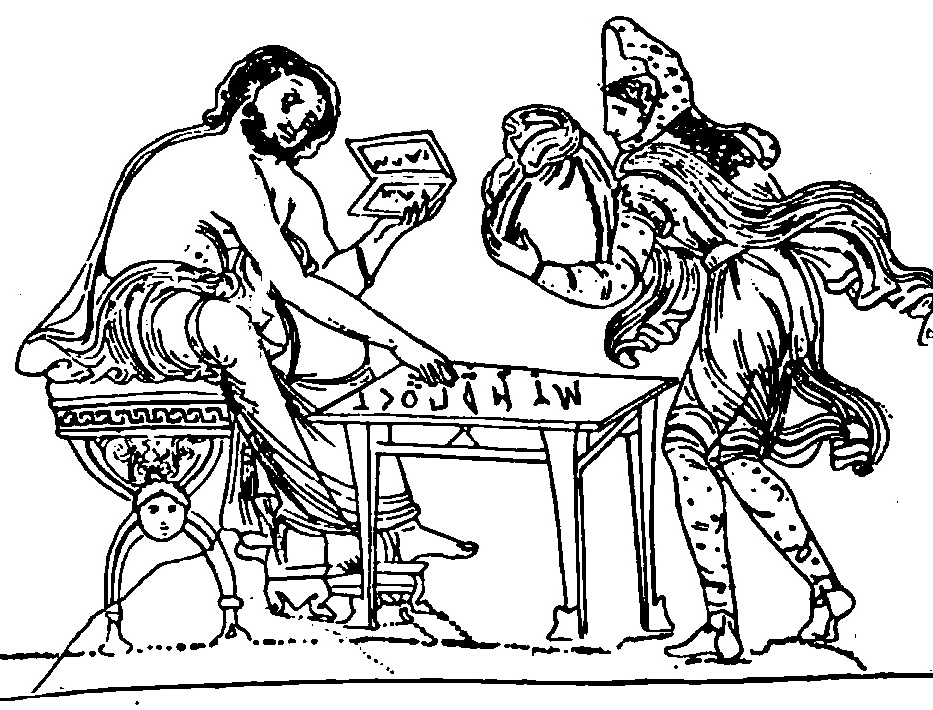
نگاره جمع‌آوری‌کننده مالیات هخامنشی، بر اساس گلدان داریوش (۳۴۰–۳۲۰ قبل از میلاد) بر روی اباکس یا چرتکه محاسبه می‌کند.

از دیگر دستاوردهای حکومت داریوش بزرگ، می‌توان به تدوین داده‌ها و قوانین (یک نظام حقوقی جهانی که پایه قوانین حکومت‌های بعدی شد) و ساخت پایتختی جدید در تخت جمشید اشاره کرد.

## دادگستری و دیوان قضایی
در دوره هخامنشیان، تصور بر این بود که اقتدار حقوقی و قضائی اصولاً از خدایان به پادشاه اعطا شده است؛ بنابراین پادشاه مسئول برپایی، حفظ و دفاع از عدالت بود. پادشاه فراتر از قانون نبود بلکه بخشی جدایی‌پذیر از آن محسوب می‌شد.
دادگاه با حضور یک هیئت تشکیل می‌شد که متشکل از طبقات مختلف افراد از جمله قضات، مقامات مختلف حکومتی و مقامات معبد بود. دادگاه‌ها به دو شاخه اصلی تقسیم می‌شدند: دادگاه‌های سکولار و دادگاه‌های معابد، که هرکدام صلاحیت قضائی مختص به خود را داشتند اما ظاهراً آیین دادرسی آنها مشابه بوده است. در دادگاه‌های معابد، دست‌کم یک نفر از مقامات معبد و یک مقام سلطنتی حاضر بود. دادگاه‌های سکولار صلاحیت گسترده‌تری داشتند و به‌طور خلاصه هر موردی که در صلاحیت دادگاه‌های معابد نبود در این دادگاه‌ها رسیدگی می‌شد. دادگاه‌های سکولار درخصوص احکام دادگاه‌های معابد نیز صلاحیت تجدیدنظر داشتند.
دیوان عالی کشور که عبارت بود از هفت «قاضی شاهی»، شاهنشاه را در مقام عالی‌ترین مرجع قضایی یاری می‌کرد. آنها کهنسالانی بودند که تا پایان عمر خود در این منصب می‌ماندند. ریاست دیوان با بلند مرتبه‌ترین آن‌ها، قاضی اعظم دربار بود. او احتمالاً عضو شورای شاهنشاهی بوده است، یعنی یکی از هفت مرد بزرگی که شهریار برای رایزنی در کنار خود داشت.
هرودوت می‌نویسد: قضات شاهی با توجه به قوانینی که از پدرانشان به ارث می‌برند، قضاوت می‌کنند. قدرت در دست آن هاست. اگر قاضی‌های شاهی رشوه می‌گرفتند، چنان تنبیه می‌شدند که در یادها بماند. طبق گفته هرودوت، به دستور کمبوجیه قاضی چیسَمَنه را، که با گرفتن پول حق را پایمال کرده بود، پوست کندند و با آن بندهایی چرمی درست کردند و بر صندلی قضاوت او کشیدند و کمبوجیه پسر چیسَمَنه به نام هوتانه را برای مقام قاضی شاهی به جانشینی او گمارد تا به یاد داشته باشد که برای داوری بر روی کدام صندلی نشسته است. همچنین هرودوت در چند جای کتاب خود از «داوران شاهی» نام برده است.
به احتمال زیاد در دوران هخامنشیان منابع کتبی حقوقی نیز وجود داشته و قوانین فقط شفاهی نبوده است.

## اوضاع اجتماعی

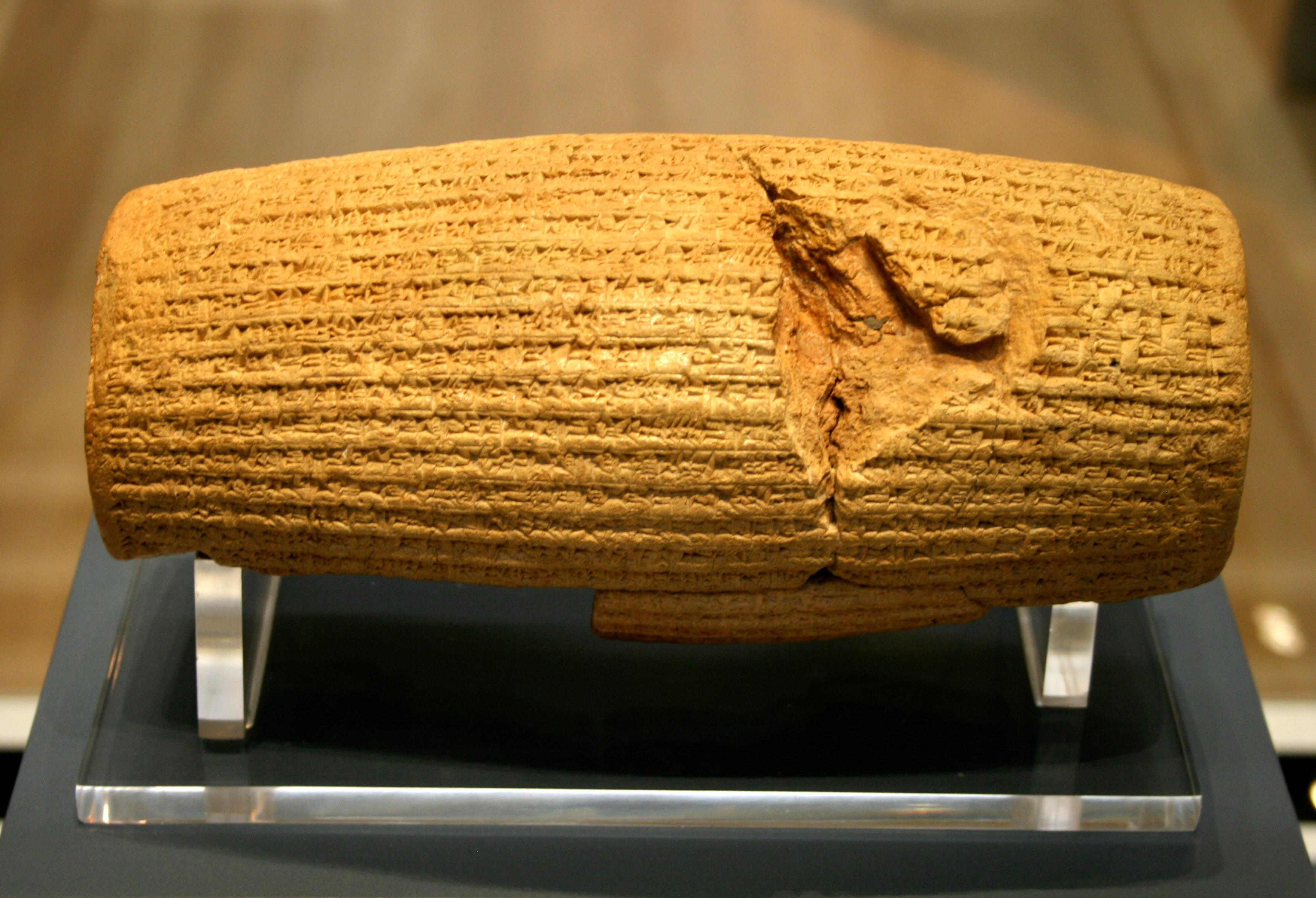
استوانه کوروش بزرگ در موزه بریتانیا، این سند به عنوان نخستین منشور حقوق بشر شناخته می‌شود.

### طبقات اجتماعی
به سبب فقدان منابع سودمند، مطالعهٔ طبقات اجتماعی در ایران باستان بسیار دشوار است. بلند پایگان بزرگ شاهنشاهی، مانند ساتراپ‌ها، اعضای شورای شاهنشاهی، اعضای دیوان عالی کشور و به ویژه سرداران، متعلق به طبقهٔ شاه بودند. اسناد، به ویژه الواح خزانهٔ دربار تخت جمشید، در زیر این طبقهٔ حاکم سه طبقهٔ اجتماعی را از هم متمایز می‌کند.
1. نخستین طبقهٔ شاهنشاهی بودند که به ایلامی Shalup گفته می‌شدند. هالک این واژه را gentlemen ترجمه کرده است. چون ظاهراً شمار این‌ها زیاد بود، بهترین معادل این اصطلاح آزادان» است یا شاید «شهروندان کامل». در هر حال این طبقه در درون خود لایه‌های گوناگونی داشت.
2. در الواح خزانه برای طبقهٔ دوم نه یک واژهٔ ایلامی که یک واژهٔ پارسی باستان به کار رفته است، یعنی gardhya که لفظاً به معنای «خانگیان» یا «چاکران» است. در بسیاری موارد این لفظ به معنای «کارگر» است و در اسناد مذکور به هزاران کارگر در دربار اطلاق می‌شود؛ به خصوص بر کارگران نیمه آزاد یا موظفان اجباری. آن‌ها را باید از نظر اجتماعی «نیمه آزادان» نامید. آن‌ها معمولاً برای مدتی به کار اجباری فراخوانده می‌شدند. این نکته را داندامایف به استناد اسناد بابلی نشان داده است.

۳- طبقهٔ سوم که در اسناد با کلمهٔ ایلامی Libap نشان داده شده است خادم‌ها بودند. شمار اینان به مراتب کمتر از آزادان و نیمه آزادان بود. جیرهٔ غذایی این دسته در واقع دو سوم جیرهٔ معمول یک کارگر سادهٔ نیمه آزاد بوده است. دربار بردگان بسیار کمی در اختیار داشت و بردهٔ زن اصلاً. در اسناد مختلف در برابر هر صد نفر کارگر زن یا مرد تنها به یک برده برمی‌خوریم. در اصل بردگان همان جایگاه اجتماعی را داشتند که اسیران جنگی. اما آن‌چنان‌که پیداست، ناظران پارسی «برده‌دار» نبوده‌اند. بیشتر می‌شود چنین استنباط کرد که برای رسیدن به بازده بیشتر از شیوهٔ پرداخت جیرهٔ بیشتر استفاده می‌شد که در ظاهر نتیجهٔ آن هم مطلوب بوده است.

### دین

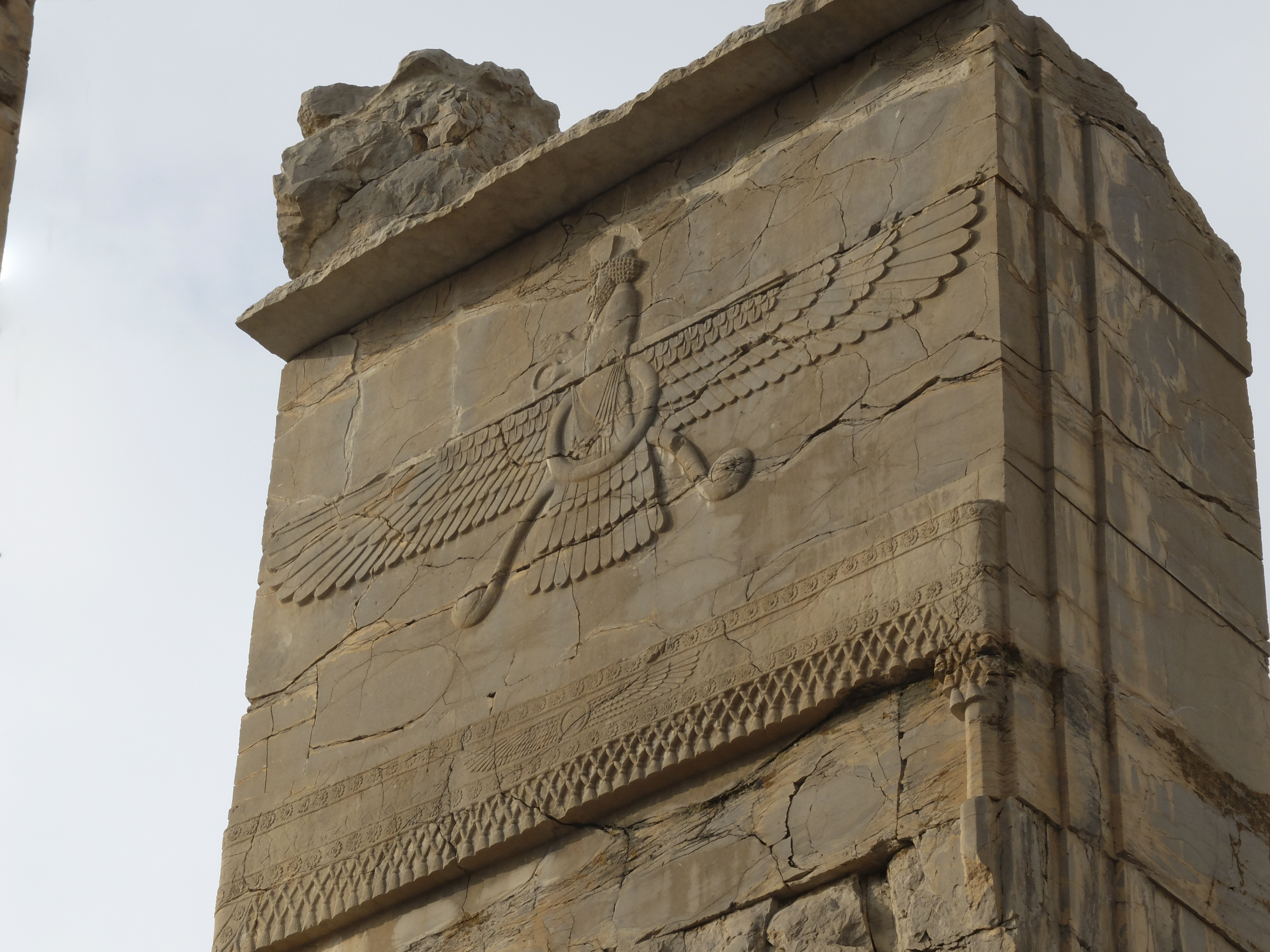
نقش برجسته اهورامزدا در تخت جمشید

با وجود دستاوردهای حاصل از مطالعات ژرف و مداوم در رشته‌های باستان‌شناسی، زبان‌شناسی تطبیقی، زبان‌شناسی تاریخی مردم‌شناسی و تاریخ و دیگر موارد هنوز در مورد مذهب هخامنشیان اختلاف نظر وجود دارد.
مدارای مذهبی به عنوان «ویژگی قابل توجه» شاهنشاهی هخامنشی توصیف شده است.
عهد عتیق گزارش می‌دهد که کوروش بزرگ، یهودیان را در سال‌های ۵۳۹ تا ۵۳۰ قبل از میلاد از اسارت بابلی‌ها آزاد کرد و به آن‌ها اجازه داد تا به سرزمین خود بازگردند. کوروش بزرگ در بازسازی پرستشگاه‌ها و مکان‌های مقدس ملت‌های گوناگون کمک می‌کرد.
در دوره هخامنشیان بود که دین مزدیسنا به جنوب غربی ایران رسید و در آنجا مورد پذیرش شاهان قرار گرفت و از طریق آنها به عنصری تعیین‌کننده در فرهنگ ایرانی تبدیل شد. این دین نه تنها با رسمیت بخشیدن به مفاهیم و الوهیت‌های سنتی ایران همراه بود، بلکه چندین ایده نو از جمله اندیشه آزادی را نیز مطرح کرد. مزدیسنا تحت حمایت شاهنشاهان هخامنشی و در قرن پنجم پیش از میلاد به عنوان دین رسمی، به تمام نقاط امپراتوری رسید.
در زمان سلطنت اردشیر یکم و داریوش دوم، هرودوت نوشته است: «[ایرانیان] هیچ بُتی از خدایان یا معبد و محراب ندارند و استفاده از آنها را نشانه حماقت می‌دانند ولی یونانیان گمان می‌کنند خدایان طبیعت مشابهی با انسان‌ها داشته باشند.

### راستگویی

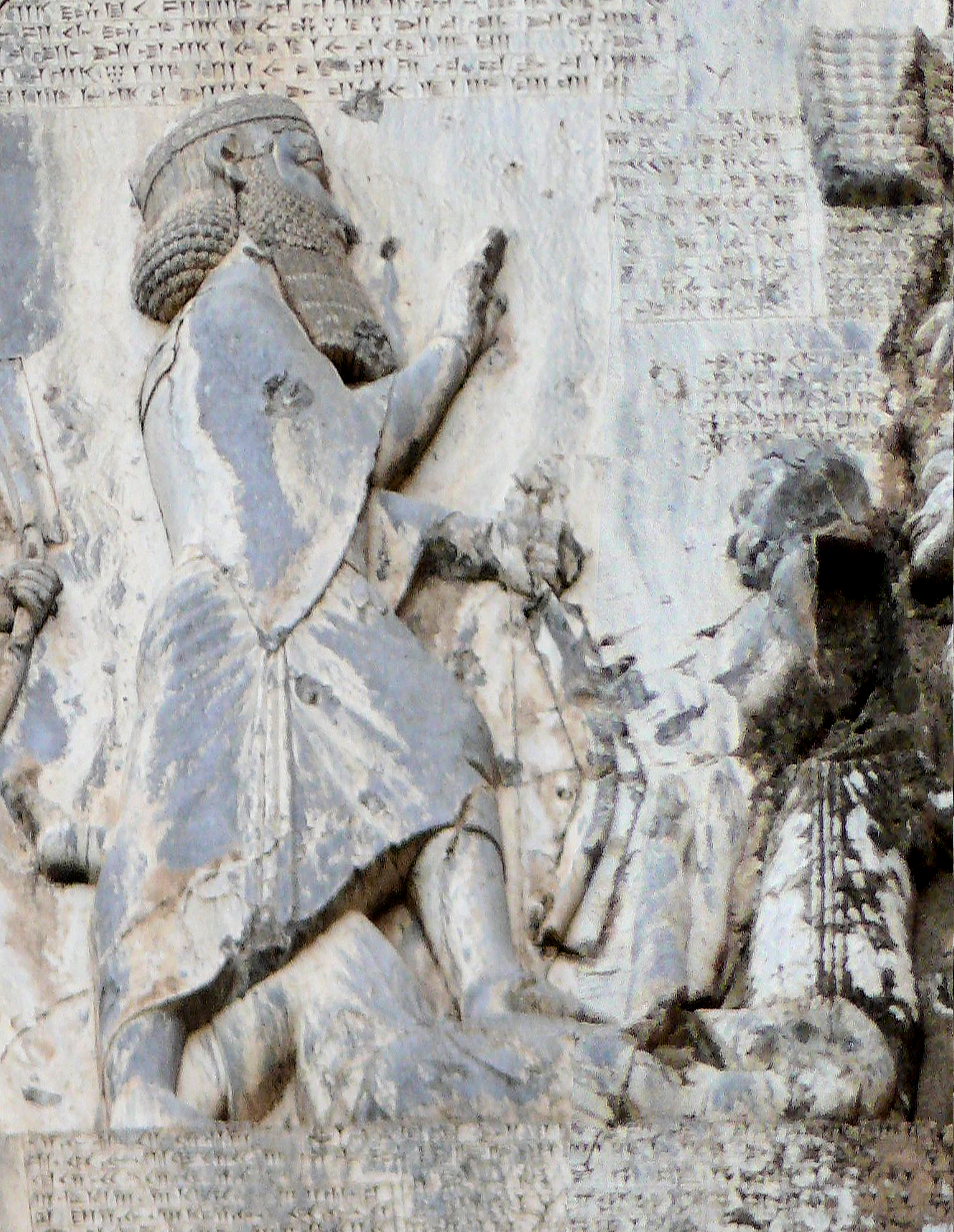
داریوش بزرگ در سنگ‌نوشته بیستون، داریوش در این متن بر رواج دروغگویی در دوره حکومت گئومات تأکید کرده است.

هرودوت، در گزارش‌هایی در اواسط سده پنجم پیش از میلاد گزارش می‌دهد که جوانان ایرانی، از پنج سالگی تا بیست سالگی، برای سه چیز آموزش می‌بینند: سوارکاری، تیراندازی و راستگویی.
وی در ادامه خاطرنشان می‌کند که:
ننگین‌ترین چیز در جهان [برای پارس‌ها] دروغ گفتن است. بدترین مورد بعدی، بدهکاری است، زیرا در کنار دلایل دیگر، بدهکار مکلف به دروغ گفتن است.
در ایران هخامنشی، دروغ را گناهی بزرگ می‌دانستند و در موارد شدید مجازات، آن را اعدام می‌کردند. لوح‌های کشف شده توسط باستان شناسان در دهه ۱۹۳۰ در محوطه تخت جمشید شواهد کافی در مورد احترام به فرهنگ راستگویی در دوره هخامنشیان به ما ارائه دهد. این لوح‌ها حاوی نام مردمان ایران، به‌ویژه تاجران و انبارداران است. به گفته استنلی اینسلر از دانشگاه ییل، بیش از ۷۲ نام از مقامات و کارمندان خرد که در این لوح‌ها یافت می‌شود حاوی کلمه حقیقت است. به گفته اینسلر، ما آرتاپانا، نگه‌دارنده حقیقت، آرتاکاما، دوست‌دارنده حقیقت، آرتامانا، حقیقت اندیش، آرتافرنا، دارای شکوه حقیقت، آرتازوستا، دلخوش به حقیقت، آرتاسونا، ستون حقیقت، آرتافریدا، شکوفا کننده حقیقت و آرتاهانارا، دارای اشراف به حقیقت. سخنانی از داریوش بزرگ در مورد مخالفت مداوم او با دروغ در سنگ‌نوشته‌های دبیره میخی یافت می‌شود.

### جایگاه زنان
موقعیت زنان در شاهنشاهی هخامنشی بسته به اینکه به کدام فرهنگ تعلق داشتند متفاوت بود و بنابراین بسته به منطقه تفاوت‌هایی داشت. موقعیت زنان ایرانی در منابع گاهی مغرضانه یونان باستان توصیف شده است، که هیچ‌کدام به عنوان منبع کاملاً قابل اعتماد نیستند، اما معتبرترین مرجع، لوح‌های باستان‌شناسی تخت جمشید است که زنان را توصیف می‌کند. در رابطه با دربار شاهی در تخت جمشید، از زنان دربار گرفته تا زنان کارگری که جیره غذایی دریافت می‌کردند.
سلسله مراتب زنان در دربار ایران با مادر پادشاه و پس از آن ملکه و دختران پادشاه، کنیزهای پادشاه و سایر زنان کاخ شاهی رتبه‌بندی می‌شدند. پادشاه معمولاً با یکی از اعضای خاندان شاهی یا یک نجیب‌زاده ایرانی ازدواج می‌کرد. ازدواج اعضای خانواده شاهی با خویشاوندان مجاز بود، اما هیچ مدرکی دال بر ازدواج بین اعضای خانواده نزدیکتر از جمله خواهر و برادر وجود ندارد.
منابع یونانی پادشاهان هخامنشی را متهم می‌کنند که با صدها صیغه نامشروع در حرم‌سرا خلوت کرده‌اند، اما هیچ مدرک باستان‌شناسی دال بر وجود حرمسرا یا تماس غیرمشروع در دربار ایران وجود ندارد. زنان دربار در هنگام صبحانه و شام به پادشاه می‌پیوستند و او را در سفره همراهی می‌کردند. آنها در شکار و همچنین در ضیافت‌ها شرکت می‌کردند. هرودوت نقل می‌کند که چگونه فرستادگان ایرانی در دربار مقدونیه حضور زنان را در ضیافت خواستار شدند، زیرا این رسم بود که زنان در کشور خود در ضیافت شرکت کنند. ملکه در کنار پادشاه حضور پیدا می‌کرد. علاوه بر این، زنان دربار و زنان دیگر در دربار می‌توانستند با دیگر کارمندان مرد و زن، معاشرت کنند، دارایی، زمین و تجارت خود را داشته باشند و مدیریت کنند. تصاویر زنان ایرانی آنها را با لباس‌های بلند و مقنعه‌هایی نشان می‌دهد که نه صورت‌شان را می‌پوشاند و نه موهایشان را و تنها به‌عنوان زینت بر روی گردن‌شان در پشت سر انداخته می‌شد.
به زنان دربار و اشرافی هخامنشی مهارت‌هایی مانند سوارکاری و تیراندازی با کمان آموزش داده می‌شد. به نظر نمی‌رسد که زنان در انزوا از مردان زندگی کرده باشند، زیرا معلوم است که آنها در همه‌جا حضور به عمل آورده‌اند. و با همسران خود همراهی کرده‌اند، ودر شکار نیز شرکت کرده‌اند و همچنین در عیدها و…
هیچ زنی به عنوان پادشاه یا به عنوان نایب‌السلطنه بر شاهنشاهی هخامنشی حکومت نکرده است، اما برخی از ملکه‌ها، به ویژه آتوسا و پروشات بر امور نفوذ داشته‌اند.
هیچ مدرکی دال بر استخدام زنان به عنوان کارمند در ادارات یا خدمات مذهبی وجود ندارد، با این حال، شواهد باستان‌شناسی فراوانی مبنی بر استخدام زنان به عنوان کارگر آزاد در تخت جمشید وجود دارد، جایی که آنها در کنار مردان کار می‌کردند. زنان می‌توانستند به عنوان رهبران نیروی کار خود که با عنوان «arraššara pasabena» شناخته می‌شدند، استخدام شوند، که در آن زمان حقوق بیشتری نسبت به کارگران مرد دریافت می‌کردند.
آن‌ها همچنین در بخش نظامی نیز حضور داشتند.
آرتمیس سپهسالار نیروی دریایی ایران در دومین تهاجم ایرانیان به یونان در زمان لشکرکشی خشایارشا شاهنشاه هخامنشی، در ۴۸۰ پیش از میلاد به یونان بود.

## فرهنگ و هنر

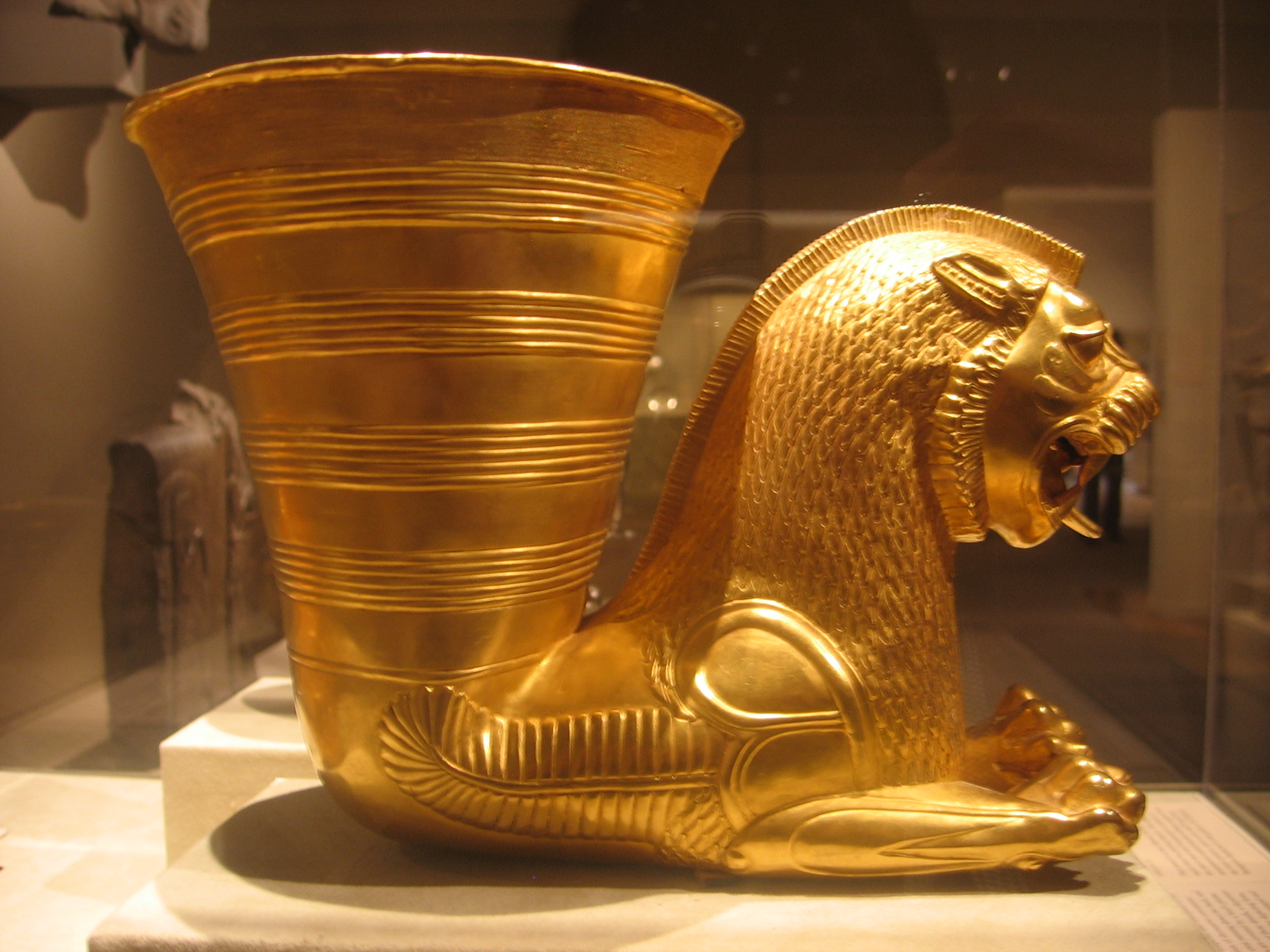
تکوک شیر غران، از آثار باستانی دوره هخامنشی

نخستین کانون شاهنشاهی هخامنشی در پاسارگاد است. آنچه که بعدها از شوش به مجموعه معماری هخامنشی راه پیدا کرد در قالب یک کاخ بزرگ بود با دیوارهای منقوش به حیوانات اساطیری و نگهبانان، که با خود هنر بین‌الملل آن دوره را هم به ارمغان آورد. در دوره هخامنشی شاهد ترکیب عناصر فراوانی از هنر ایرانی، آشوری، مصری، یونانی و سکایی هستیم.
ایرانی‌ها برخلاف یونانیان، بیش از تندیس‌سازی، به نگاره‌های مسطح علاقه داشته‌اند. ممکن است یک علت آن از میان رفتن تندیس‌ها و کمبود کشفیات باشد؛ زیرا می‌دانیم که سپاهیان اسکندر هنگام تسخیر تخت جمشید تندیسی از خشایارشا را بر زمین افکنده بودند.
دستاورد اصلی و بزرگ هخامنشیان در زمینهٔ پیکر تراشی، نگاره‌های مسطح بوده است. در اینجا نیز پای میراث ایلامی در کار است. اما این بار نیز پارسیان از روی الگوی بیگانه، هنری کاملاً مستقل پدیدآوردند که با دیگر هنرها اشتباه نمی‌شود.
ظرف‌های سیمین و زرین ایران باستان در دورهٔ هخامنشیان بی‌نظیرند. در میان ظرف‌های فلزی هخامنشیان به وفور به دسته‌های زینتی پر نقش و نگاری به شکل قوچ کوهی برمی‌خوریم. این نماد خورنه هستند. در تصویرهای تخت جمشید به عطردان‌های رخامی، عود سوزهای زرین، سطل زرین کندر، و حوله‌های ظریف کتان در دست جامه دار و خواجگان شاهنشاه برمی‌خوریم. در زمان هخامنشیان حتی قالی بافی هم ارج و قرب بسیار داشت.

### معماری
معماری هخامنشی، شهرهای بزرگ، معابد، کاخ‌ها و مقبره‌هایی مانند آرامگاه کوروش بزرگ را در بر می‌گیرد. ویژگی اصلی این معماری، وجود عناصری از معماری مادی، آشوری، یونانی و ایلامی در آن است، اما در عین حال هویت منحصر به فرد هخامنشی خود را که در بناها دیده می‌شود، حفظ کرده است. بناهای هخامنشی در تمام گستره فرمانروایی آن‌ها، در سراسر خاورمیانه، قفقاز و ترکیه، شبه‌جزیره عربستان و مصر و ترکمنستان، ازبکستان، افغانستان، هند و پاکستان باقی مانده است. اگرچه ایرانیان هنرمندان را با سبک‌ها و تکنیک‌های خود از همه ملل امپراتوری خود به‌کار می‌گرفتند، اما این معماری، نه صرفاً ترکیبی از سبک‌ها، بلکه ترکیبی از سبک منحصربه‌فرد ایرانی را به‌وجود آورد.
از مکان‌های شاخص هخامنشی، می‌توان به تخت جمشید، محوطه پاسارگاد، نقش رستم، کاخ آپادانای شوش و ارگ بم اشاره کرد.

### موسیقی

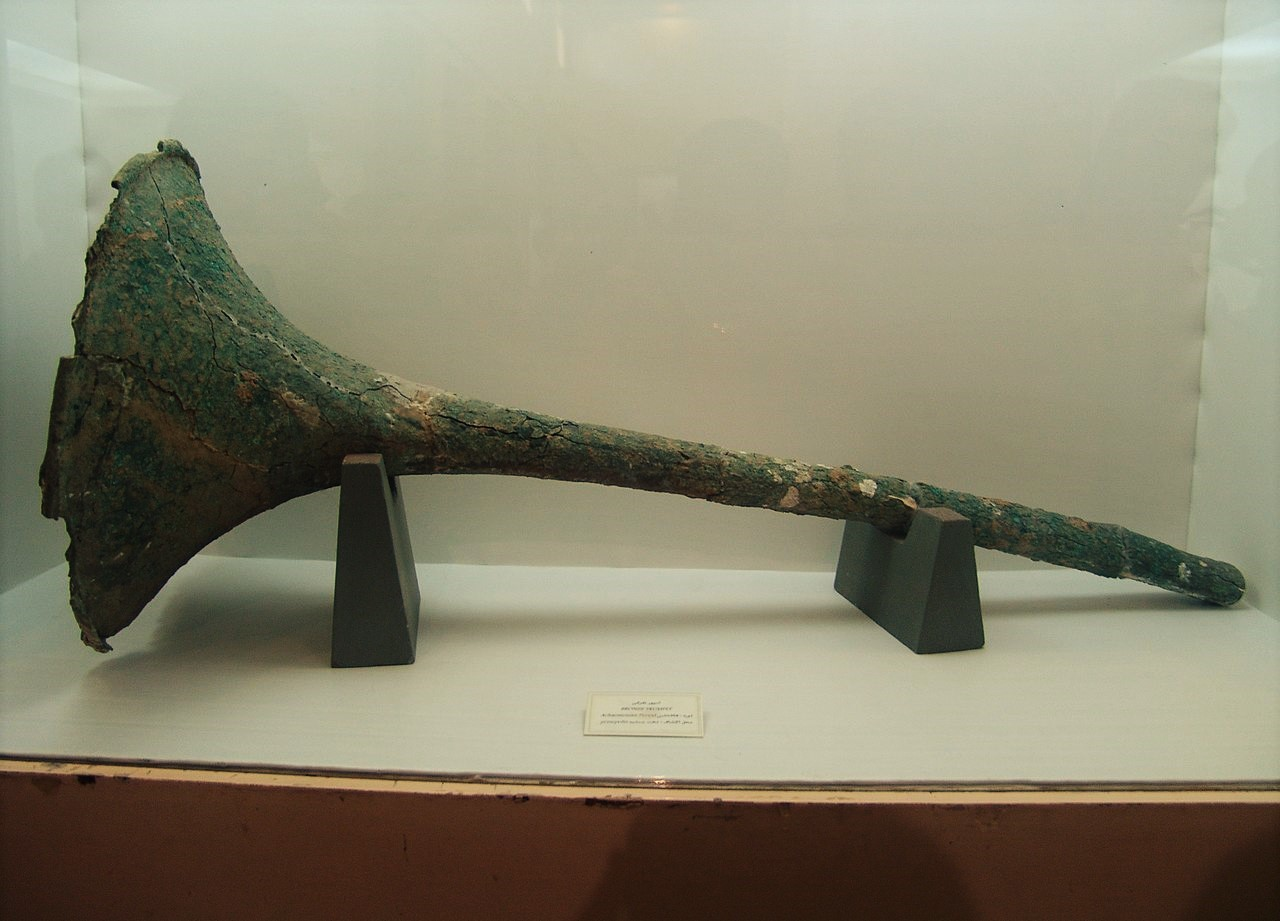
کرنا، از سازهای دوران هخامنشی که در موزه تخت جمشید نگهداری می‌شود.

به‌طوری‌که از منابع متأخر بر می‌آید، موسیقی در ایران باستان هنری ظریف و به کمال بود، و قواعد آن از نظر دقت با «کُنترپوان» غربی قابل قیاس است. ظاهراً رایج‌ترین ساز در دربار چنگ بوده است. شواهد دیگری نیز مبنی بر استفاده از رباب، بربط، تنبور، قانون، نی و نیز دف و دهل موجود است.
در دوره هخامنشیان به استادان موسیقی در دربار احترام بسیار گذاشته می‌شد. به‌طوری‌که اینان در میان ملازمان دربار از بلند پایگان بودند. خوانندگان و نوازندگان به سه طبقه تقسیم می‌شدند. هیچ خواننده‌ای نمی‌توانست با نوازنده‌ای بخواند که در طبقهٔ او نبود. اگر شاهنشاه ضیافتی می‌داد، در سکوتی که نفس‌های مهمانان در سینه‌ها حبس بود، پرده‌ای که پادشاه را از چشم درباریان او پنهان نگه می‌داشت کنار می‌رفت. سپس رئیس تشریفات که عنوان پر معنی «شادباش» را داشت، استاد آواز را به خواندن ترانه‌ای معین ندا می‌داد یا از یکی از نوازندگان دربار می‌خواست تا قطعه‌ای را که با دقت گزیده شده است بنوازد.

### ادبیات
به نظر می‌رسد که زبان فارسی باستان به صورت مکتوب جز در سنگ‌نوشته‌های شاهان هخامنشی، در جاهای دیگری به کار نرفته است. آنچه در سنگ‌نوشته‌ها ذکر شده، مطالب مربوط به حکومت و سیاست است اما از گفته‌های نویسندگان یونانی معلوم می‌شود که ادبیات حماسی به زبان فارسی باستان به صورت روایی و شفاهی، وجود داشته است. افزون بر آن شروو سنگ‌نوشته‌های فارسی باستان را نیز متأثر از مضمون‌ها و ساختارهای این ادبیات حماسی روایی می‌داند.
در ایران باستان انتقال دانش و هنر عمدتاً بر نقل روایی و شفاهی استوار بود. آثار دینی و ادبی به سبب علاقه به نگهداری سنت‌های روایی و نقلی سده‌ها سینه به سینه حفظ می‌شده و به کتاب درآوردن آن‌ها سنتی چندان معمول نبوده است. برای نمونه کتاب اوستا پس از سده‌ها انتقال سینه به سینه سرانجام در دوره ساسانیان به رشته تحریر درآمد و پس از به کتابت درآمدن نیز کمتر مورد رجوع قرار می‌گرفت و موبدان برای اجرای مراسم دینی آن را از حفظ می‌خواندند.
اوستا نخستین و کهن‌ترین کتابی است که روایت‌های ایرانی و داستان‌های ملی و حماسی این سرزمین در آن تدوین شده است. در این کتاب از نبرد میان عنبر نیکی و بدی — ایرانی‌ها و دیوهای مازندران و دروغ‌پرستان ورَنَ (در زبان اوستایی، نام یک سرزمین است) و از پهلوان‌های ایران و توران — حکایت شده و بیشتر این جنگ‌ها در میدان معین و مشخصی روی داده است. بخش‌های اوستا بدین ترتیب است: یَسنا که سخنان زرتشت است و گاهان در آن گنجانده شده، یشت‌ها (سرودهای نیایشی)، وندیداد، ویسپرد و خرده‌اوستا.
گاهان، سروده زرتشت، از نظر سبک، کهن‌ترین بخش اوستا به‌شمار می‌آید اما یشت‌ها که مجموعه‌ای از سرودهایی در ستایش برخی ایزدان پیش-زرتشتی است، از دورانی بسیار پیشتر از زرتشت بر جای مانده است.

## پارسه

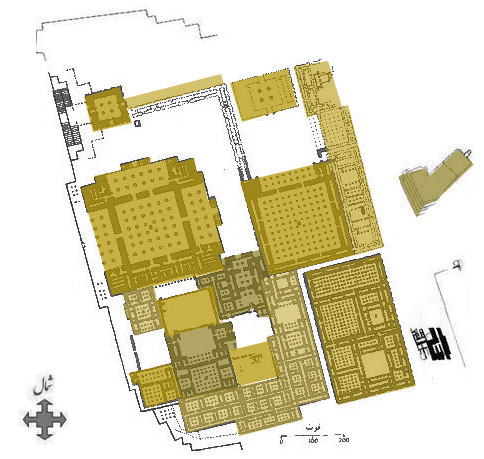
نقشه پارسه

تخت جمشید یا پارسه مجموعه کاخ‌هایی است که داریوش بزرگ دستور ساخت آن را در دامنهٔ کوه رحمت داد و پایتخت تشریفاتی شاهنشاهی بود.
داریوش ساخت خزانه، کاخ آپادانا و تچر را شروع کرد. خشایارشا پسر داریوش این دو کاخ و خزانه را تکمیل و کاخ‌های دروازهٔ ملل، صد ستون، هدیش، ملکه را به تخت جمشید افزود. اردشیر یکم نیز کاخ سه دروازه (شورا) و ساختمان بایگانی اسناد را به تخت جمشید افزود. شاهان دیگر هخامنشی نیز کاخ‌های کوچک دیگری در تخت جمشید ایجاد کردند.

### زیرپایه (صفه)

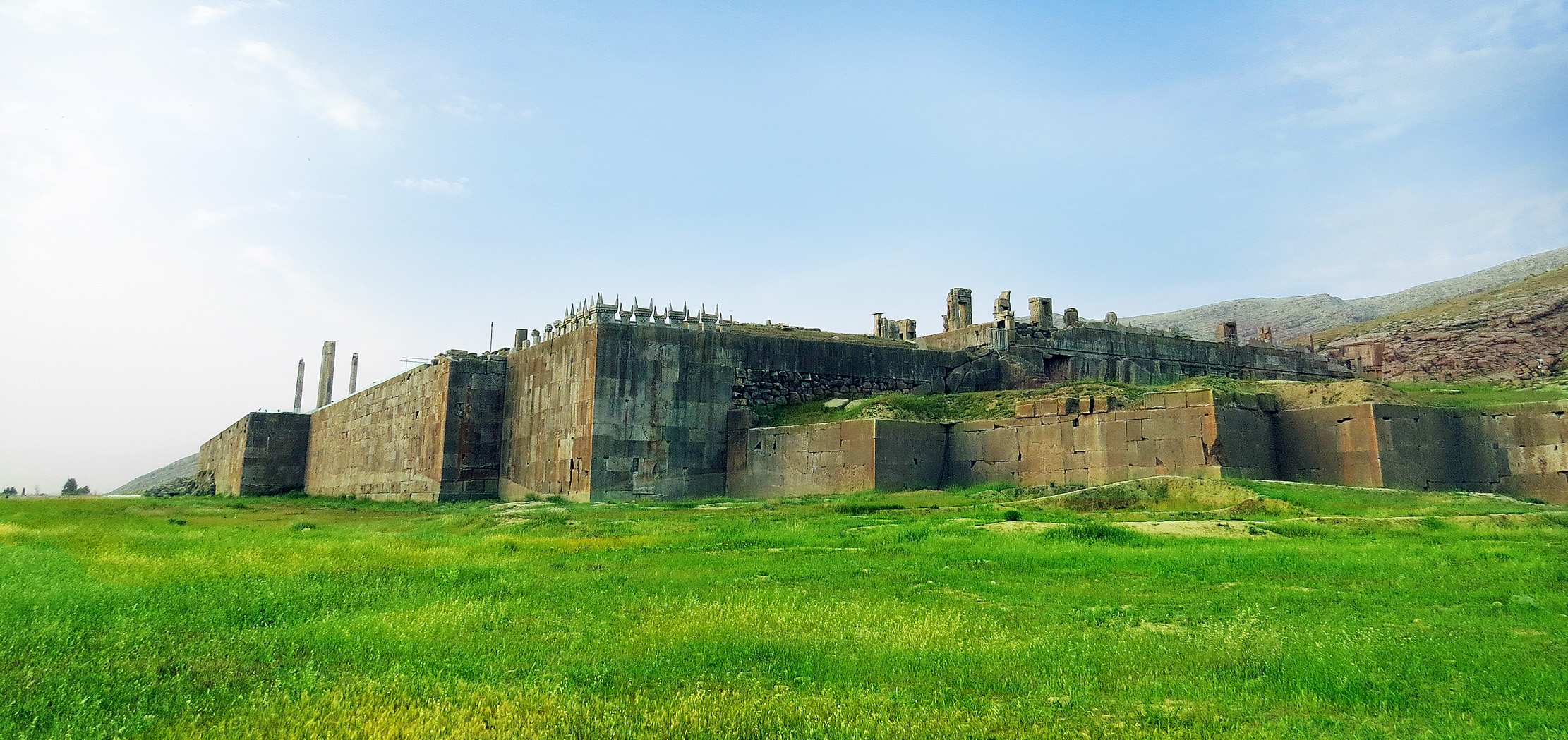
ضلع شرقی تخت جمشید در فصل بهار

از آنجایی که تخت جمشید در دامنهٔ کوه واقع‌شده است، برای هموارسازی سطح آن قطعه سنگ‌های بزرگی را در سطحی به مساحت تقریبی ۱۳ هکتار (۳۰۰متر×۴۵۵متر) روی هم قرار دادند که ارتفاع آن‌ها به ۱۵ متر هم می‌رسید. صفه‌ای که تخت جمشید بر روی آن بنا شده است کمی بیشتر از یکصد و بیست و پنج هزار متر مربع وسعت دارد. خود صفه، بر فراز و متکی به صخره‌ای است که از سمت شرق پشت به کوه مهر (رحمت) داده و از شمال، جنوب و غرب، در درون جلگه مرودشت پیش رفته است. شکل آن را می‌توان یک چهار ضلعی تصور کرد که ابعاد آن تقریباً چنین است: ۴۵۵ متر در جبهه غربی، ۳۰۰ متر در طرف شمالی، ۴۳۰ متر در سوی شرقی و ۳۹۰ متر در سمت جنوبی. کتبیه بزرگ داریوش بر دیوار جبهه جنوبی تخت، آشکارا گواهی می‌دهد که در این مکان هیچ بنایی از قبل وجود نداشته است.

### کاخ آپادانا (کاخ بارعام)

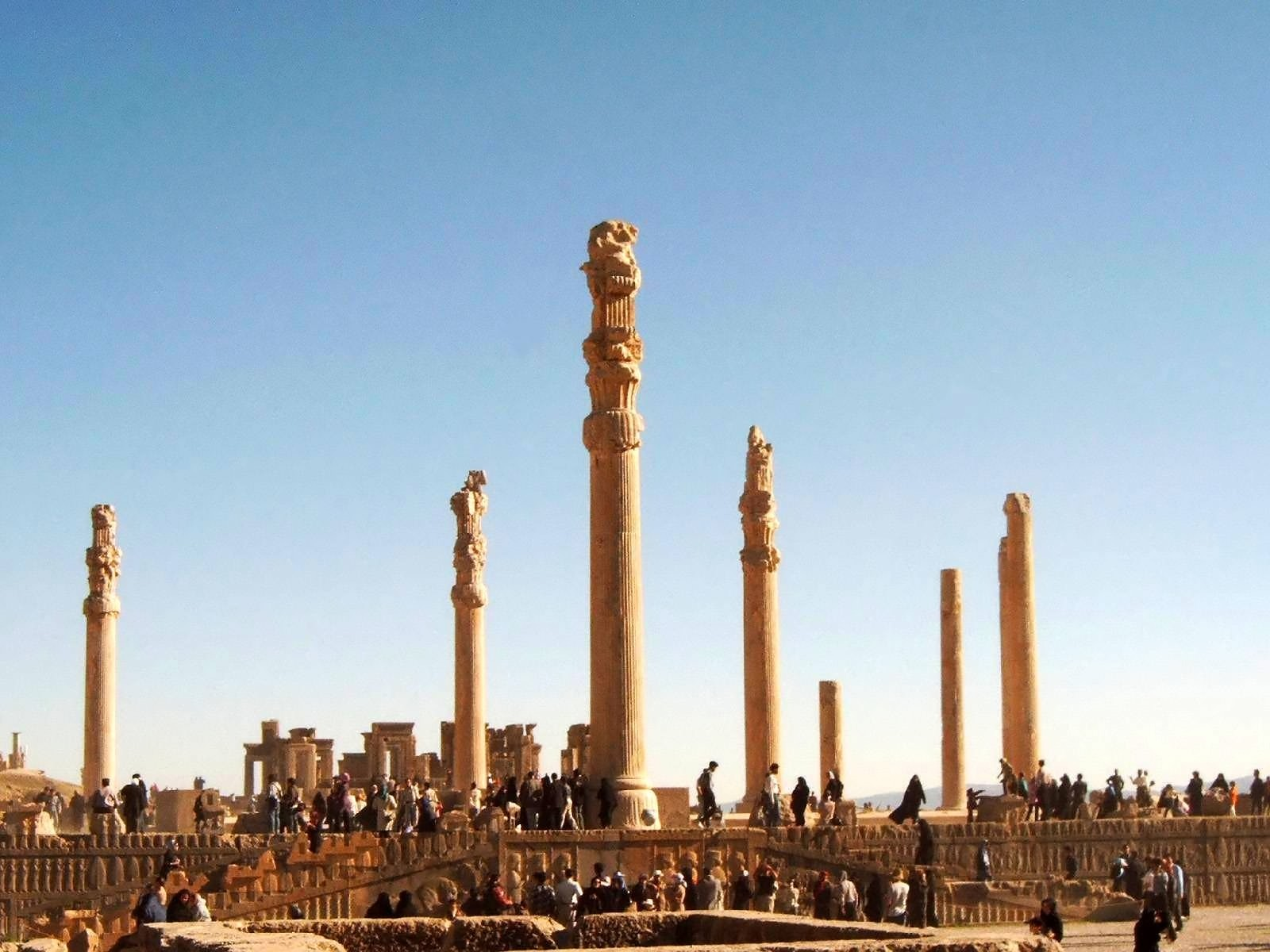
نمایی از ستون‌های کاخ آپادانا

کاخ آپادانا یکی از کاخ‌های اندرونی تخت جمشید است.
این کاخ مهم‌ترین و بزرگ‌ترین کاخ تخت جمشید است و در ضلع غربی آن قراردارد. بنای کاخ آپادانا به دست داریوش بزرگ آغاز شد و در زمان خشایارشا تکمیل گردید.
مساحت این کاخ حدود ۳۶۰۰ متر مربع (۶۰/۵×۶۰/۵ متر) است. این کاخ شامل یک تالار در مرکز با ۳۶ستون (۶×۶) و چهار ایوان شمالی، جنوبی، شرقی و غربی است که در ایوان‌های شرقی و غربی هر کدام ۱۲ ستون (۲×۶) قراردارد، و همچنین یک رشته اتاق نگهبانی که در جنوب آپادانا قرار دارد، است. ارتفاع تمامی ستون‌ها حدود ۲۰ متر و جنس آن‌ها سنگی، ضخامت دیوارها ۵/۳ متر و جنس آن‌ها خشتی و سقف و درها چوبی بوده است. کاخ آپادانا را روی یک سکوی سنگی ساختند (سکو با زیرپایه اشتباه نشود) و به حدود سه متر از کف حیاط آپادانا و کف دروازه ملل بلندتر ساخته شده است.
از این کاخ برای انجام آیین نوروز استفاده می‌شد و گنجایش بیش از ۱۰ هزار مهمان را داشت.
در گوشه و کنار این کاخ طرح‌ها و نقش برجسته‌های گوناگون وجود دارد که نشان‌دهنده عقاید و وضعیت هخامنشیان است.

### خزانه

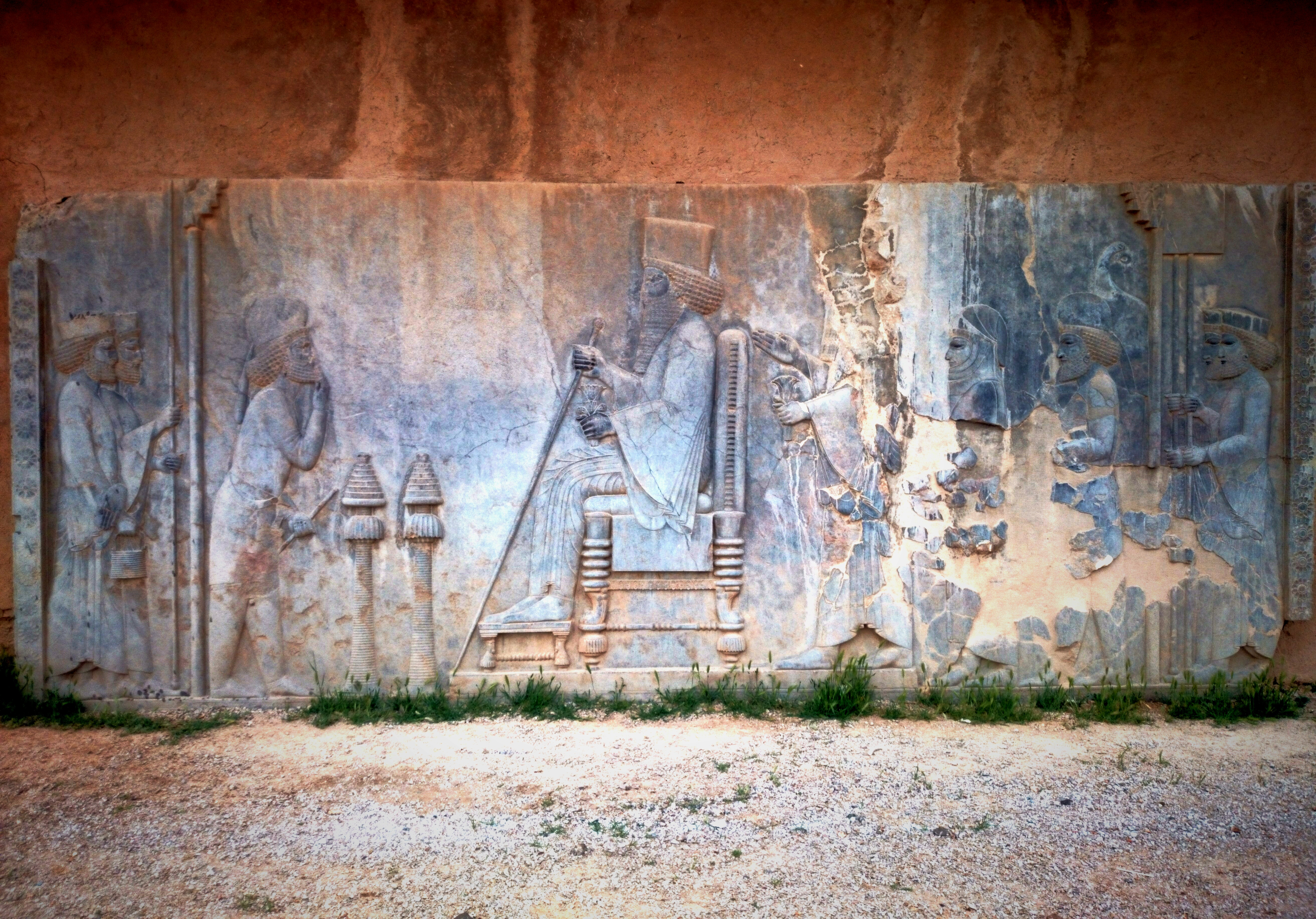
سنگ‌نگاره‌ای مربوط به خشایارشا یافت در خزانهٔ شاهی

خزانه اولین بنایی در تخت جمشید بود که شروع به ساخته شدن کرد. در ابتدا استفادهٔ آن مسکونی، بعداً اداری و در پایان به خزانه تغییر یافت. نقشهٔ اولیهٔ آن شامل چهار تالار، تعدادی اتاق کوچک (بیش از ۱۵ اتاق کوچک و بزرگ) و یک نورگیر بزرگ بود. در آن ستون‌هایی با پایهٔ سنگی و تنهٔ چوبی وجود داشته است و جنس دیوارهای آن خشتی بوده است که هنوز پایه‌های آن وجود دارد. سقف آن مانند سقف تمام بناهای تخت جمشید چوبی بوده است. بیشتر ثروت آن توسط اسکندر مقدونی به غارت رفت و آثار بقایای گنجینهٔ تخت جمشید را در اینجا می‌توان دید.
تبدیل کاربری خزانه در زمان داریوش بزرگ اتفاق افتاد، با افزایش درآمدها داریوش تصمیم گرفت خزانه را گسترش دهد و مساحتی حدود ۷۵٪ مساحت اولیه به آن بیفزاید. در اواخر این کار داریوش درگذشت و در زمان خشایارشا به اتمام رسید.
خشایارشا برای بار دوم خزانه را تغییر داد زیرا با نقشهٔ کاخ ملکه تداخل داشت. خشایارشا قسمتی از خزانه را تخریب و به‌جای آن به قسمت شمالی یک تالار ۱۰۰ ستونی بزرگ افزود. نهایتاً بین کاخ ملکه و خزانه خیابانی بزرگ ایجاد شد.
خزانه در سمت شمال یک در و در سمت شرق یک در داشت و در سمت غرب و جنوب دری نداشت.
نقشهٔ نهایی خزانه شامل یک تالار ۱۰۰ ستون (۵×۲۰)، یک تالار ۹۹ (ستون۹×۱۱)، یک تالار ۳۰ ستون (۵×۶)، یک تالار ۲۰ ستون (۴×۵) با ۵ انبار، یک اتاق ۱۲ ستون (۲×۶)، یک اتاق ۶ ستون (۲×۳)، یک اتاق ۵ ستون (۱×۵)، یک اتاق ۴ ستون (۲×۲)، دو نورگیر بزرگ که اولی دارای یک ایوان ۶ ستون (۱×۶) و سه ایوان ۴ ستون (۱×۴) و دومی دارای چهار ایوان ۴ ستون (۱×۴) و تعدادی راهرو و راهرومانند که ممکن است از بعضی قسمت‌های آن‌ها برای استقرار محافظ استفاده می‌شده است، می‌باشد.

### کاخ تچر

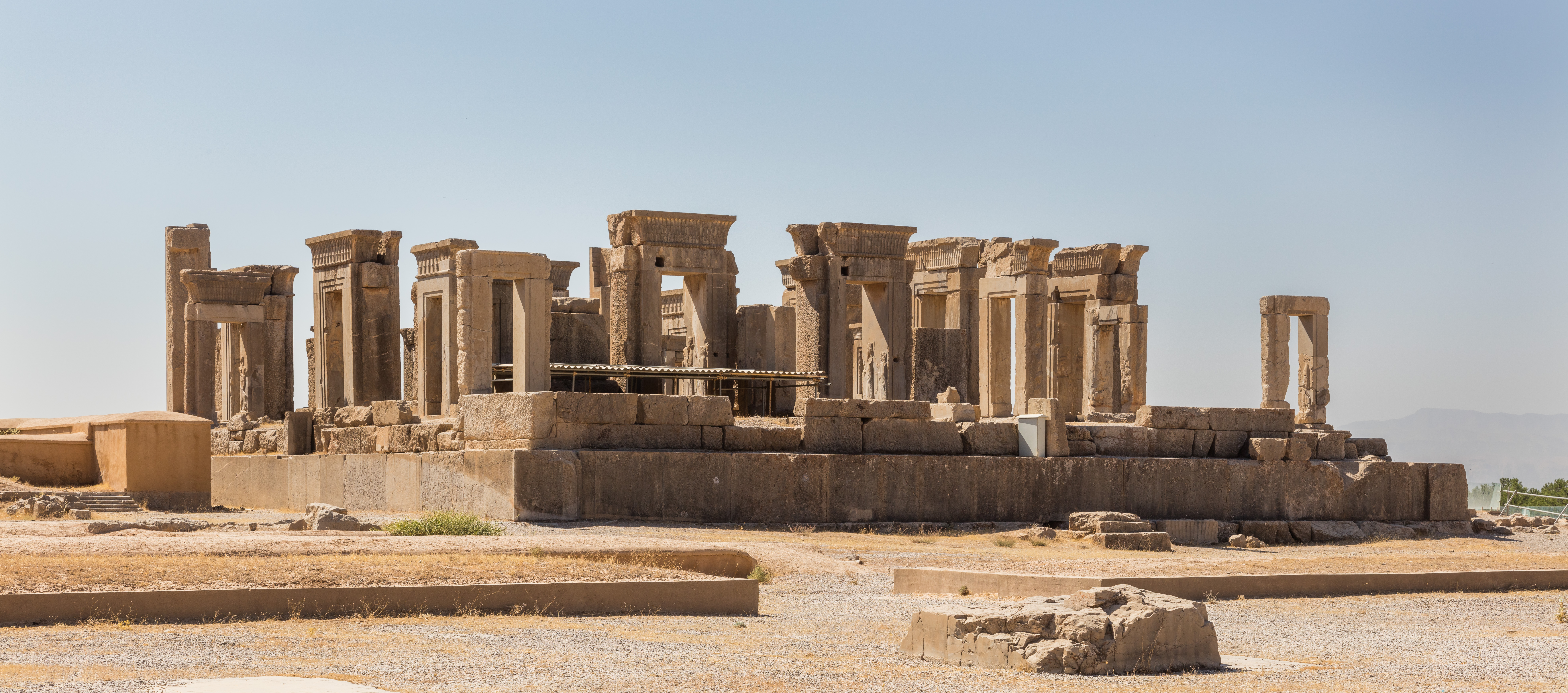
کاخ تچر، کاخ اختصاصی داریوش بزرگ

کاخ تچر از نخستین کاخ‌هایی که بر روی صفه تخت جمشید برآوردند. این بنا در یکی از کتیبه‌های نقش‌شده بر آن تچر خوانده شده است و امروز به کاخ داریوش و معروف است. کلمه تچر در زبان فارسی مانده و آن را خانه زمستانی معنی کرده‌اند؛ ولی هیچ دلیلی که برساند این بنا، سرای زمستانی داریوش بزرگ بوده است در دست نیست.
ساخت این بنا را به داریوش بزرگ نسبت داده‌اند؛ اما تنها بخش کوچکی از آن در زمان حکومت او به پایان رسید. پس از مرگ داریوش بزرگ در سال ۴۸۶ توسط خشایارشا تکمیل شد. سپس اردشیر یکم از آن استفاده کرد. ویرانه‌های آن در جنوب غربی آپادانا و به سمت آفتاب قرار دارد. بر روی دیوارهای دروازه‌های آن نقش‌هایی به چشم می‌خورد که یکی از نقوش شناخته‌شده معماری هخامنشی را نشان می‌دهد: نبرد شهریار و شیر.
در قرن چهارم پ. م، اسکندر مقدونی به دنبال حمله به ایران در سال ۳۳۰ قبل از میلاد، به سپاهیانش اجازه داد تخت جمشید را غارت کنند. این کاخ یکی از معدود بناهایی بود که در آتش زدن مجموعه توسط ارتش اسکندر مقدونی از ویرانی در امان ماند.
سنگ‌های این کاخ، خاکستری و بسیار پاک تراش است چنان‌که عکس آدمی در آن می‌افتاده و به همین جهت در این اواخر آن را تالار آینه هم می‌خواندند کاخ تچر بر روی سکویی بنا گشته که ۲/۲۰ تا ۳ متر از کف کاخ آپادانا و حیاط مجاورش بلندتر است. طرح آن به صورت مستطیلی است با محور طولی شمالی-جنوبی که ۴۰ متر طول و حدود ۳۰ متر عرض دارد و مشتمل است بر یک تالار مرکزی ۱۲ ستونی (سه ردیف ۴ تایی) با اتاق‌های کوچک جانبی، دو اتاق مربع شکل در شمال که هر یک چهار ستون داشته‌اند و با اتاق‌های باریک و بلند جانبی محدود می‌شده‌اند و یک ایوان ۸ ستونی (دو ردیف ۴ تایی) در جنوب، که به دو اتاق جنبی می‌پیوسته است. یک پلکان دو طرفه در جنوب بنا، ساخته‌اند که از دو سوی به ایوان جنوبی می‌رسد و بر بدنه آن‌ها نقش افرادی که بره، خوراکی یا ظروف آشپزخانه در دست دارند کنده شده است. این افراد را یک در میان در جامه پارسی و مادی نشان داده‌اند، ولی پارسیان کلاه شیاردار استوانه‌ای معمول خود را به سر ندارند، بلکه شالی به دور سر و گردن پیچیده‌اند که چانه‌هاشان را هم می‌پوشاند. برخی از این افراد ریش و سبیل دارند اما پاره‌ای هم بی‌ریش و سبیل نشان داده شده‌اند. احتمالاً دسته دوم خواجگان درباری‌اند.

### کاخ دروازهٔ ملل (کاخ انتظار)

نمایی از کاخ دروازه کشورها

کاخ دروازه کشورها یا کاخ دروازه ملل یا کاخ انتظار، از کاخ‌های تخت جمشید بوده که در کنار پلکان ورودی و در شمال غربی این ارگ شاهنشاهی جای گرفته است. این ساختمان وابسته به خشایارشا می‌باشد. گمان می‌رود داریوش بزرگ آن را پی ریزی و خشایارشا به پایان برده باشد. از این رو این کاخ را کاخ دروازه کشورها می‌گویند، زیرا نمایندگان همه ملت‌های گوناگون وابسته کشور، به درون آن آمده و سپس به سوی کاخ‌های دیگر رهسپار می‌شدند. می‌توان گفت که این کاخ یک گونه اتاق انتظار بوده است. این گونه کاربری از کاخ مایه آن شده است نام کاخ انتظار را نیز بر این سازه بنهند.
آگاهی ما دربارهٔ نام این کاخ از روی سنگ نبشته‌های بالای این کاخ گرفته شده است.
هنگامی که نمایندگان کشورهای گوناگون شاهنشاهی هخامنشی از پله‌های ورودی تخت جمشید بالا رفته و به درون کوشک شاهی می‌شدند، نخست از درگاه غربی کاخ دروازه کشورها به تالار چهار ستونی آن می‌آمدند و سپس روی سکوهای سنگی دور تالار به انتظار می‌نشستند تا وزیر تشریفات دربار، روادید رفتن آنان را به بارعام شاهنشاه (کاخ آپادانا) به آگاهی آنان برساند.
مساحت این کاخ حدود ۶۲۵ مترمربع (۲۵متر×۲۵متر) است. این کاخ شامل یک تالار بود که در آن چهار ستون (۲×۲) به ارتفاع تقریبی ۱۷متر (ارتفاع کاخ) قرار داشت و دارای سه دروازهٔ غربی، شرقی و جنوبی بود. مهمانان از دروازهٔ غربی وارد و روی سکوهایی که در اطراف تالار قرار داشت برای اجازه ورود منتظر می‌نشستند، پس‌از اجازهٔ ورود از دروازهٔ جنوبی خارج و به سمت کاخ آپادانا حرکت‌می‌کردند.
در دو سمت دروازهٔ غربی مجسمهٔ گاو بزرگ، و در دو سمت دروازهٔ شرقی موجودی با بدن گاو، سر انسان و بال عقاب قرار دارد. به‌دلیل تخریب کامل دروازهٔ جنوبی مشخص نیست که آیا مجسمهٔ در این قسمت قرارداشته است یا نه.

یکی از ابوالهول‌ها با بال برافراشته به همراه سنگ‌نبشته‌های بالای آن و یکی از سرستون‌های کاخ دروازه ملل

در چهار کتیبهٔ باقی‌مانده بر روی درگاه غربی و شرقی که به سه زبان پارسی باستان، ایلامی و بابلی است نوشته‌شده است: «... خشایارشا شاه گوید: به خواست اهورامزدا این دروازهٔ همه سرزمین را من ساختم. ....»
در این متن از واژهٔ سرزمین استفاده شده است که مفرد می‌باشد، درحقیقت مقصود خشایارشا از این نامگذاری این بوده که همان‌طور که تخت‌جشید نماد کل سرزمین هخامنشیان بوده است، این دروازه نیز دروازهٔ کل سرزمین ایران است.

### کاخ هدیش

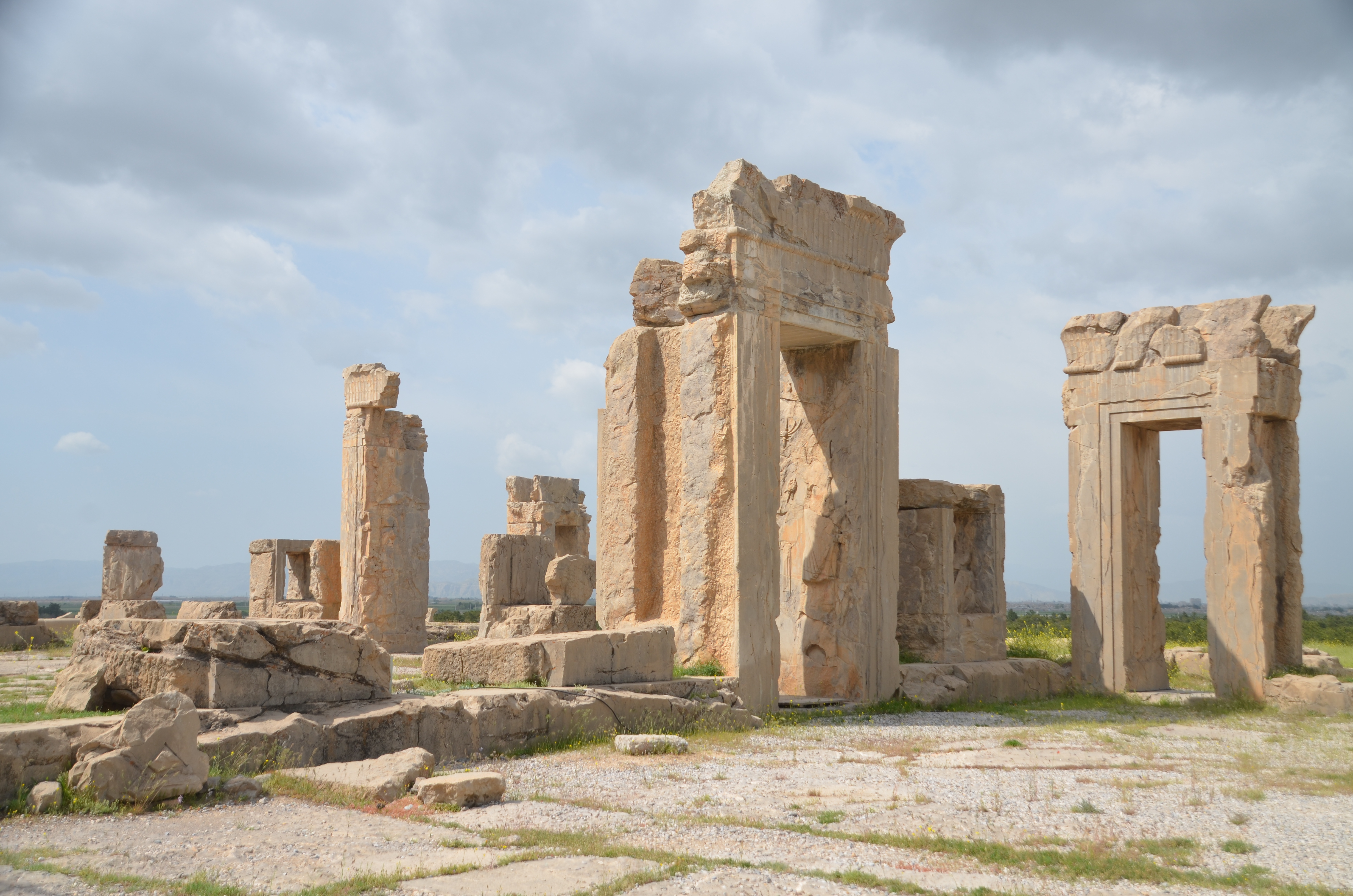
نمایی از کاخ هدیش

کاخ هدیش یا کاخ ویژه خشایارشا در شرق کاخ ه در کوشک شاهی تخت جمشید جای دارد. به گواهی سنگ نبشته‌های کاخ هدیش، این سازه به دستور خشایارشا و برای خود و یکی از همسرانش هدیش نام (هدسه) ساخته شده است. او در یک سنگ نبشته این ساختمان را هدیش خوانده گرچه در نبشته‌ای دیگر، آن را تچر نامیده است.
کاخ هدیش بر سینه سنگ و در جنوب سکّو ساخته شده و پایه آن در برابر ترازِ دشت نزدیک به ۱۸ متر بلندتر است. راستای درازنای کاخ، غربی–شرقی بوده و گستره آن نزدیک به ۲۵۵۰ متر مربع (۴۰ در ۵۵) متر است. یک پلکان دو سویه در غرب و یکی دیگر در شمال شرقی، آن را به ترتیب به حیاط کاخ تچر و حیاط کاخ سه در می‌پیوندد.
در سرتاسر جنوب کاخ، بالا خانه یا ایوانی با لبه کنگره‌دار است که از دو سوی شرق و غرب از راه پلکان‌های باریکی به درون بخش غربی شبستان راه داشته است. پلکان غربی هنوز پابرجاست گرچه پلکان شرقی که آجری بوده، از میان رفته است و علیرضا شاپور شهبازی باستان‌شناس ایرانی آن را در سال ۱۳۵۷ خ آن را به سیمای آغازینش بازسازی کرد. بخش بزرگتر کاخ، یک تالار میانی چهارگوش دربرگیرنده شش رج ستون ۶ تایی بوده است. در شمال این تالار ایوانی ۱۲ ستونی (دو رج ۶ تایی) بوده که با دو درگاه بزرگ به تالار راه می‌یافته و یک در دیگر، تالار را به بالا خانه باریک جنوبی می‌پیوسته است. در دو سوی شرقی و غربی تالار، دو دستگاه ساختمان، دربردارنده سرای نگهبانان، اتاق چهار ستونی، کفش کن و برج نگهبانی بوده و پلکان شمال شرقی، را به کفش کن شرقی راهنمایی می‌کرده است. بر درگاه‌های بزرگ، نقش خشایارشا، با تاجی ساده و بی کنگره دیده می‌شود. برخی تاریخ‌نگاران یونانی گفته‌اند اسکندر مقدونی آتش زدن تخت جمشید را از این کاخ آغاز کرده است.

### کاخ ملکه

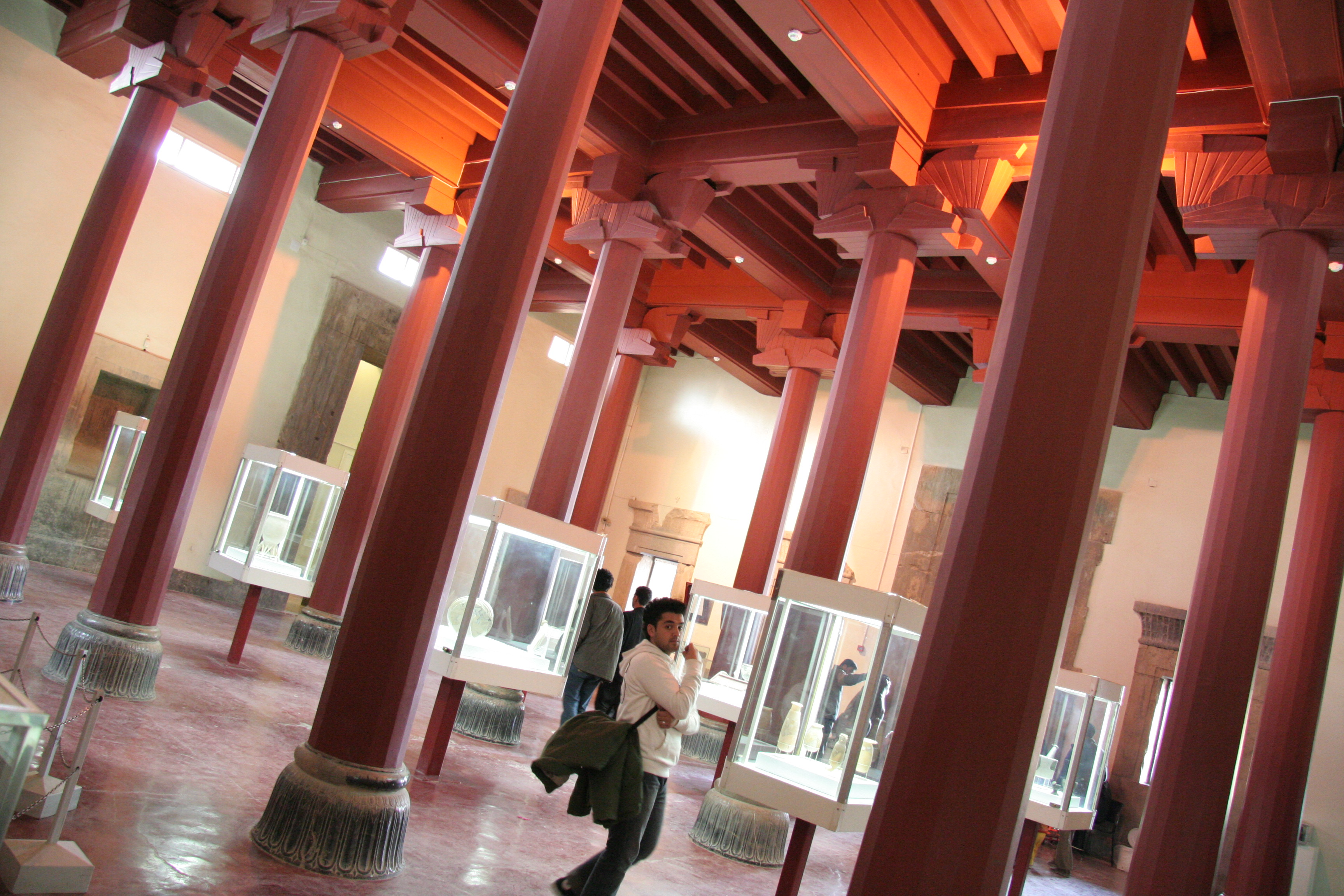
نمای درونی موزه و نگارخانه تخت جمشید در داخل مجموعه کاخ ملکه و موزه تخت جمشید

طرح این کاخ، به شکل حرف L لاتین یا یک زاویه قائمه، متشکل از دو ساقه مستطیلی است که یک شاخه آن در قسمت غرب، یعنی در جنوب کاخ خشایارشا واقع شده و به قسمت غربی حرمسرا معروف است و شاخه دیگر آن در غرب خزانه و شرق کاخ د جای دارد و همان است که هرتسفلد و کرفتر آن را بازسازی کرده‌اند و اکنون موزه تخت جمشید و کتابخانه و محل اداری است. علت این که این بنا را حرمسرا نامیده‌اند این است که گرداگرد آن را دیواری کلفت احاطه کرده بوده است و تنها مدخل کوچکی از سوی شمال غربی داشته، یعنی مورد استفاده این بنا طوری بوده که ورود غریبه بدان روا نبوده است. به علاوه این مجموعه شامل چند دستگاه ساختمانی مشابه، هر یک شامل یک تالار چهار ستونی و یک یا دو اتاق جنبی بوده است که همه توسط دو راهرو بلند موازی به هم مربوط می‌شده‌اند که این ترکیب برای بانوان مشکوی شاهی مناسبت فراوان داشته است. از این گذشته، در کاخ‌های رسمی یا اختصاصی، وقتی نقوش شاه را نشان می‌داده‌اند او را به همراه سربازان یا صاحب منصبان عالی‌رتبه می‌آوردند اما در اینجا شاه را به همراه یک خواجه حرم نشان داده‌اند. در شمال این بنا، یک حیاط مستطیل شکل واقع است که در شرق کاخ سه‌در و غرب قسمت شمالی خزانه جای دارد. در شمال این حیاط چند اتاق - احتمالاً برای خدمه - وجود داشته که آثار آنها باقی‌است و در جنوب آن یک مجموعه ساختمانی بزرگ، مشتمل بر یک تالار دوازده ستونی (سه ردیف ۴ تایی)، یک ایوان ۸ ستونی (دو ردیف ۴ تایی)، یک حیاط خلوت و چند اتاق جنبی و دهلیز قرار دارد که اکنون محل موزه تخت جمشید است.

### کاخ سه دروازه (تالار شورا)

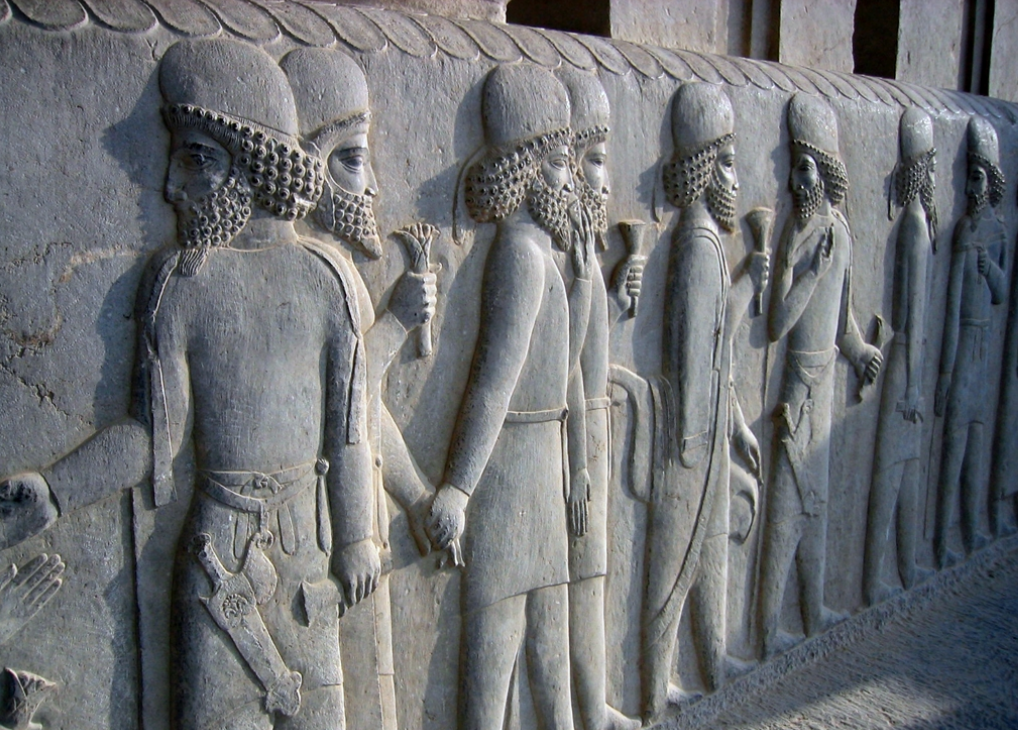
نقش‌نگاره‌ای در کاخ سه‌در که بزرگان مادی را درحال گفت‌وگو نشان می‌دهد

در مرکز کوشک شاهی تخت جمشید، کاخ کوچکی قرار دارد که توسط سه درگاه و چند راهرو به کاخ‌های دیگر راه می‌یابد و از این جهت آن را کاخ سه‌در می‌خوانند. پیشتر بنای این کاخ را به داریوش بزرگ نسبت می‌دادند اما دلایلی در دست داریم که ساخت کامل آن توسط اردشیر یکم صورت گرفته بوده است.
ساختمان کاخ طرحی تقریباً چهار گوش دارد. در میان بنا، تالار مرکزی مربع شکلی (۱۵/۵×۱۵/۵متر) واقع است که سقفش بر چهار ستون سنگی بزرگ استوار بوده است. در دیوار شرقی این تالار، درگاه ورودی و اصلی تعبیه شده‌بوده و پادشاه از اینجا به درون می‌آمده است. دو درگاه دیگر به صورت قرینه هم در دیوارهای جنوبی و شمالی جای دارند. درگاه شرقی به اتاقی بزرگ و باریک، موازی با تالار، باز می‌شده است که اتاقک کوچکی در جنوب آن و کفش کنی هم اندازه آن، در شمال وجود داشته است. از این کفش کن، پلکانی با ده پله (هر پله با ۱۰ سانتی‌متر ارتفاع) به درون سرپله‌ای می‌رفته که خود از راه پلکانی ۲۸ پله‌ای به داخل اتاق کوچکی در شمال غربی یعنی قسمت کاخ ملکه خشایارشا، راه می‌برده است و سپس از طریق درگاه شرقی این اتاق کوچک، به اتاق دیگری راه می‌یافته که پلکانی سنگی، آن را به دالان جنوبی کاخ صدستون وصل می‌کرده است، امروز اتاق‌های شرقی کاخ سه دروازه از میان رفته و فقط قسمتی از پلکان شمال غرب حرمسرا موجود است که این محوطه را به حیاط آپادانا متصل می‌سازد. پلکان دالان جنوبی کاخ صد ستون نیز هنوز به جا مانده است، درگاه شمالی کاخ سه‌در به ایوانی دو ستونی باز می‌شده که توسط دو پلکان جانبی و منقش، به محوطه جنوبی حیاط آپادانا وصل گردیده است. در دیوار غربی این ایوان، دهلیزی تعبیه کرده بوده‌اند که با چند پله سنگی به محوطه جنوب کاخ آپادانا و خود تالار آپادانا راه داشته است. درگاه جنوبی هم به ایوانی دو ستونی باز می‌شده که در طرف جنوبی‌اش یک حیاط خلوت واقع بوده است. خود این حیاط توسط پلکان منقش کوچکی به یک اتاق سرپله و سپس به حیاط شرقی کاخ هدیش، متصل بوده است. در دو جانب حیاط مورد بحث، دو ایوان، هر یک با دو ستون کوچک وجود داشته است. ایوان غربی توسط دو درگاه به اتاق‌های محوطه غربی کاخ سه‌در، که مشتمل بر چند تالار دو یا چهار ستونی و تعدادی اتاق بلند و پاسدارخانه مانند بوده، راه می‌یافته است. همه کاخ توسط خیابانی از کاخ ج جدا بوده است.

### کاخ صدستون

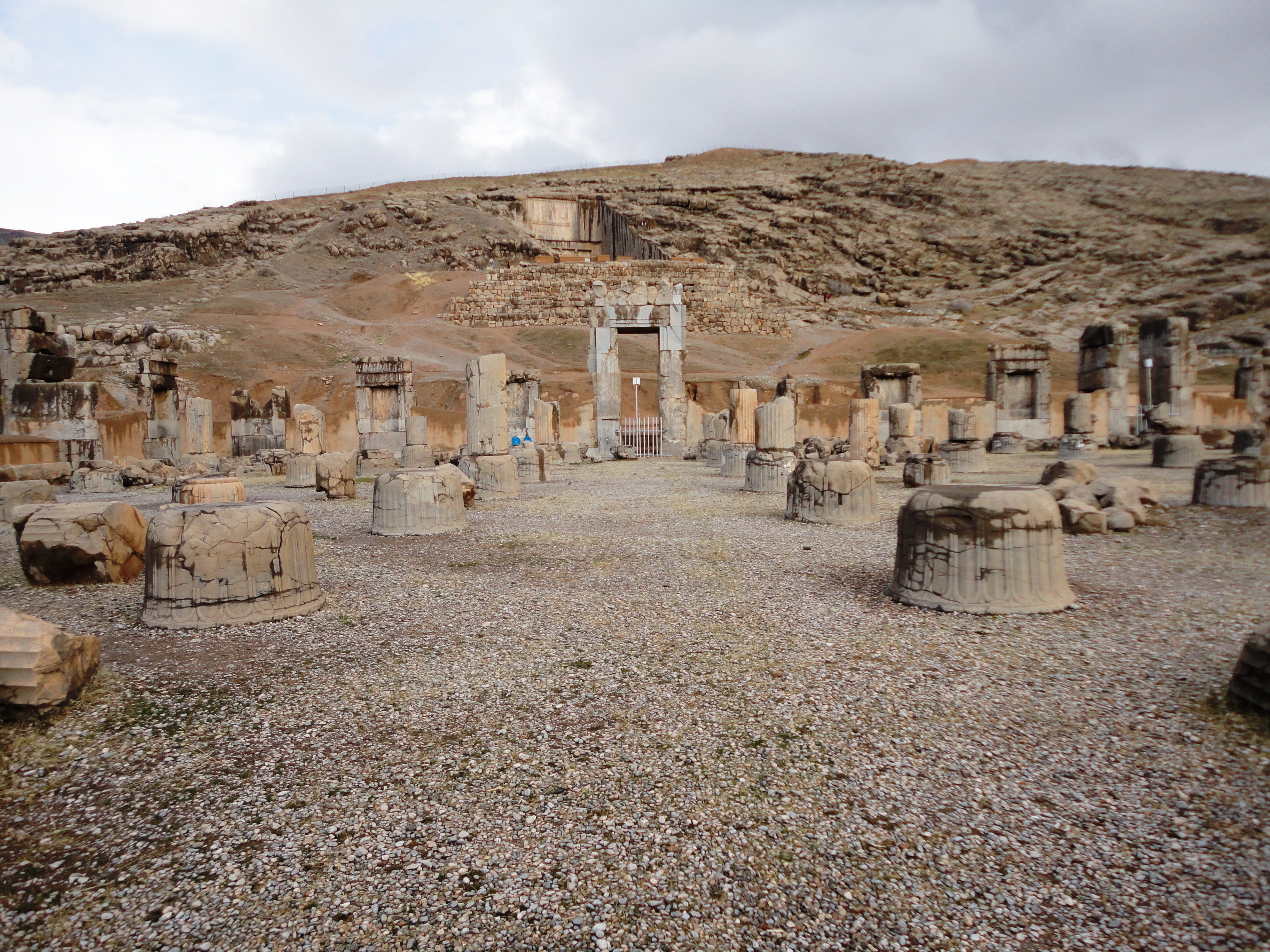
نمایی از بازمانده‌های کاخ صدستون

دومین کاخ تخت جمشید از حیث وسعت، بنای شکوهمندی است در مشرق حیاط آپادانا که تالار مرکزی آن صد ستون سنگی (ده ردیف ۱۰ ردیفه) داشته است و از این روی آن را صد ستون خوانده‌اند، اشمیت آن را تالار تخت نامید زیرا که وی یک صد ستون دیگر، اما بسیار کوچک‌تر، در میان دستگاه خزانه کشف کرده‌بود، اما نام صد ستونه بسیار مشهور و از قدیم معمول بوده است. (ضمنا صد ستون، نام تخت جمشید در دوره ساسانی بوده است)
تالار بسیار مهم «صد ستون» یا «تالار تخت» را خشایارشا آغاز کرد و اردشیر یکم به پایان رسانید. این مطلب را یک سنگ پی‌بنا، که هرتسفلد در گوشه جنوب شرقی تالار یافت، گواهی می‌کند. این خشت سنگی به اندازه ۳۵×۳۵×۷٫۵ سانتی‌متر است و بر دو روی و یک لبه آن نوشته‌ای به خط میخی بابلی حک شده است.
قسمت اصلی کاخ، همان تالار بزرگ است (۶۸/۵ × ۶۸/۵ متر) که شکلی چهارگوش و کمی بیشتر از ۴۶۰۰ متر مربع وسعت دارد. تالاری بدین بزرگی در جهان قدیم بی‌سابقه بوده است. سطح آن را ۲ متر پایین‌تر از سطح آپادانا گرفته‌اند. هشت درگاه آن را به دالان‌ها و صندوق خانه‌ها و یک ایوان وصل می‌کند. در شمال ایوان شمالی، حیاطی بزرگ وجود دارد و در مشرق آن یک دستگاه ساختمانی مشتمل بر تالارها، انبارهای سربازی، راهروها و دالان‌های کوچکتر قرار دارد و در شمال حیاط، کاخ نیمه‌تمامی است که درست به شکل و طرح دروازه خشایارشا است. در مغرب حیاط، دالان بلند و انبار مانندی است که در شمال بریده می‌شود تا دو حیاط آپادانا و صد ستون را به هم بپیوندد. یک خیابان بزرگ به طول ۹۰ متر و عرض تقریبی ۱۰ متر از دروازه خشایارشا به‌طور مستقیم رو به شرق، تا به شمال دروازه نیمه تمام می‌رسد و این خیابان را خیابان سپاهیان می‌نامند.

## دانش و فناوری

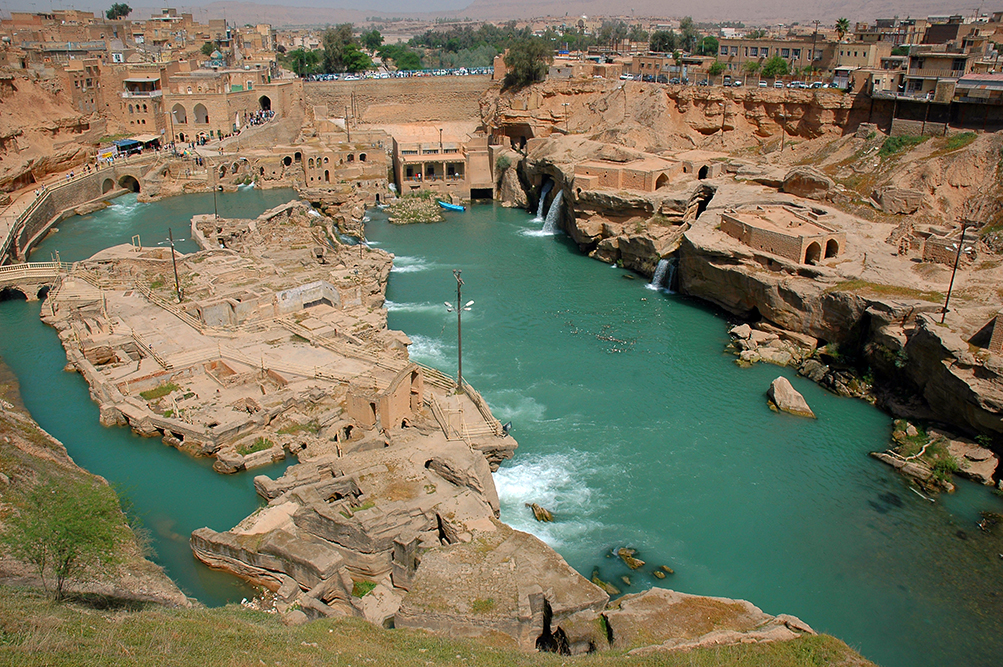
سازه‌های آبی شوشتر، بزرگ‌ترین مجموعه صنعتی پیش از انقلاب صنعتی است و توسط یونسکو شاهکار نبوغ و خلاقیت نامیده شده است.

ایرانیان باستان از فرهنگ‌های پیرامون خود می‌آموختند و از آن‌ها ایده‌هایی می‌گرفتند و گاهی آن‌ها را بهتر از آنچه که بودند، ارتقا می‌دادند. نجوم با به‌کارگیری موقعیت سیارات برای پیش‌بینی آینده، در هم آمیخته شده بود. در حدود ۷۰۰ سال پیش از میلاد بابلیان شروع به ثبت حرکت ماه و سیارات کردند، در دوران حکومت هخامنشیان آن‌ها ستاره شناسان ماهری بودند. پیگیری حرکت خورشید و ماه به اختر شناسان در ایجاد تقویم کمک کرد. تقویم ایرانیان در دورهٔ هخامنشیان ۱۲ ماه داشت؛ آن‌ها از تقویم دومی نیز بهره می‌بردند که بر اساس آموزه‌های زرتشت بود. نسخهٔ بعدی این تقویم اوستایی برای نشان دادن روزهای مختلف ماه به جای عدد از نام خدایان و اشیای مقدس استفاده می‌کرد. ایرانیان در تکنولوژی بر بهبود آبیاری تمرکز کرده بودند. این آبیاری کانال‌های آبی زیر زمینی را در بر می‌گرفت که قنات نام داشت. هخامنشیان همچنین برای کنترل جریان آب برای استفادهٔ انسان سدهای بزرگ بنا کردند. این سدها از خاک و سنگ ساخته می‌شدند و در زمان‌های مشخصی از سال که بارش زیاد بود، آب را برای آبیاری ذخیره می‌کرد.

### اوزان و مقادیر

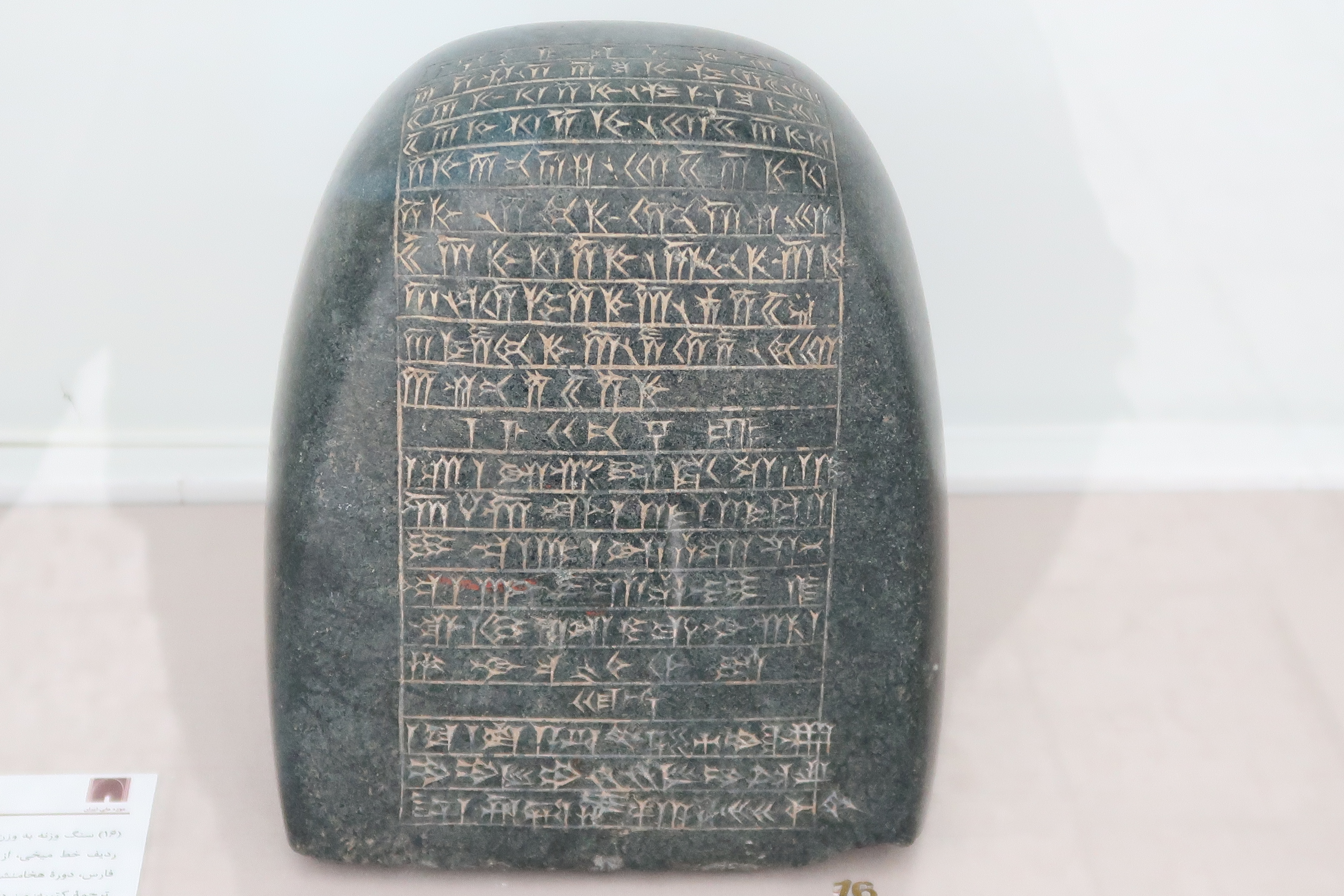
وزنه سنگی با متن سه زبانه مربوط به دوره داریوش بزرگ با جرم ۹۹۵۰ گرم، موزه ایران باستان

هنگامی که پارسیان در حدود سال ۷۰۰ پیش از میلاد به انشان آمدند، اوزان و مقادیر ایلامیان بومی را بکار گرفتند، که ایلامیان بیشتر آن را از میان‌رودان به ارث برده بودند. پارس‌ها به اوزان و مقادیر ایلامی‌ها نامی پارسی دادند و واحدهای تازه‌ای به آن افزودند. سپس داریوش آن‌ها را تبدیل به معیارهای هخامنشی کرد. از ادارهٔ اوزان و مقادیر داریوش چند وزنه از دیوریت سبز (نوعی سنگ) بر جای مانده است.
اطلاعات مربوط به وزن، بر همهٔ وزنه‌ها در سطر اول می‌آید و مربوط می‌شود به واحد پارسی، کرشَه، که در واقع به معنی وزن است. کرشَه به وزن ۸۳ و یک سوم گرم در سراسر فرمانروایی تا به مصر رواج داشت. کرشَه برابر با ده شِکِل (۸ و یک سوم گرم) بابلی بود. بزرگ‌ترین واحد، تالان، برابر با ۶۰ مینه یا پوند (۱/۳۰ کیلوگرم) بود. اصطلاح پارسی آن بر جای نمانده است.
هخامنشیان برای اندازه‌گیری طول از ذراع ایلامی استفاده می‌کردند که به فارسی باستان اَرَشنیش (فارسی جدید اَرَش) خوانده می‌شد و با واژه روسی arshin هم خانواده است. فریدریش کرفتر این واحد اندازه‌گیری را بر پایهٔ اندازه‌های کاخ‌های تخت جمشید دقیقاً ۳۶/۵۱ سانتی‌متر محاسبه کرده است. با این همه، پارس‌ها یک واحد اندازه‌گیری خودی نیز پدیدآوردند که آرش شاهی نامیده می‌شد و احتمالاً به داریوش بازمی‌گردد. آرش شاهی دو پا طول داشت؛ یعنی ۴۸/۶۸ سانتی‌متر.
پیمانه (کِیل) در زندگی اقتصادی هخامنشی از ارزش ویژه‌ای برخوردار بود، چون در آن روزگار بیشتر مواد خوراکی را به جای وزن کردن، اندازه می‌گرفتند. پیمانهٔ پایه، پیمانهٔ بسیار کهن میان‌رودانی قَه بود، که تورو-دانژَن آن را ۹۷/۰ لیتر محاسبه کرده است. واژهٔ فارسی باستان برای آن دَثویَه به معنی یک دهم بود؛ یعنی یک دهم پیمانهٔ ایرانی گریوَه (جریب) که معادل بار میان‌رودانی و ایلامی بود؛ یعنی ۷/۹ لیتر.
پیمانه‌ای که یونانیان ارتابه می‌نامند اختراعی ایرانی است. در فارسی باستان به آن ردبهَه می‌گویند که لفظاً به معنای کشیده و راست است و ظاهراً منظور از آن یک کیل یهودی بوده است. ارتبه ۳۰ پیمانه بود، برابر با ۱/۲۹ لیتر. در مصر این پیمانه با نام اِردَب یک سده بعد هم بدون دگرگونی بر جای بود.
پیمانه پایهٔ ۹۷/۰ لیتری برای مایعات نیز به کار می‌رفت. ده پیمانه، یعنی ۷/۹ لیتر، یک کوزه بود. در پارسی باستان برای کوزه واژهٔ بازیش را به کار می‌بردند، که باج هم‌معنی می‌دهد.
ظاهراً در روزگاران کهن مالیات را در کوزه‌هایی به نام «مَریس» جمع می‌کرده‌اند. با این همه «مَریس» — نام ایلامی واژه کوزه — در بین پارس‌ها چنان مرسوم بود که حتی به صورت وام واژه وارد زبان فارسی باستان شد. واژهٔ ایلامی «مَریس» از پارسی به زبان یونانی راه یافت.

### راه‌ها و شاهراه‌ها
لوحه‌های تخت جمشید وجود جاده‌های عظیم در ایران را تأیید می‌کنند. در این لوحه‌ها حرکت گروه‌ها یا افرادی که وارد ایران می‌شده یا در ایران
مسافرت می‌کرده‌اند ثبت شده است و ما می‌توانیم از آنها پی‌ببریم که هندوستان، آراخوزیا، کرمان و بلخ همگی از طریق نظام عظیم راه‌های ایران با هم ارتباط داشته‌اند. توصیفی که هرودوت از این راه‌ها ارائه‌داده شهرت فراوانی برای هخامنشیان فراهم آورده است.
او اطلاعات معتبری دربارهٔ جاده‌ای که سارد را به شوش متصل می‌کرده به‌دست می‌دهد؛ در این جاده ایستگاه‌هایی به فواصل یک روز راه وجود داشته است که هر چاپار شتابان می‌توانسته خوراک و اسب تازه‌نفسی از آنها به‌دست‌آورد و با حداکثر سرعت به راه خود ادامه‌دهد. در نقاط سوق‌الجیشی نظیر جاده‌هایی که رودخانه را قطع می‌کرده یا وارد مناطق صعب‌العبور کوهستانی می‌شده است، سربازانی وجود داشته‌اند که از راه پاسداری کرده و مراقب مسافران بوده‌اند. نگهداری تدارکات و ملزومات و ایستگاه‌های نگهبانی احتمالاً از وظایف ساتراپ‌های ایالتی مربوط بوده است، چون امر ارتباطات برای کارایی حکومت بسیار حیاتی بود. متون به دست آمده از تخت جمشید گواه آن است که شبکه جاده‌ها سراسر امپراتوری پهناور ایران را پوشش می‌داده و از این رو سیستم نگهبانی و تدارک و کنترل راه‌ها و مسافران در تمام ایالات، از شرق تا غرب عمل می‌کرده است.
استفاده از این ایستگاه‌ها در طول شاهراه‌ها خاص افرادی بود که از شاه یا مقامات رسمی اداری مجوز مهر شده (به زبان ایلامی) داشته‌اند.
ما گزارش‌هایی از چگونگی نظارت بر عبور مسافران و پروانه عبور ایشان در اختیار داریم اما فقط یک نمونه از این گذرنامه‌ها باقی‌مانده است. این گذرنامه (به زبان آرامی از سوی آرشام، ساتراپ مصر، برای مباشر املاک خویش و همراهان او جهت مسافرت از شمال بابل صادر شده است:
از آرشام به مردوک، بازرس پکید، نبودالانی بازرس در لائیر، زاتوواهیای بازرس در آرزوهین، اوپاستابارای بازرس در آربلا، و ماتالوباش، با گافارنای بازرس در سالام، و فرادافارنا و گائوزانا بازرسان دمشق.
بازرس من به نام نهتی هور در حال حرکت به مصر است. شما باید سهمیه‌های زیر را به حساب املاک من در ایالات خود روزانه به آنها بپردازید:
 آرد سفید دو کوارت، آرد رامی سه کوارت، شراب یا آبجو دو کوارت، گوسفند یک رأس. همچنین به هر یک از ده خدمتکار ایشان روزانه یک کوارت آرد و علوفه برای اسبانش داده شود. به دو کیلیکیه‌ای و یک پیشه‌ور که هر سه از خدمتکاران من و با او در حال حرکت به مصر هستند، هر یک روزانه یک کوارت آرد داده شود.
 هر بازرس باید بنا به جاده ای که از هر ایالت به ایالت دیگر تا رسیدن به مصر وجود دارد، به آنها این جیره‌ها را پرداخت کند. اگر او خواست در محلی بیش از یک روز توقف کند، برای روزهای اضافی به آنها سهمیه بیشتر داده‌نشود.
در این سند به نهتی هور و همراهانش اجازه داده می‌شود که با ارائه آن، جیره غذا و علبق روزانه خود را در طول راه در ایستگاه‌ها دریافت کنند. مقامات مربوط مقادیر قیدشده در مجوز را تهیه می‌کنند و می‌پردازند و گزارش آن را به حسابداری مرکزی می‌دهند که در آنجا حساب صادرکننده مجوز (در این مورد آرشام) بدهکار می‌شود. دریافت این جیره‌ها بسیار منظم انجام می‌گرفت و اگر دارنده مجوز از حد خود تجاوز می‌کرد و بیشتر توقف می‌کرد مقامات مجاز نبودند که سهمیه بیشتری در اختیارش قرار دهند. اگر به یاد داشته باشیم که این یگانه مجوز باقی مانده صادرشده در میان هزاران مجوز است، چنان‌که بایگانی‌های استحکامات نشان می‌دهد؛ در می‌یابیم که چه دستگاه عظیم اداری پیچیده‌ای در این امپراتوری وجود داشته است.

#### راه شاهی
راه شاهی نخستین شاهراه شناخته‌شدهٔ ایران و نخستین شاهراه بین‌المللی جهان است.
راه شاهی به فرمان داریوش بزرگ هخامنشی ساخته شد. این شاهراه تخت جمشید را به پاسارگاد، شوش و دیگر شهرهای شاهنشاهی متصل می‌کرده و بنابر یافته‌های جدید احتمالاً از تنگهٔ بلاغی که در فاصلهٔ میان تخت جمشید و پاسارگاد قرار دارد، عبور می‌کرده است.
راه شاهی ۲۶۹۹ کیلومتر (۱۶۷۷ مایل) درازا داشت و حدوداً هر ۲۴ کیلومتر دارای یک توقفگاه بود که ۱۱۱ ایستگاه می‌شد.

#### کانال سوئز

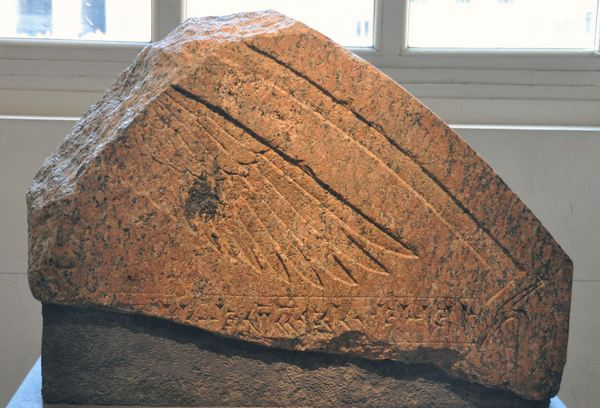
قطعه‌ای از یکی از سنگ‌نوشته‌های داریوش بزرگ در سوئز، نگهداری در موزه موزه لوور

داریوش بزرگ، پادشاه بزرگ ایران از خاندان هخامنشی هنگامی که می‌خواست بخش‌های باختری و خاوری شاهنشاهی خود را با یک راه آبی به هم بپیوندد، باید به آشکار کردن (کشف) راه‌های آبی ناشناخته دست می‌زد. از این روی به «اسکولاکس کاریایی» اهل کاریاندا، فرمان داد با چند کشتی جنگی پارسی سراسر کرانه‌های دریایی شاهنشاهی ایران را شناسایی کند و در این‌باره گزارش دهد. اسکولاکس از شهر گنداره –در خاور افغانستان امروزی- سفر خود را آغاز کرد. او رود کابل را در مسیرش به سوی خاور تا پیوستن به سند راند و از آن پس بر روی سند، رو به جنوب، خود را به اقیانوس هند رساند. وی با رسیدن به اقیانوس هند، در حالی که به سوی باختر می‌راند، کرانه‌های خلیج فارس تا «بندر کاریایی» در بنیشو (در نزدیکی خرمشهر کنونی) را بررسی کرد. او پس از این، دلیرانه آغاز به دور زدن دریاییِ شبه جزیرهٔ عربستان کرد، تا پس از سی ماه به «سوئز» کنونی رسید. اسکولاکس گزارش‌های کار خود را پس از بازگشت از مصر به داریوش بزرگ داد.»
داریوش بزرگ به دلیل اهمیت راه دریایی میان مصر و ایران دستور ساخت آبراهی میان دریای سرخ و دریای مدیترانه را از راه نیل در اواخر سدهٔ ششم پیش از میلاد داد تا کشتی‌های ایرانی بتوانند به راحتی از آن عبور کنند. سرپرستی ساخت این آبراه را مهندس «ارتاخه» از مهندسان ایرانی عصر هخامنشی به عهده داشت.

### پزشکی
شاهنشاهی هخامنشی کمک بزرگی به توسعه و گسترش دانش پزشکی کرد. پزشکی در این دوره به‌دلیل طلاقی پزشکی یونانی، مصری، ایلامی و هندی پیشرفت زیادی کرد.
در این دوره پزشکان جایگاه والایی در جامعه داشتند.
در این دوران، دبیره‌ای به نام نیم کشتج، با ۲۸ حرف ویژه پزشکی و فلسفه بوده است.
نوشته‌های اوستا تأثیر بزرگی بر پیشرفت پزشکی داشته است، مغ‌ها بر اساس آموزه‌های اوستا که عموماً در مورد گیاهان دارویی بود، به درمان بیماران می‌پرداختند.
در سنگ‌نوشته‌ای در واتیکان از داریوش بزرگ آمده است که به یکی از فرماندهان خود در مصر دستور می‌دهد تا دانشکدهٔ پزشکی را در مصر بازسازی کند.
دانشمندان و پزشکان بزرگ ایرانی و غیر ایرانی در دربار و خارج از دربار هخامنشی حضور داشتند، از جمله پزشکان مصری و یونانی، مانند، کتزیاس، پزشک یونانی که در دربار هخامنشی مشغول بود.

## نیروی نظامی

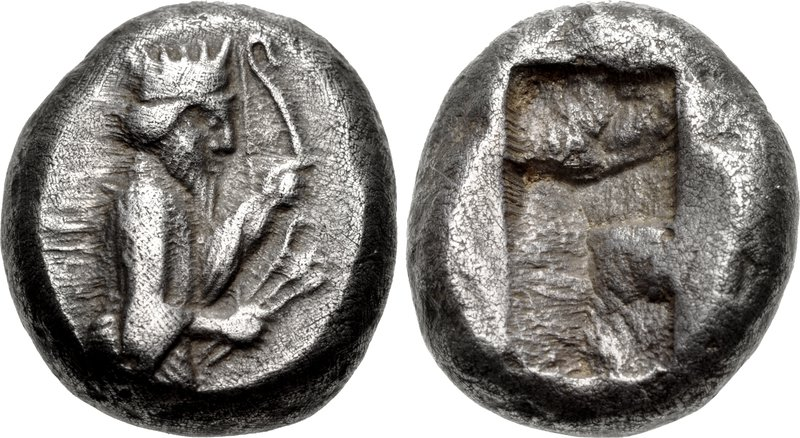
سکه‌ای مربوط به دوران داریوش بزرگ که شاه را با تیر و کمان نشان می‌دهد.

ایرانیان باستان، به‌ویژه هخامنشیان، در کار ارتش دستاوردهای بزرگی داشته‌اند، وگرنه هرگز نمی‌توانستند نخستین فرمانروایی جهانی تاریخ را بر پا کنند و دو سده تمام از آن پاسداری نمایند.
بر طبق برآوردهای مدرن، ارتش ایران دارای حدود ۲۵۰٬۰۰۰ نیروی زمینی (برخی آن را ۳۰۰٬۰۰۰ دانسته‌اند.)، ۱۲۰۰ ناو جنگی و ۱۵ فیل آموزش‌دیده هندی بود.

### تقسیمات سپاه
از دستاوردهای ویژهٔ ایرانیان در زمینهٔ نظامی، تقسیم نیروهای رزمنده به روش ده‌دهی است. کوچک‌ترین واحد، دسته یا گروه ده نفری بود. ده دسته، یک «واحد صد نفره» یا گروهان را درست می‌کرد. ده گروهان، یک «واحد هزار نفره» یا هنگ را و ده هنگ نیز یک «واحد ده هزار نفره» یا لشکر را تشکیل می‌داد. فرمانده گروه ده نفری، گروه صد نفری، گروه هزار نفری و گروه ده هزار نفری، تقریباً معادل گروهبان، سروان، سرهنگ و سرلشکر امروزی خوانده می‌شد.

### پیاده‌نظام

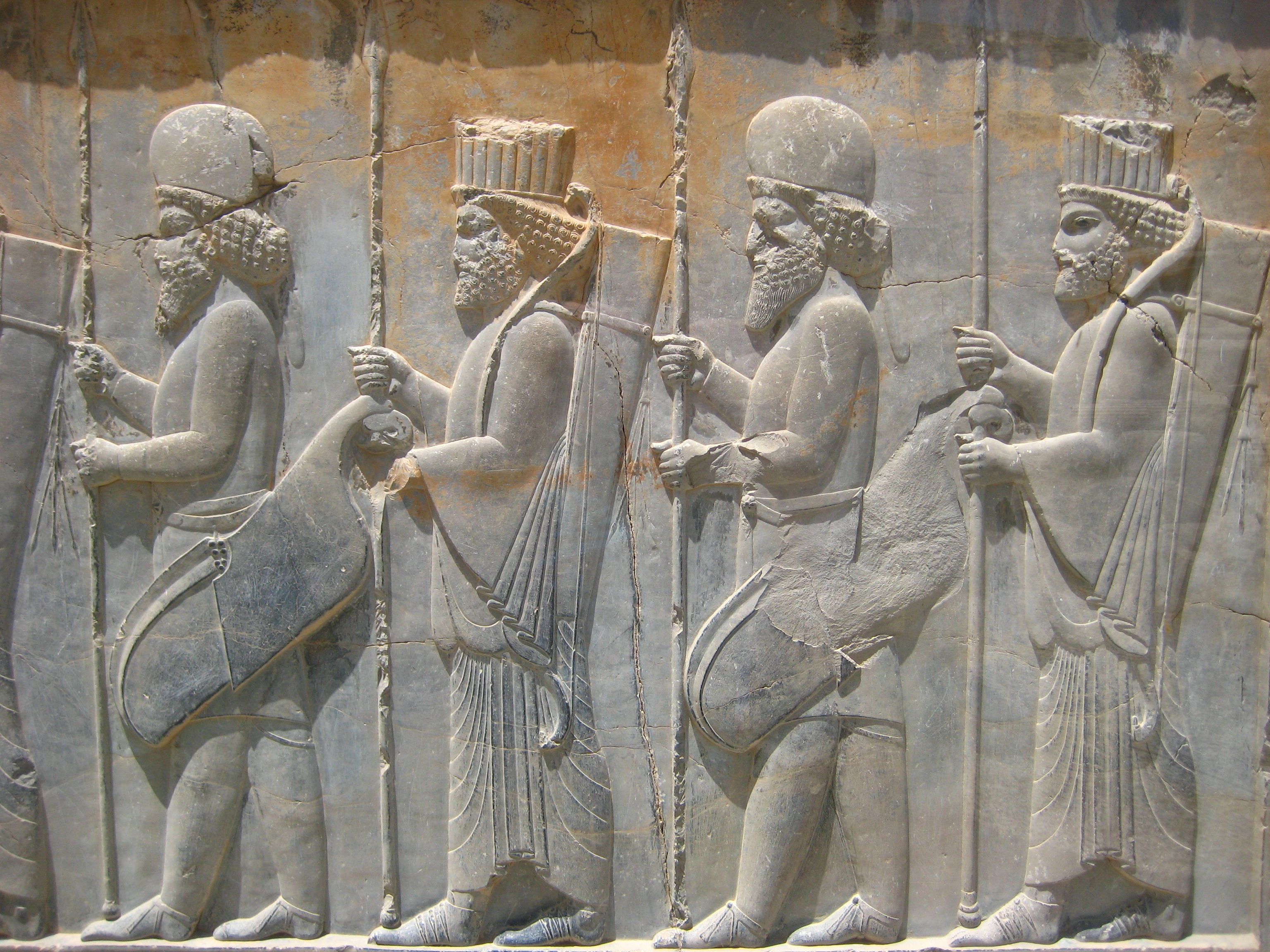
سنگ‌نگاره سربازان پارسی و مادی بر دیواره پلکان کاخ آپادانای تخت جمشید

پیاده‌نظام هخامنشی از چندین قسمت تشکیل شده بود. در ابتدا شامل اسپارابارا و تکابران (Takabara) بود، اما بعدها داریوش بزرگ شاخه دیگری به‌نام گارد جاویدان به ارتش اضافه کرد. کمانداران یکی از مهم‌ترین شاخه‌های پیاده‌نظام بودند، همچنین در سال‌های پایانی شاهنشاهی، کارداکس‌ها (Cardaces) به معنی مزدوران خارجی به ارتش اضافه شده‌بودند. کارداک‌ها معمولاً از مزدوران یونانی تشکیل شده بودند.
اسپارابارا به معنای «سپرداران»، خط مقدم پیاده‌نظام ارتش هخامنشی بودند. آنها اولین کسانی بودند که با دشمن وارد نبرد تن به تن می‌شدند. امروزه اعتقاد بر این است که آنها ستون فقرات پیاده‌نظام ارتش ایران بودند که با سپرهایشان یک دیوار محافظتی تشکیل می‌دادند و از نیزه‌های دو متری خود برای محافظت از نیروهای آسیب‌پذیرتر مانند کمانداران در برابر دشمن استفاده می‌کردند. این اصطلاح همچنین برای اشاره به ترکیب یک ردیف سپردار در جلو و نه ردیف کماندار در پشت آن‌ها که توسط سپرداران محافظت می‌شوند به کار می‌رود. سپرداران معمولاً در مقابل پیاده‌نظام فالانژ آسیب‌پذیر بودند، زیرا فالانژها از نیزه‌هایی با حداقل نیم متر طول بیشتر استفاده می‌کردند.
تکابران یکی دیگر از شاخه‌های پیاده‌نظام هخامنشی بودند. آنها در برخی از منابع مربوط به جنگ‌های یونان و ایران یاد شده‌اند، اما اطلاعات کمی در مورد آنها وجود دارد. طبق منابع یونانی، آنها نوع سختی از پلتست‌ها بودند. آنان اغلب به عنوان واحد نیزه‌انداز و رزم از دور به‌کار برده می‌شدند.
کارداس‌ها، شاخه‌ای از پیاده‌نظام سنگین بودند. کارداس به‌معنی مزدوران خارجی است. آنها معمولاً از مزدوران یونانی در غالب فالانژ یا هوپلیت بودند. گرچه درمورد سلاح‌ها و تاکنیک‌های آنها اختلاف نظر وجود دارد. این قسمت از ارتش مدتی پیش از حملهٔ اسکندر تشکیل شده‌بود.
پیاده‌نظام هخامنشیان به شدت به کمانداران متکی بود. ملل عمده شرکت‌کننده کمانداری، سکاها، مادها و ایلامی‌ها بودند. کمان مرکب توسط پارس‌ها و مادها استفاده می‌شد که آن را از سکاها اقتباس کردند و به ملل دیگر از جمله یونانیان منتقل کردند. سرپیکان‌های سه‌شاخه‌ای ساخته‌شده از آلیاژ مس، نوع سرپیکانی بود که معمولاً توسط ارتش هخامنشی استفاده می‌شد. ساخت این نوع تیر، به تخصص و دقت بیشتری نیاز دارد.

#### گارد جاویدان

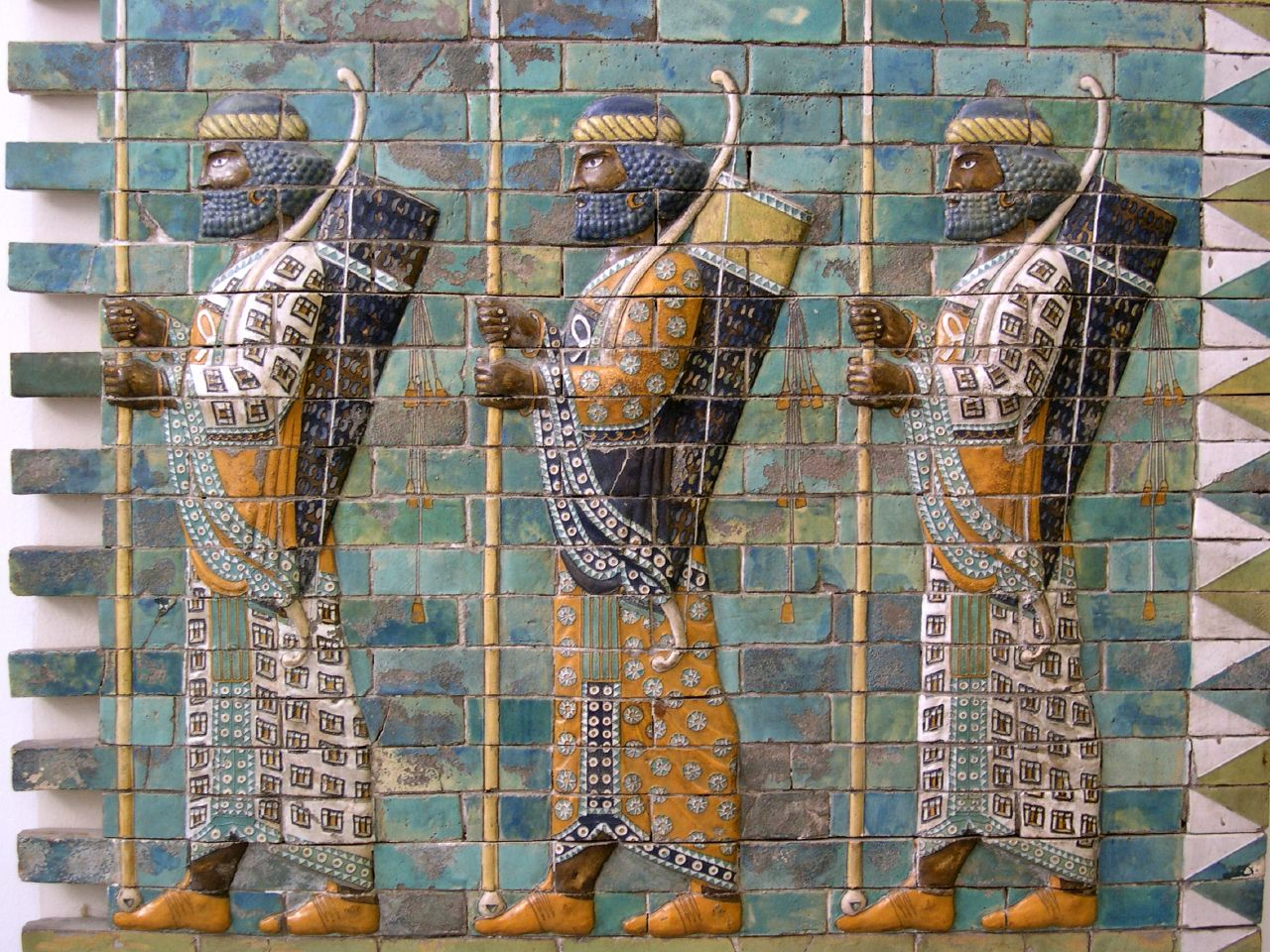
نگاره ای از گارد جاویدان

از زمان داریوش بزرگ هخامنشیان صاحب سپاه ثابتی بوده‌اند به نام «جاویدان» که متشکل از ده هزار نفر بوده است. این گارد از این رو گارد جاویدان نامیده می‌شد که در صورت بیماری، زخمی شدن یا مرگ یکی از اعضاء بی‌درنگ کسی از ذخیره‌ها جای او را می‌گرفت. افراد گارد ده هزار نفری جاویدان و هنگ گارد سواره تشکیل نخبگان سپاه هخامنشی را می‌دادند.
گروه هزار نفریِ نخست، یعنی هنگی که نیزه‌هایش به انار زرین ختم می‌شد، «هنگ محافظان» بود. این‌ها همه پارسی بودند و بسیار مشهور و هراس‌انگیز. محافظت از شاهنشاه به هنگ محافظ سپرده شده بود و از این رو به هنگام نبرد، درست در جلو و کنار فرمانروا قرار می‌گرفتند. به هنگام بار در دربار نیز افراد این گارد نزدیک‌تر از دیگر سپاهیان به شاه می‌ایستادند؛ چون پاسداری از شاه وظیفهٔ اصلی آن‌ها بود، فقط هنگی که قبضهٔ نیزه‌هایشان زرین بود مجهز به سپر بودند. در عوض باید از تیر و کمان و ترکش صرف نظر می‌کردند، اما دشنهٔ کوتاه ایلامی داشتند.
یونگِه با تکیه بر بررسی‌های یوستی و مارکوارت، فرمانده گارد هخامنشیان، که یونانیان Chiliarchos (فارسی باستان: هزار پَتیش) می‌نامیدند را بزرگ‌ترین مقام شاهنشاهی هخامنشی و همچنین ریاست کل دیوان اداری و درباری هخامنشی دانسته است. اما والتر هینتس این نظریه را رد می‌کند. رئیس تشریفات از نظر نظامی تقریباً مقام یک ده هزار پد را داشته است، اما او زیر نظر فرمانده گارد ویژه (هزار پَتیش) انجام وظیفه می‌کرده است. او بر بقیهٔ نه هزار نفر افراد گارد (با نیزه‌های دسته نقره‌ای) فرمان می‌رانده است.
فرمانده هنگ محافظ شاه، هم‌زمان فرمانده گارد ده هزار نفری جاویدان هم بود. احتمالاً او مافوق فرمانده گارد سوار نیز بوده است. او از قدرتمندترین شخصیت‌های شاهنشاهی به‌شمار می‌آمد و در اواخر عهد هخامنشی رسماً «نایب‌السلطنه شاه» بود و به فارسی باستان «حاکم دوم» نامیده می‌شد.

### سواره‌نظام
سواره نظام ایران برای فتوحات هخامنشی بسیار مهم بود و اهمیت آن در ارتش تا روزهای پایانی شاهنشاهی هخامنشی باقی ماند. یگان سواره‌نظام به چهار بخش تقسیم می‌شد:

گردونه، سوارکاران، سواره‌نظام شتر و فیل‌های جنگی.
شاید ایرانیان نخستین کسانی بودند که از چهار اسب برای حرکت‌دادن گردونه‌ها استفاده کردند. آنها همچنین ارابه‌های داس‌دار را به وجود آوردند که برای نابودی پیاده‌نظام بسیار مناسب بود. کوروش کوچک این ارابه‌ها را به تعداد زیادی در نبرد کوناکسا به کار گرفت. ارابه‌های داس‌دار به‌سرعت تعداد رزمندگان را به نصف می‌رساند یا حداقل شکاف‌هایی در صفوف دشمن باز می‌کند. اما معمولاً برای پیاده‌نظام سنگین اسلحه آسیب شدید وارد نمی‌کند و تنها سربازان دشمن را پراکنده می‌کند.
در سال‌های پایانی شاهنشاهی هخامنشی، گردونه‌ها به بخشی تشریفاتی از ارتش ایران تبدیل شده بودند، اما در سال‌های نخستین، استفاده زیادی داشتند. گردونه سواران به نیزه، تیر و کمان، شمشیر، و زره مقیاس مسلح بودند.
سوارکاران هخامنشی اصلی‌ترین بخش سواره‌نظام بودند. تأثیر و قدرت آنها در نبردها به‌اندازه‌ای زیاد بود که هرودوت دربارهٔ آنها می‌گوید:
| «       | سواران زره‌پوش ایرانی و ارابه‌های مرگبار آنها شکست ناپذیر هستند. هیچ مردی جرات رویارویی با آنها را ندارد. | » |
| —هرودوت | |   |

ملل عشایری و کوچ‌نشین زیر سلطه هخامنشیان مانند سکاها و پارت‌ها نیز مهارت‌های زیادی در سوارکاری به‌ویژه همراه با کمان داشتند که یکی از نمونه‌های آن تیراندازی پارتی است که توسط پارت‌ها اجرا می‌شد.
سواره‌نظام شتر اولین بار توسط کوروش بزرگ در نبرد تیمبرا برای فراری‌دادن اسب‌های کرزوس استفاده شد. تجهیزات سواران شتر با سواران اسب متفاوت بود، شترها معمولاً تجهیزات کمی داشتند، با این حال هنگامی که مسلح می‌شدند، نیزه، شمشیر، کمان، تیر و زره ترازو با خود حمل می‌کردند. شترها بیشتر برای حمل بار ارتش استفاده می‌شدند. برای مثال در لشکرکشی کمبوجیه به مصر، رؤسای قبایل اعراب متعهد شدند که با قرار دادن هزاران شتر با مشک‌های آب در منازل مختلف سفر، آب آشامیدنی سپاهیان ایران را تأمین کنند. شترهای دوکوهانه از ساتراپی‌های فرارود و شترهای یک‌کوهانه از سرزمین‌های عرب‌نشین تأمین می‌شد.
پس از فتح هند توسط داریوش بزرگ، هندیان در مورد استفاده از فیل‌های جنگی در ارتش هخامنشی به ایران کمک کردند و اینگونه فیل‌ها بخشی از ارتش ایران شدند. اولین رویارویی بین اروپایی‌ها و فیل‌های جنگی در نبرد گوگمل (۳۳۱ پیش از میلاد) رخ داد، در این نبرد ایرانیان ۱۵ فیل آموزش دیده را استفاده کردند.  این فیل‌ها در مرکز خط دفاع ایرانی قرار گرفتند و چنان تأثیری بر ارتش اسکندر گذاشتند که او شب قبل از نبرد برای خدای ترس قربانی کرد. اسکندر پس از پیروزی در نبرد گوگمل، عمیقاً تحت تأثیر فیل‌های ایرانی قرار گرفت و این پانزده فیل را وارد ارتش خود کرد و در تصرف باقی ایران از آنها کمک گرفت.
فیل‌های جنگی هخامنشی توسط سوار خود به نام ماهوت آموزش می‌دیدند. ماهوت‌ها خود نیز فیل را به جنگ می‌بردند. در حین حرکت، فیل‌ها نیاز به ایجاد مسیرهای بزرگ و پهن داشتند تا بتوانند عبور کنند. آموزش فیل‌ها کار دشواری بود و نگهداری از آنها به دلیل نیازهای غذایی زیادشان بسیار پرهزینه بود. فرماندهان ارتش فیل‌ها معمولاً هندی بودند. در زمان هخامنشیان، فیل‌های هندی در هند، فیل‌های آفریقایی در سراسر آفریقا شمالی و فیل سوری در عراق، سوریه و جنوب ایران کنونی زندگی می‌کردند. اما از این میان تنها فیل‌های هندی در نبردها استفاده می‌شدند.

### نیروی دریایی
از زمان تأسیس شاهنشاهی توسط کوروش بزرگ، امپراتوری ایران عمدتاً یک امپراتوری زمینی با ارتشی قدرتمند بود، اما فاقد هرگونه نیروی دریایی بود. در سده پنجم پیش از میلاد، این موضوع تغییر کرد، زیرا امپراتوری با نیروهای یونانی و مصری روبرو شد که هر کدام سنت‌ها و قابلیت‌های دریایی خود را داشتند. داریوش بزرگ اولین شاهنشاه هخامنشی بود که برای نیروی دریایی سرمایه‌گذاری کرد. حتی تا آن زمان هیچ «نیروی دریایی رسمی و منظم» واقعی در یونان یا مصر وجود نداشت. ایران اولین امپراتوری زیر فرمان داریوش بزرگ بود که اولین نیروی دریایی منظم امپراتوری را افتتاح و مستقر کرد.
در ابتدا کشتی‌ها در صیدا توسط فنیقی‌ها ساخته می‌شدند. اولین کشتی‌های هخامنشی حدود ۴۰ متر طول و ۶ متر عرض داشتند و می‌توانستند تا ۳۰۰ نیروی ایرانی را در هر سفر جابه‌جا کنند. به زودی، سایر ایالت‌های امپراتوری، کشتی‌های ویژه خود را می‌ساختند که هر کدام امکانات و جزئیات ویژه خود را در بر می‌گرفت. نیروهای دریایی ایران پایه و اساس حضور قوی نظامی ایران را در خلیج فارس پی‌ریزی کردند. ایرانیان همچنین کشتی‌های کوچکتری با ظرفیت ۱۰۰ تا ۲۰۰ داشتند که در رودخانه‌های مختلف امپراتوری از جمله دانوب، کارون، دجله، فرات و نیل در غرب و همچنین جیحون و سند گشت می‌زدند.
نیروی دریایی هخامنشی پایگاه‌هایی را در امتداد کارون و در بحرین، عمان و یمن ایجاد کرد. ناوگان ایرانی نه تنها برای اهداف حفظ صلح مورد استفاده قرار گرفت، بلکه درهای تجارت با هند را از طریق خلیج فارس باز کرد. نیروی دریایی داریوش در آن زمان از بسیاری جهات یک قدرت جهانی بود، اما این اردشیر دوم بود که در ۳۹۷ پ. م، نیروی دریایی نیرومندی را با سرمایه‌گذاری و مسلح‌کردن دوباره، که منجر به پیروزی قاطع او در کنیدوس در سال ۳۹۴ پ. م شد، به‌وجود آورد. این موجب برقراری مجدد قدرت هخامنشی در ایونیا شد. اردشیر دوم همچنین از نیروی دریایی خود برای سرکوب شورش در مصر استفاده کرد.
عمده مصالح انتخابی چوب بود، اما برخی از کشتی‌های زرهی هخامنشی، دارای تیغه‌های فلزی در قسمت جلویی بودند که بیشتر برای بریدن کشتی‌های دشمن با استفاده از نیروی حرکت کشتی طراحی شده‌بود. آنها همچنین به قلاب‌هایی در کناره‌ها مجهز بودند تا کشتی‌های دشمن را به چنگ بیاورند، یا موقعیت آنها را تغییر کنند. کشتی‌ها توسط بادبان یا نیروی انسانی به حرکت درمی‌آمدند. کشتی‌هایی که ایرانی‌ها ایجاد کردند منحصربه‌فرد بودند. تا آنجا که درگیری‌های دریایی، کشتی‌ها مجهز به دو منجنیق بودند که می‌توانست پرتابه‌هایی مانند سنگ یا مواد قابل اشتعال را پرتاب کند.
طبق برآوردهای مدرن، نیروی دریایی هخامنشیان شامل ۱۰۰۰ کشتی و ناو (نظامی و باری) و ۴۲۰۰۰ خدمه بوده است.
سرعت کشتی‌های هخامنشی میان ۴ تا ۱۴ کیلومتر تخمین زده‌اند؛ یکی از نوآوری‌هایی که در طراحی و ساختن کشتی‌ها در دوران هخامنشیان رخ داد، ساخت کشتی‌های ۳ ردیف پارویی است؛ چنین سازه‌هایی، در نبردها سرعت و توان دفاعی ویژه‌ای داشتند.

#### پل‌های شناور

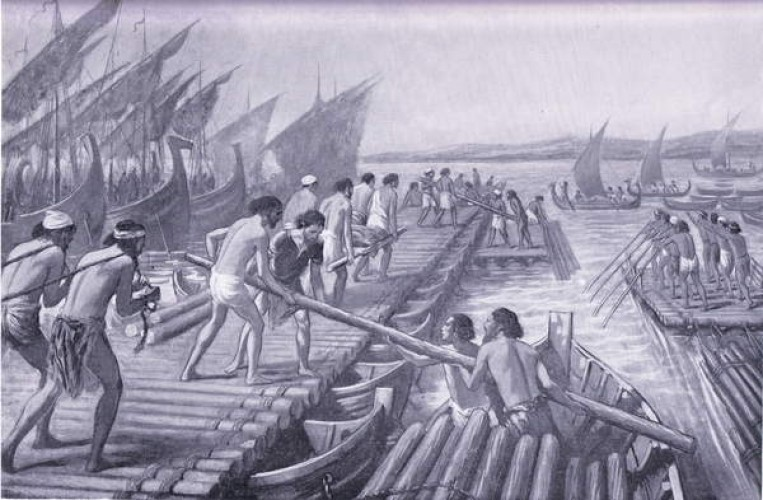
ساختن پل‌های شناور توسط دریانوردان فنیقی

گزنفون روایت شاهد عینی خود را از یک پل نظامی و معلق عظیم که از پیوستن ۳۷ کشتی ایرانی در دجله برای عبور سربازان ایجاد شده است، شرح می‌دهد. ایرانی‌ها از شناوری هر قایق استفاده می‌کردند تا از پل متصلی که بر فراز آن نصب می‌شد پشتیبانی کنند. هرودوت همچنین روایت‌های زیادی در مورد استفاده ایرانیان از کشتی‌ها برای ساختن پل شناور ارائه می‌دهد.
داریوش بزرگ در تلاش برای تسلط بر سواران سکایی در شمال دریای سیاه، با استفاده از پل شناور عظیمی که با اتصال ناوهای هخامنشی ساخته شده‌بود از تنگه بسفر عبور کرد، سپس به سمت دانوب رفت و با کمک پل شناور دیگری از آن عبور کرد. پل بر روی تنگه بسفر اساساً آسیا را به اروپا متصل می‌کرد و حداقل ۱۰۰۰ متر آب آزاد را در بر می‌گرفت.
سال‌ها بعد، پل شناور مشابهی توسط خشایارشا بزرگ در حمله او به یونان ساخته شد. همچنین سال‌ها بعد، به گفته هفستیون و پردیکاس، زمانی که اسکندر به ایران حمله کرد، در طول پیشروی خود به هند، با ساختن پل شناور مشابهی در رود سند، در بهار ۳۲۷ قبل از میلاد، صفحه‌ای از هنر جنگ ایرانی را استفاده کرد.
علاوه بر پل‌های شناور، ایرانیان کانال‌هایی هم برای کوتاه کردن مسیر ایجاد می‌کردند. از جمله این کانال‌ها می‌توان به کانال داریوش (سوئز امروزی) و کانال خشایارشا اشاره کرد.

## اقتصاد هخامنشیان
اقتصاد هخامنشیان با توجه به موقعیت جغرافیایی آن‌ها و کمبود آب در ایران بیشتر بر پایهٔ اقتصاد تجاری بود. سرزمین هخامنشیان به عنوان واسطه کالاهای ترانزیتی بین سه قارهٔ آسیا، اروپا و آفریقا عمل می‌نمود و از این راه درآمد سرشاری نصیب شاهنشاهان هخامنشی می‌شد. در دورهٔ هخامنشیان تجارت اهمیت به سزایی داشت. جنبهٔ محلی تجارت عبارت بود از مبادلهٔ کالا بین مردم ده‌نشین و کوچ نشین. ضمناً بین ایالات مترقی حکومت و کشورهای همسایه نیز تجارت اشیای زینتی و همچنین منسوجات و بعضی از فراورده‌های کشاورزی، از قبیل غلات و خرما رواج داشت. این تجارت در شاهراه‌های بزرگی که در جهات متفاوت کشور با یکدیگر تقاطع داشتند انجام می‌شد.
در عهد هخامنشی نخستین قدم‌ها در تنظیم اقتصاد ملی برداشته شد. دولت مالیاتی وضع کرد که از املاک، مزارع، باغ‌ها، احشام و معادن گرفته می‌شد. نوعی مالیات متعلق به زمین وجود داشت که کاملاً شبیه مالیات بر مصنوعات صنعتی بود. عوارضی بر پیاده‌روهای بندرها وضع کرده بودند. مالیاتی که توسط عمال جمع‌آوری می‌شد، در صندوق ایالات گرد می‌آمد و سپس به خزانه ارسال می‌شد. از زمان ایجاد شاهنشاهی هخامنشی، جهان در عصر اقتصادی مساعدی قدم گذاشته بود. روابط تجارتی بین نواحی که سابقاً وجود نداشته — مثلاً بین بابل و یونان — ایجاد شد و توسعه یافت. بر اثر احتیاج به محصول، نرخ منافع (بهره)، مانند بهای جنس افزوده شد، به استثنای اجناسی که حمل آن‌ها مشکل بود مانند گاو، به عکس بهای زمین در ایران و یونان پائین آمد.
در زمینه مناسبات ارضی اسناد موجود نشان می‌دهند که نظام مالیاتی براساس مسّاحی دقیق زمین‌ها تعیین می‌شد و به نسبت پرآبی و کم‌آبی منطقه و حاصل‌خیزی زمین، تغییر می‌کرد. چنان‌که متذکر شدیم، آبیاری مصنوعی چه به وسیله ایجاد قنات‌ها یا بستن آب‌بندها — و به اصطلاح امروز سدها — در بالا بردن سطح درآمد کشاورزان به ویژه دولت ارزش داشت. مالکان زمین‌ها، اگر صاحبان قنات‌ها نبودند می‌توانستند با دادن آب‌بها از آن استفاده کنند و در مواقع کم بارانی و پائین رفتن سفرهٔ آب‌های زیرزمینی و در نتیجه کم شدن آب قنات‌ها و حتی خشک شدن موقتی آنها، از میزان مالیات زمین کاسته می‌شد. در سراسر متصرفات آسیایی هخامنشیان سد و قنات دو عامل عمده کشاورزی بود که اولی، یعنی سدها را، جز در مناطق کنار رودخانه‌های کوچک محلی، دولت می‌ساخت و در اختیار داشت و احتمال دارد که در دوره مورد بحث ما کمک‌هایی نیز به کشاورزان در جهت ایجاد قنوات و آب‌بندهای محلی صورت می‌گرفت.
در همه ممالک به کارهای عام‌المنفعه — که استعداد تولیدی را افزون می‌کرد — اقدام نمودند. حفر قنات‌های زیرزمینی، که در ایران و بعضی نواحی کم‌آب دارای ارزش اساسی است، کاری است که در زمان شاهان هخامنشی تحقق یافت. باید قبول کرد که در آن زمان، در شاهنشاهی هخامنشی به خشک کردن باتلاق‌ها می‌پرداختند، زیرا یونانیان این کار را در همان عصر انجام می‌دادند. کشاورزی توسعه یافت، و بر اثر جنگ‌ها، خارجیان نباتات سودمند ایران را شناختند و در کشور خود کاشتند. در درجه اول آن‌ها اسپست قرار داشت که به وفور در دره‌های ماد به عمل می‌آمد، و خوراک عالی اسبان به‌شمار می‌رفت. جنگ‌های مادی آن را برای تغذیه سواره نظام ایران به یونان برد، و مردم آن کشور کاشت آن را اقتباس کردند. در نتیجه همان جنگ‌ها خروس، کبوتر سفید و طاوس — که بومی آسیا هستند — به اروپا حمل شدند.
کوروش در دوران زمامداری خود، از سیاست اقتصادی و اجتماعی عاقلانه‌ای که کمابیش بر اساس خواسته‌های کشورهای وابسته بود، پیروی می‌کرد او تمامی زمین‌های قابل کشت را دقیقاً مساحی نمود و در اختیار مردمان تهیدست قرار داد، حفر قنوات زیرزمینی نیز از دیگر اقدامات اساسی او و جانشینانش بود. از این سخن او که می‌گوید: «رفتار پادشاه با رفتار شبان تفاوت ندارد، چنان‌که شبان نمی‌تواند از گله‌اش بیش از آنچه به آن‌ها خدمت می‌کند، بردارد. همچنان پادشاه از شهرها و مردم همان‌قدر می‌تواند استفاده کند که آن‌ها را خوشبخت می‌دارد.» و نیز از رفتار و سیاست همگانی او، به خوبی پیداست که وی تحکیم و تثبیت پادشاهی خود را در تأمین خوشبختی مردم می‌دانست و کمتر به دنبال زراندوزی و تحمیل مالیات بر کشورهای وابستهٔ خود بود. او در دوران کشورگشایی نه تنها از کشتن و کشتارهای وحشتناک خودداری کرد بلکه به باورهای مردم احترام گذاشت و آنچه را که از کشورهای شکست‌خورده ربوده بودند، پس داد. «بر اساس تورات، پنج هزار و چهارصد ظرف طلا و سیم را به بنی اسرائیل می‌بخشد، پرستش‌گاه‌های مردم شکست‌خورده را می‌سازد و می‌آراید.» و به گفتهٔ گزنفون، رفتار او به گونه‌ای بوده که «همه می‌خواستند جز خواستهٔ او چیزی بر آن‌ها حکومت نکند.» کمبوجیه با آنکه از کیاست کورش بهره‌ای نداشت و از سیاست آزادهٔ وی پیروی نمی‌کرد، در دوران توانمندی خود به گرفتن مالیات از مردم شکست‌خورده نپرداخت، بلکه مانند کورش بزرگ به گرفتن هدیه‌هایی چند قانع بود.
اما از دورهٔ خشایارشا به بعد به واسطهٔ عدم لیاقت شاهنشاهان هخامنشی وضع اقتصادی هخامنشیان دچار رکود شد و مالیات بومیان ساکن ایران را خرد می‌کرد فزونی پی در پی خراج و آزمندی مأموران هخامنشی که دو عامل برجسته بودند، مانع پیشرفت و گسترش کشاورزی و آبیاری، داد و ستد و بازرگانی و تولید فراورده‌های دست ساخته می‌شد که همه از ویژگی‌های روزگار آغازین و پر آرامش شاهنشاهی هخامنشی از دورهٔ کوروش تا خشایارشا بودند و مایهٔ رونق و بهره جویی بسیاری از مردم می‌شدند.
کنکاش اخیر استاپلر در بایگانی موراشو این فرضیه را تضعیف می‌کند که مالیات سنگین موجب کمبود نقدینگی در کل اقتصاد ساتراپی بابل در دورهٔ هخامنشیان شده است. اما این مالیات‌ها ثروت را در دست اعضای خاندان پادشاهی و نهادهای بازرگانی ای همانند موراشو و پسران انباشته می‌کرد که می‌توانستند از این وضعیت سود ببرند. استاپلر نتیجه می‌گیرد:
شاه و وابستگان طبقهٔ ممتاز سیاسی سود می‌بردند: همچنین بنگاه موراشو؛ دهقانان کوچک — یا دست کم خرده اجاره داران — سودی نمی‌بردند. آن تیول دارانی که ملک خود را به این بنگاه اجاره می‌دادند، فقط از زمین کم بها درآمدی حاصل می‌کردند. وضعیت اقتصادی آنان متزلزل و رو به وخامت بود.
والدو دابرستاین در تحقیقی آشکار ساخته است که قیمت خرما در دورهٔ داریوش اول و اردشیر اول و نخستین سال‌های پادشاهی داریوش دوم دو برابر شده است.

### سکه‌های هخامنشی
سکه دریک پارسی نخستین سکه زرین بود که همراه با سکه سیمین به‌نام سیگل، استاندارد دوفلزی مالی را معرفی کرد که تا امروز ادامه دارد. این کار توسط داریوش بزرگ انجام شد که امپراتوری را از نظر مالی تقویت کرد. او با استاندارد و رسمی کردن دریک و سیگل، اقتصاد را متحول کرد. این سکه‌ها از مصر تا هندوستان و از چین تا یونان اعتبار داشتند؛ بنابراین مردم می‌توانستند آن‌ها را به آسانی در تجارت جهانی به کار برند و از این بابت دشواری‌هایی که میان قوم‌ها و ایالت‌های گوناگون جهان در امر داد و ستد به دلیل وجود پول‌های متفاوت وجود داشت، بر طرف گردید و تجارت و اقتصاد رونق فراوانی گرفت. همچنین دانکه نیز یکی از سکه‌های هخامنشیان بود که بیشتر در یونان رواج داشت.

### کشاورزی

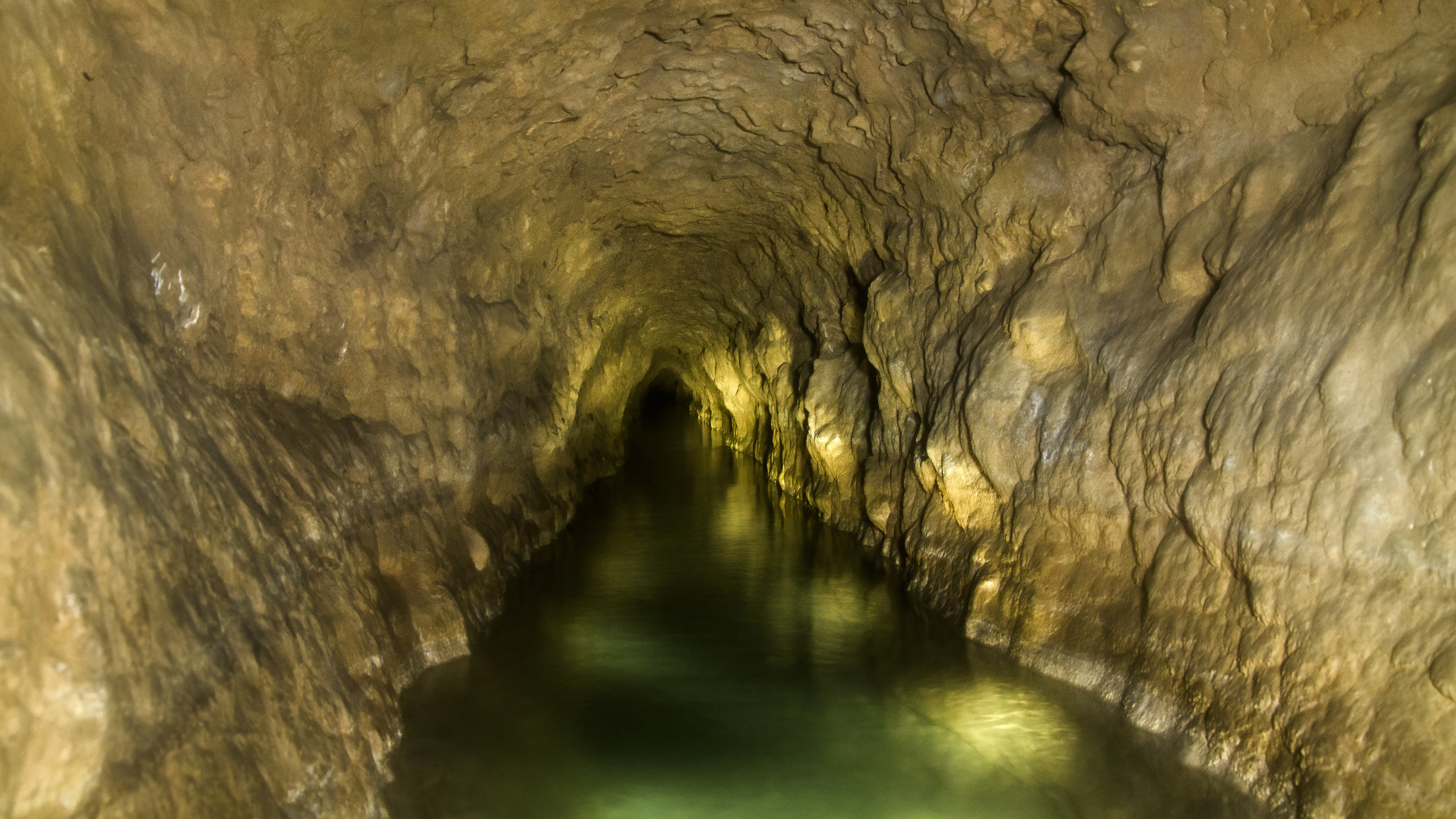
قنات قصبه با قدمت ۲۵۰۰ سال از شاهکارهای آبی جهان است.

ایرانیان باستان به پیروی از دین زرتشت، کوشش در کاشت مزارع را وظیفه‌ای می‌دانستند در قبال اهورامزدا. در اوستا — کتاب مقدس زرتشتیان — می‌خوانیم که یک اصل زندگی پرهیزگاران کشت غلات است. با این کار «نظم درست» می‌بالد و از فرمانروایی اهریمن بدخواه کاسته می‌شود. این عقیده به خود پیامبر ایران باستان، زرتشت، بازمی‌گردد. امشاسپند آرمیتی در آموزهٔ زرتشت موکِل بر شکوفایی زمین بود و از همین رو عجیب نیست که «نیمه مشرکان» بعدی از سپنتا آرمیتی، مراقبهٔ مقدس، ایزد بانوی باروری ساختند، که حتی به صورت سپَندَرَمِت (Spandaramet) به میان ارمنیان راه یافت.
نگرش مسرت بار به کشت و زرع در میان همهٔ ایرانیان جاری بود و در برابر هنر جنگ نیز عرض اندام می‌کرد؛ مثلاً هنگامی که اسکندر وارد آسیای صغیر شد، مِمنون (memnon)، فرمانده مزدوران یونانی، به فرماندهان ایرانی پیشنهاد کرد که اصل زمین سوخته را به کار گیرند. این کار پیشروی اسکندر را دشوار می‌کرد و کمبود مواد غذایی او را ناگزیر از بازگشت می‌ساخت. در شورای جنگی، رشیتَه (Rashita)، ساتراپ فروگیه، گفت که به هیچ وجه زیر بار چنین کاری نمی‌رود و باقی فرماندهان ایرانی نیز از او پیروی کردند. قانونی به‌ویژه به ایرانیان اجازه می‌داد در صورتی که زمین بایری را آباد کنند، تا پنج نسل می‌توانند بدون پرداخت مالیات از آن بهره گیرند.
ارتباط تنگاتنگ ایرانیان باستان با کشاورزی در تقویمشان نیز منعکس شده است. هنینگ به درستی پی برده که نام‌های این تقویم همه با کشاورزی مربوطند. البته چنین تقویمی ایلامی بود و ایلامیان نیز به نوبهٔ خود آن را از بابلی‌ها گرفته بودند، اما نام ماه‌ها ایرانی است و از ایلامی یا حتی بابلی ترجمه نشده‌اند. شاید برخی از این نام‌ها مربوط به دورهٔ پیش از جابه‌جایی و کوچ پارس‌ها به ایران باشد.
می‌دانیم که سال، مانند امروز، با آغاز بهار شروع می‌شد. معنی نخستین ماه ایرانی هنوز مورد بحث است. پیش تر این ماه را، بنا به نظر یوستی، ماه «کندن قنات» می‌دانستند، یعنی ماهی که در آن قنات‌ها را لایروبی می‌کردند. اما احتمالاً حق با امریک است که این ماه را ماه «بذر» می‌داند. بعد نوبت به ماه‌های «بهار کامل»، «سیرچینی»، «پایهٔ گرما»، «مالیات محصول»، «خاربندی» (ماهی که در بیابان‌ها خارشتر خشک برای سوخت جمع‌آوری می‌شود)، «هرس باغ»، «شکار گرگ» و «تکریم اجاق» (ماهی که در ان ایرانیان با فراغ خاطر در پیرامون اجاق جمع می‌شدند) می‌رسید. معنای اصطلاح فارسی باستان برای ماه دی با قطعیت روشن نشده است. ظاهراً این ماه را ماه «بدنام» می‌نامیدند. ماه بهمن قطعاً ماه «دهشتناک» و اسفند ماه «شخم زنی» است.
جو را بیش از غلات دیگر می‌کاشتند؛ بعد گندم و بسیار کم‌تر از آن ارزن. در هر حال به کمک الواح ایلامی خزانهٔ دربار، می‌توان با اطمینان از میزان محصول خود پارس آگاه شد. بسته به بارندگی برداشت محصول از زمین‌های دیمی سه تا ده برابر بذر و از زمین‌های آبی پنج تا بیست برابر بذر بوده است.

## گاه‌شمار رویدادها
| پاره‌ای از رویدادهای مهم دوران هخامنشی | پاره‌ای از رویدادهای مهم دوران هخامنشی                                            |
| ------------------------------------- | -------------------------------------------------------------------------------- |
|                                       |                                                                                  |
| شکل‌گیری و دوره آغازین                 |                                                                                  |
| ۷۰۵ پ. م                              | تأسیس پادشاهی هخامنشی به‌دست هخامنش                                               |
| ۶۵۰ پ. م                              | مرگ هخامنش و تاج‌گذاری چیش پیش                                                    |
| ۶۲۰ پ. م                              | مرگ چیش پیش و تاج‌گذاری کوروش یکم در انشان                                        |
| ۵۸۰ پ. م                              | مرگ کوروش یکم و تاج‌گذاری کمبوجیه یکم در انشان                                    |
| گسترش و تأسیس شاهنشاهی                |                                                                                  |
| ۵۵۹ پ. م                              | مرگ کمبوجیه یکم و تاج‌گذاری کوروش بزرگ                                            |
| ۵۵۳ پ. م                              | آغاز شورش کوروش علیه مادها                                                       |
| ۵۵۰ پ. م                              | شکست ایشتوویگو شاه ماد از کوروش و فتح هگمتانه                                    |
| ۵۵۰ پ. م                              | تأسیس شاهنشاهی هخامنشی به‌دست کوروش بزرگ                                          |
| ۵۴۹–۵۴۸ پ. م                          | فتح سرزمین‌های پارت، ورکانه و ارمنستان                                            |
| ۵۴۶ پ. م                              | فتح سارد پایتخت لیدیه و شکست کرزوس پادشاه لیدی                                   |
| ۵۳۹ پ. م                              | فتح بابل ثروتمندترین شهر غرب آسیا توسط کوروش                                     |
| ۵۳۹ پ. م                              | اجازه دادن کوروش به یهودیان تبعیدی به بازگشت به اورشلیم و ساخت کنیسه             |
| ۵۳۰ پ. م                              | نبرد کوروش با قبایل سکاها و شکست از ماساگت‌ها                                     |
| ۱۲ تا ۳۱ اوت سال ۵۳۰ پ. م             | درگذشت کوروش بزرگ                                                                |
| دوره شکوفایی                          |                                                                                  |
| ۵۲۹ پ. م                              | آغاز پادشاهی کمبوجیه دوم فرزند کوروش بزرگ                                        |
| ۵۲۵ پ. م                              | فتح مصر توسط کمبوجیه                                                             |
| ۵۲۵ پ. م                              | کمبوجیه سپاهی برای فتح لیبی و کارتاژ فرستاد و خود به سوی پارس بازگشت             |
| ۵۲۵ پ. م                              | گم شدن سپاه کمبوجیه بر اثر طوفان شن در صحرا                                      |
| ۵۲۲ پ. م                              | مرگ کمبوجیه در راه بازگشت از مصر                                                 |
| ۵۲۱ پ. م                              | غصب تخت پادشاهی توسط گئومات مغ (بردیای دروغین)                                   |
| ۵۲۱ پ. م                              | پیروزی داریوش بزرگ بر گئومات و تاجگذاری                                          |
| ۵۱۹ پ. م                              | سرکوب شورش‌های سراسری در بسیاری از ساتراپی‌ها توسط داریوش                          |
| ۵۱۸ پ. م                              | آغاز ساخت تخت جمشید به عنوان پایتخت جدید در پارسه                                |
| ۵۱۴ پ. م'                             | حمله داریوش به سکاها و فتح ناحیه شمال قفقاز و دریای سیاه                         |
| ۴۹۴ پ. م                              | شورش ایونیان در آسیای صغیر علیه هخامنشیان و به آتش کشیدن سارد                    |
| ۴۹۴ پ. م                              | جنگ لاده و شکست یونانیان به‌دست داریوش بزرگ                                       |
| ۴۹۲–۴۹۰ پ. م                          | پیروزی در نخستین تهاجم ایرانیان به یونان                                         |
| ۴۹۰ پ. م                              | جنگ ماراتن میان ایران و یونان و شکست هخامنشیان                                   |
| ۴۸۶ پ. م                              | داریوش در سن ۶۳ سالگی درگذشت                                                     |
| ۴۸۶ پ. م                              | تاج‌گذاری خشایارشا فرزند داریوش بزرگ                                              |
| ۴۸۵ پ. م                              | سرکوب شورش مصر توسط خشایارشا                                                     |
| ۴۸۴ پ. م                              | سرکوب شورش بابل توسط خشایارشا                                                    |
| ۴۸۰ پ. م                              | فتح آتن، پایتخت یونان توسط خشایارشا، بازپس‌گیری آتن توسط یونانیان در نبرد سالامیس |
| ۴۷۹ پ. م                              | شکست در جنگ پلاته از یونان                                                       |
| ۴۶۵ پ. م                              | قتل خشایارشا                                                                     |
| ۴۶۵ پ. م                              | آغاز پادشاهی اردشیر یکم فرزند خشایارشا                                           |
| ۴۶۵ تا ۴۲۴ پ. م                       | ساخت بنای میترا و آناهیتا                                                        |
| ۴۲۴ پ. م                              | مرگ اردشیر یکم                                                                   |
| دوره نابسامانی                        |                                                                                  |
| ۴۲۴ پ. م                              | تاج‌گذاری خشایارشای دوم                                                           |
| ۴۲۴ پ. م                              | قتل خشایارشای دوم                                                                |
| ۴۲۴ پ. م                              | تاج‌گذاری داریوش دوم                                                              |
| ۴۰۵ پ. م                              | شورش مصر و اعلام استقلال                                                         |
| ۴۳۱–۴۰۴ پ. م                          | دخالت ایران در جنگ داخلی یونان                                                   |
| ۴۰۴ پ. م                              | مرگ داریوش دوم                                                                   |
| ۴۰۴ پ. م                              | تاج‌گذاری اردشیر دوم                                                              |
| ۳۹۵–۳۸۷ پ. م                          | دخالت ایران در جنگ داخلی یونان                                                   |
| ۳۸۷ پ. م                              | تحمیل صلح آنتالکیداس توسط ایران به یونانیان                                      |
| ۳۵۹ پ. م                              | مرگ اردشیر دوم                                                                   |
| دوره تجدید قدرت                       |                                                                                  |
| ۳۵۹ پ. م                              | تاج‌گذاری اردشیر سوم                                                              |
| ۳۴۳ پ. م                              | فتح دوباره مصر توسط اردشیر سوم                                                   |
| ۳۳۸ پ. م                              | قتل اردشیر سوم به دست باگواس                                                     |
| ۳۳۸ پ. م                              | آغاز پادشاهی اردشیر چهارم                                                        |
| ۳۳۶ پ. م                              | قتل اردشیر چهارم توسط باگواس                                                     |
| ۳۳۶ پ. م                              | تاج‌گذاری داریوش سوم                                                              |
| دوره زوال و فروپاشی                   |                                                                                  |
| ۳۳۴ پ. م                              | آغاز حمله اسکندر مقدونی به ایران                                                 |
| ۳۳۴ پ. م                              | نبرد گرانیک و شکست ارتش داریوش سوم                                               |
| ۳۳۳ پ. م                              | نبرد ایسوس و شکست ارتش داریوش سوم                                                |
| ۳۳۱ پ. م                              | نبرد گوگمل و شکست ارتش داریوش سوم                                                |
| ۳۳۰ پ. م                              | کشته شدن داریوش سوم                                                              |
| ۳۲۸ پ. م                              | کشته شدن اردشیر پنجم (پادشاه خود خوانده) و فتح ایران به‌دست اسکندر مقدونی         |

## میراث و تأثیرات

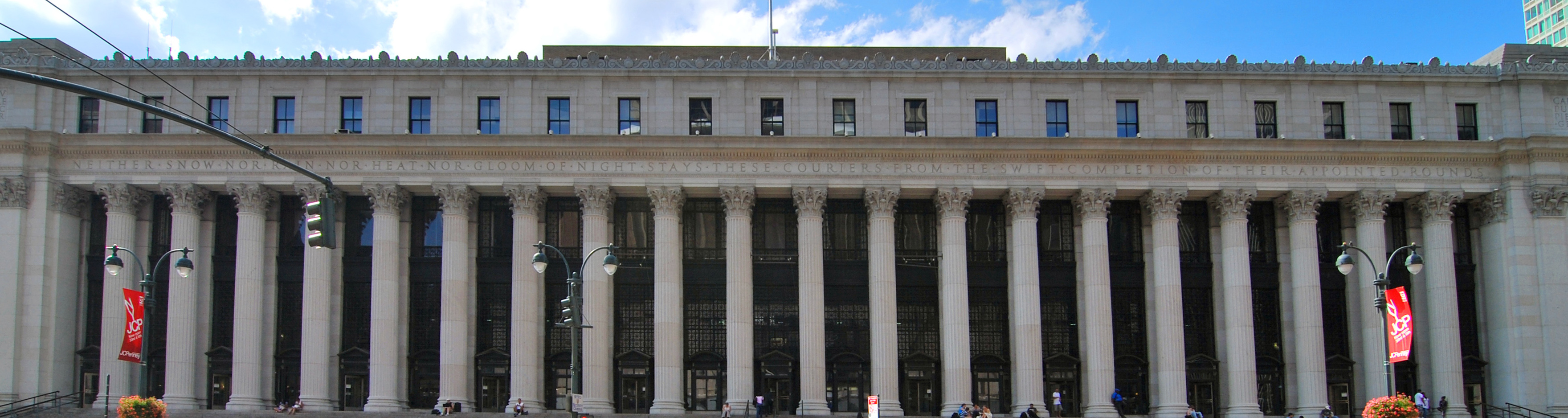
شعار خدمات پستی ایالات متحده آمریکا: «نه برف نه باران نه تاریکی شب نمی‌تواند چاپارها را از انجام سریع مأموریتشان بازدارد.»، سخنی که هرودوت دربارهٔ پیک‌های هخامنشی نوشته است.

شاهنشاهی هخامنشی تأثیری ماندگار بر میراث و هویت فرهنگی آسیا، اروپا و خاورمیانه بر جای گذاشت و بر توسعه و ساختار امپراتوری‌های آینده بسیار تأثیرگذار بود. در واقع یونانی‌ها و سپس رومی‌ها ویژگی‌های روش ایرانی را برای اداره امپراتوری استفاده کردند. الگوی حکومتی هخامنشیان در گسترش و حفظ خلافت عباسی که آن را «عصر طلایی اسلام» می‌دانند نیز شکل‌بخش بود. مانند ایرانیان باستان، خاندان عباسی امپراتوری وسیع خود را در میان‌رودان (در شهرهای تازه تأسیس بغداد و سامرا، نزدیک به پایتخت قبلی ایرانیان) متمرکز کردند، از اشراف ایرانی حمایت کردند و حمایت آنان را به‌دست آوردند و به‌شدت فرخن و معماری ایرانی را پذیرفتند و آن را به فرهنگ اسلامی وارد کردند. (برخلاف رقبای خود، خلفای امارت قرطبه که نفوذ فرهنگ یونانی-رومی را پذیرفته بودند). هخامنشیان در غرب به عنوان آنتاگونیست یونان باستان در طول جنگ‌های ایران و یونان، همچنین رهایی‌بخش یهودیانِ تبعیدی در بابل شناخته می‌شوند. ردپای این امپراتوری بسیار فراتر از تأثیرات سرزمینی و نظامی آن بود و تأثیرات فرهنگی، اجتماعی، فناوری و مذهبی را نیز در بر می‌گرفت. به عنوان مثال، بسیاری از آتنی‌ها آداب و رسوم هخامنشی را در زندگی روزمره خود استفاده می‌کردند. برخی از آنها توسط شاهان ایرانی به کار گرفته شده‌اند یا با آنها متحد شده‌اند. تأثیر فرمان کوروش در متون یهودی-مسیحی نیز یاد شده است و این امپراتوری در گسترش دین زرتشتی تا شرق چین نقش بسزایی داشته است. آرنولد جی. توینبی مورخ انگلیسی، جامعه عباسی را «ظهور مجدد» یا «رستاخیز» شاهنشاهی هخامنشی، در حوزه شیوه حکومت پارسی، می‌دانست. شیوه‌های حکومت‌داری و دانش ترکی و اسلامی امکان گسترش فرهنگ ایرانی را در گستره وسیعی از اوراسیا از طریق امپراتوری‌های سلجوقی، عثمانی، صفوی و گورکانی با تبار ترکی فراهم کرد.
هگل فیلسوف بزرگ آلمانی، ایرانیان را نخستین ملت تاریخی و شاهنشاهی ایران را نخستین امپراتوری تاریخ می‌داند. او می‌گوید:
امپراتوری پارس یک امپراتوری به‌معنای امروزی است، مانند آنچه در آلمان وجود داشت یا مانند قلمرو بزرگ فرانسه زیر فرمان ناپلئون؛ زیرا متشکل از اقوام گوناگونی بود که در واقع تحت سلطه هستند، اما فردیت، آداب و قوانین خود را حفظ کرده‌اند. قوانین کلی که برای همه واجب بود، طوری نبود که به خصوصیات سیاسی و اجتماعی آنها خدشه وارد کند، بلکه از آنها محافظت نیز می‌کرد. به طوری که هر یک از ملت‌ها، شکل خاص قانون اساسی خود را داشتند. همان‌گونه که نور همه چیز را روشن می‌کند و به هر چیزی سرزندگی و زیبایی خاصی می‌بخشد، امپراتوری پارس نیز بر بسیاری از ملت‌ها گسترش یافت و به هر یک ویژگی خاص خود را واگذار کرد. هر ملت زبان، دین، شیوه زندگی و آداب و رسوم متمایز خود را داشت. همه این فرهنگ‌های متنوع به‌طور هماهنگ تحت سلطه‌ای بی‌طرفانه، با ترکیبی از مردمان گوناگون زندگی مسالمت‌آمیز و آزادانه‌ای را گذراندند. بدین‌ترتیب، بربریت و وحشی‌گری و دشمنی‌های ویرانگر که ملت‌ها پیش‌از این بدان عادت داشتند، متوقف شد.
ویل دورانت، مورخ و فیلسوف آمریکایی، در یکی از سخنرانی‌های خود با عنوان «فارس در تاریخ تمدن»، در ۲۱ آوریل ۱۹۴۸ اظهار داشت:
هزاران سال است که ایرانیان زیبایی می‌آفرینند. شما اینجا نوعی آبریز تمدن بودید که اندیشه و هنر و دینتان را به سمت شرق و غرب به جهان می‌ریزید. دستاوردهای دوران هخامنشی شما نیازی به توضیح ندارد. برای اولین بار در تاریخ، یک امپراتوری تقریباً به وسعت ایالات متحده، یک دولت منظم، با صلاحیت، با اداره منظم، با شبکه‌ای از ارتباطات سریع، امنیت حمل‌ونقل افراد و کالاها در راه‌های باشکوه را ایجاد کرد، که فقط قبل از زمان ما با اوج امپراتوری روم برابر بود.
در زمان شاهنشاهی هخامنشی، مزدیسنا دین دولتی بود و شامل عبادت رسمی هم می‌شد. شاهان ایرانی به زرتشتیان پارسا شناخته می‌شدند و با قانون زرتشتی به نام اشه حکومت می‌کردند. با این حال کوروش بزرگ که این امپراتوری را پایه‌گذاری کرد، از تحمیل دین زرتشتی بر ساکنان سرزمین‌های فتح شده خودداری کرد. مهربانی کوروش با یهودیان به عنوان جرقه‌ای برای نفوذ مزدیسنا بر یهودیت یاد شده است.

### بستری برای تبادلات فرهنگی شرق و غرب
دربار هخامنشیان که صلح و رواداری را در گسترهٔ وسیعی از جهان متمدن آن روزگار استوار کرده بود همچون محملی پذیرای پیشه‌وران و دانشمندان از سراسر امپراتوری و عامل تبادل فرهنگ و اندیشه به‌شمار می‌رفت.
پول طلای هخامنشیان با نام دریک که رواج بسیاری داشت و از یونان تا هند اعتبار داشت باعث رشد تبادلات اقتصادی و در پی آن آشنایی بیشتر فرهنگ‌های دورافتاده با یکدیگر می‌شد. در زمان داریوش بزرگ نخستین آبراه‌ای که دریای مدیترانه را از طریق رود نیل به دریای سرخ پیوند می‌داد به نام کانال سوئز حفر شد. افزون بر کالاها، دانش‌ها و فرهنگ‌های خاور و باختر سوار بر کشتی‌ها به گوشه‌گوشهٔ سواحل امپراتوری راه می‌یافتند. یونانیان که دریانوردانی زبردست بودند با گذر از این آبراه از فلسفه و دانش‌های غنی هند باستان بسیار بهره بردند.

## معرفی کلی شاهنشاهی هخامنشی

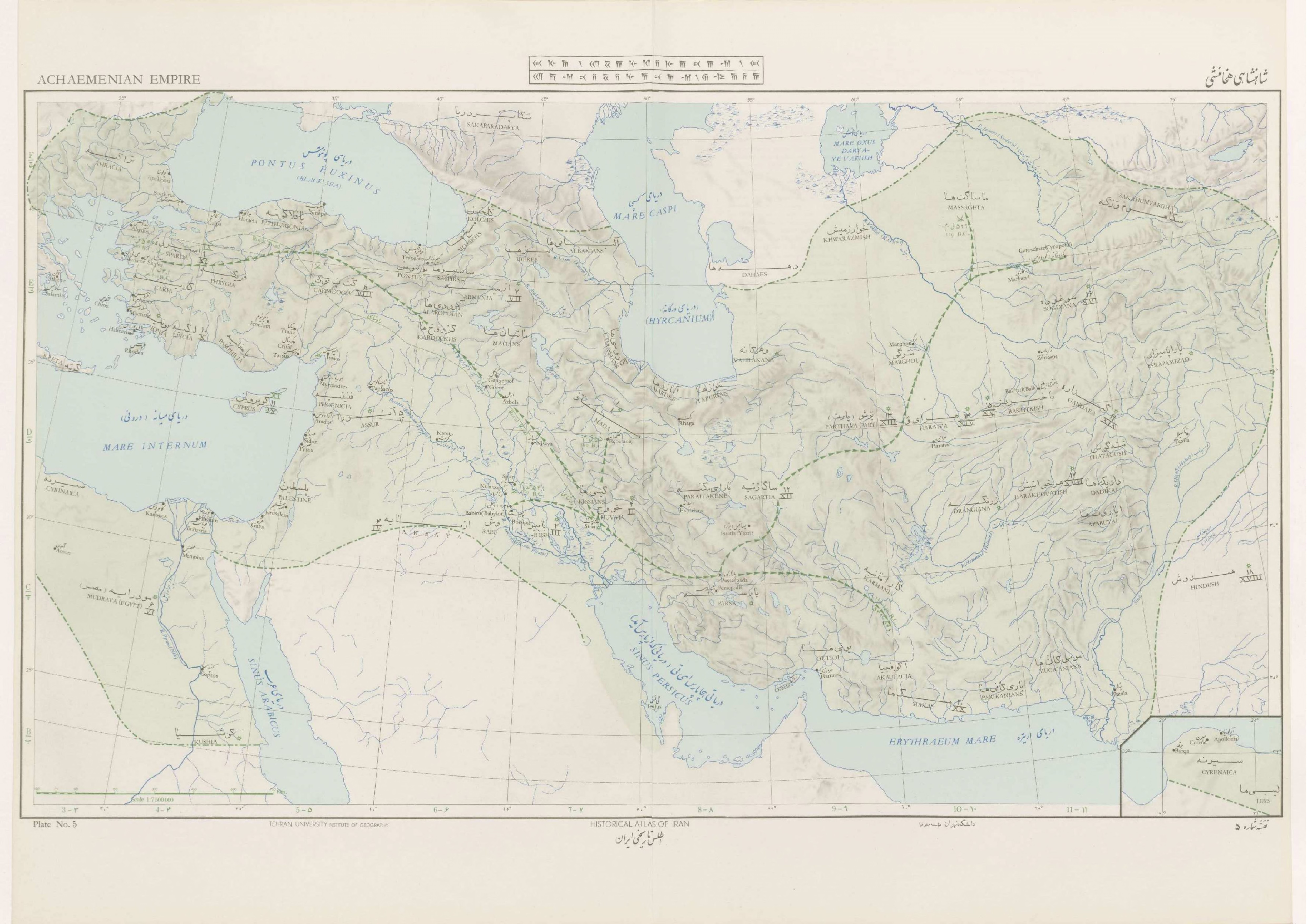
نقشه شاهنشاهی هخامنشی از کتاب اطلس تاریخی ایران، نشر دانشگاه تهران

شناخت تمدن ایران دوران هخامنشیان که تأثیری بنیادین بر دوران‌های پسین گذارده است، برای شناخت جامع فرهنگ ایران گریزناپذیر می‌باشد. از نظر نام و عنوان، این درست است که شاهنشاهی بزرگ ماد دورانی دراز پایید و سپس جای خود را به شاهنشاهی هخامنشی سپرد، ولی نکته بسیار مهم آنکه شاهنشاهی هخامنشی چیزی جز تداوم دولت و تمدن ماد نبود. همان خاندان‌ها و همان مردم، روندی را که برگزیده بودند با پویایی و رشد بیشتر تداوم بخشیدند و در پهنه‌ای بسیار پهناور، آن را تا پایه بزرگ‌ترین شاهنشاهی شناخته شده جهان، گسترش دادند.
تنوع و گوناگونی اجتماعی فرهنگی فراوان شاهنشاهی هخامنشی نباید ما را گمراه‌کند و به این پندار بکشاند که این امپراتوری دارای ساختاری سست و ضعیف و ناپایدار بوده است. دوام و بقای طولانی مدت این امپراتوری و این واقعیت که جانشینان اسکندر، یعنی امپراتوری سلوکی حکومت خود را بر اساس نهادهای دورهٔ هخامنشی بنیاد گذاردند، معیاری برای سنجش میزان موفقیت نظام شاهنشاهی هخامنشی محسوب می‌شود که به دست شاهان پارسی پایه‌گذاری شد و تکامل یافت.
هخامنشیان ۲۲۰ سال (۵۵۰ تا ۳۳۰ پیش از میلاد) بر بخش بزرگی از جهان شناخته‌شده آن روز از رود سند تا دانوب در اروپا و از آسیای میانه تا شمال خاوری آفریقا فرمان راندند.
شاهنشاهی هخامنشی به دست اسکندر مقدونی برافتاد.

## شهربانی‌ها

ساتراپی‌های (خْشَثْرَ پاون) شاهنشاهی هخامنشی

| پارس    | پاسارگاد پارسه | پارس          | پارس - کرمانیه                                |
| پارس    | پاسارگاد پارسه | سوزیانا       | اوجه - ایلامیس                                |
| ماد     | هگمتانه        | ماد           | ماد - ماد کوچک                                |
| ماد     | هگمتانه        | ارمینه        | ارمنستان - سوفن - کولخیس                      |
| ماد     | هگمتانه        | پرثوه         | پارت - هیرکانیا                               |
| ماد     | هگمتانه        | هوارزمی       |                                               |
| اسپاردا | سارد           | اسپاردا       | فریگیه هلسپونت - کاریا - فریگیه بزرگ - سکودرا |
| اسپاردا | سارد           | کاپادوکیه     | کاپادوکیه - پنتوس - پافلاگونیا                |
| بابیروش | بابل           | بابیروش       | بابل - سیتاکه - اساگارته                      |
| بابیروش | بابل           | آثورا         | آشور - ایبرناری - کیلیکیه - یهودیه - فنیقیه   |
| مودرایه | ممفیس          | مصر           | مصر علیا - مصر سفلی                           |
| مودرایه | ممفیس          | پوتایا        |                                               |
| مودرایه | ممفیس          | کوشیا         |                                               |
| مودرایه | ممفیس          | اَربایه        |                                               |
| رخج     | آراخوتوس       | هَرَهُوَتیش       | هَرَهُوَتیش                                       |
| رخج     | آراخوتوس       | زرنگ          |                                               |
| رخج     | آراخوتوس       | مکا/گدروزیا   | مکا/گدروزی - اوریتان‌ها - اریاسپ‌ها             |
| رخج     | آراخوتوس       | ثته‌گوش        | ثته‌گوش۱ - ثته‌گوش۲ - ثته‌گوش۳                   |
| رخج     | آراخوتوس       | هندوش         | هند۱ - هند۲ - هند۳                            |
| باختریش | باکترا         | باختر         | باختر - مرگوش                                 |
| باختریش | باکترا         | سوغودا        | سغد - دیربائیان‌ها                             |
| باختریش | باکترا         | گنداره        | گنداره - پاراپامیز                            |
| باختریش | باکترا         | هریوا         |                                               |
| باختریش | باکترا         | سکا پردرایه   |                                               |
| باختریش | باکترا         | سکا تیگره‌خوده |                                               |
| باختریش | باکترا         | سکا هئومه‌ورگه |                                               |

## سرزمین‌های زیر فرمان هخامنشیان خارج از ایران کنونی
در اواخر قرن ششم قبل از میلاد، بخش‌هایی از بلغارستان امروزی، به‌ویژه منطقه شرقی این کشور، تحت سلطه امپراتوری هخامنشیان ایران درآمد. از زمانی که پادشاه مقدونی آمونتاس یکم مقدونی کشورش را در حدود ۵۱۲–۵۱۱ قبل از میلاد به ایرانیان تسلیم کرد، مقدونی‌ها و ایرانی‌ها دیگر غریبه نبودند. انقیاد مقدونیه بخشی از عملیات نظامی ایران بود که توسط داریوش بزرگ آغاز شد. در سال ۵۱۳ قبل از میلاد، پس از تدارکات بسیار زیاد، ارتش بزرگ هخامنشی به بالکان حمله کرد و سعی کرد سکاهای اروپایی را که در شمال رودخانه دانوب پرسه می‌زدند، شکست دهد.
ارتش داریوش قبل از بازگشت به آسیای صغیر، چندین قوم تراکیا و تقریباً تمام مناطق دیگری را که بخش اروپایی دریای سیاه را در بر می‌گیرند، مانند بخش‌هایی از بلغارستان، رومانی، اوکراین و روسیه امروزی تحت سلطه خود درآورد. داریوش یکی از فرماندهان خود به نام مگابازوس را در اروپا گذاشت که وظیفه وی تکمیل فتوحات در بالکان بود.
سپاهیان ایرانی تراکیه غنی از طلا، شهرهای ساحلی یونان را تحت سلطه خود درآوردند و همچنین پائونیان قدرتمند را شکست دادند و فتح کردند.
سرانجام مگابازوس نمایندگانی را نزد آمونتاس یکم مقدونی فرستاد و خواستار پذیرش سلطه پارس شد که مقدونی‌ها نیز پذیرفتند. پس از شورش ایونی، تسلط ایرانیان بر بالکان سست شد، اما در سال ۴۹۲ قبل از میلاد از طریق لشکرکشی‌های مردونیه فرماندار ایرانی به‌طور محکم بازسازی شد. بالکان، از جمله بلغارستان امروزی، سربازان زیادی برای ارتش چند قومیتی هخامنشی فراهم کرد. چندین گنجینه تراسیایی که مربوط به دوران حکومت ایرانیان در بلغارستان است پیدا شده است. بیشتر مناطق امروزی شرق بلغارستان تا سال ۴۷۹ قبل از میلاد تحت سلطه پارسیان باقی ماند. پادگان ایرانی در دوریسکوس در تراکیه حتی پس از شکست ایران سال‌ها مقاومت کرد و طبق گزارش‌ها هرگز تسلیم نشد. به عنوان آخرین دژ ایرانیان در اروپا باقی ماند.
در اواخر قرن ششم قبل از میلاد، امپراتوری ایرانی هخامنشی بر همه دولت شهرهای یونانی در ایونیا (ساحل غربی ترکیه امروزی) حکومت می‌کرد و در بالکان و اروپای شرقی نیز به دستاوردهای ارضی دست یافته بود. شهرهای یونانی ایونیا به رهبری میلتوس علیه امپراتوری ایران شورش کردند و برخی از شهرهای سرزمین اصلی از جمله آتن و ارتریا از آنها حمایت کردند. پس از سرکوب قیام، داریوش اول اولین حمله ایرانیان به یونان را برای انتقام از آتنی‌ها آغاز کرد. در سال ۴۹۲ قبل از میلاد، ژنرال ایرانی مردونیوس، ارتشی (با پشتیبانی ناوگان) را در سراسر هلسپونت رهبری کرد و تراکیه را مجدداً تحت سلطه خود درآورد و مقدونیه را به عنوان یک پادشاهی کاملاً تحت انقیاد اضافه کرد. با این حال، قبل از اینکه بتواند به یونان برسد، ناوگان او در طوفانی در نزدیکی کوه آتوس نابود شد. در سال ۴۹۰ قبل از میلاد، داریوش ناوگان دیگری را مستقیماً از طریق دریای اژه (به جای دنبال کردن مسیر زمینی همان‌طور که مردونیوس انجام داده بود) فرستاد تا آتن را تحت سلطه خود درآورد. پس از نابودی شهر ارتریا، ناوگان فرود آمد و با ارتش آتن در ماراتون روبرو شد که با پیروزی قاطع آتن به پایان رسید. جانشین داریوش، خشایارشا یکم، دومین حمله ایرانیان به یونان را در سال ۴۸۰ قبل از میلاد آغاز کرد. علیرغم شکست یونانی‌ها در ترموپیل، پس از آن، ایرانیان برای مدت کوتاهی شمال و مرکز یونان را تسخیر کردند.
دولت‌شهرهای یونان بار دیگر با پیروزی دریایی در سالامیس و پیروزی در خشکی در پلاته (Plataea) توانستند مهاجمان را به‌طور همه‌جانبه شکست دهند. آتن برای پیگرد جنگ و سپس دفاع از یونان در برابر حمله بیشتر ایران، اتحادیه دلیان را در سال ۴۷۷ قبل از میلاد تأسیس کرد. در ابتدا، هر شهر در اتحادیه کشتی‌ها و سربازان به ارتش مشترک کمک می‌کرد، اما به مرور زمان آتن به شهرهای کوچک‌تر اجازه داد (و سپس مجبور کرد) کمک مالی کنند تا بتواند سهمیه کشتی‌هایشان را تأمین کند. به دنبال عقب‌نشینی‌های نظامی علیه ایرانی‌ها، خزانه‌داری از دلوس به آتن منتقل شد و کنترل دومی بر اتحادیه را بیشتر تقویت کرد.
در سال ۴۵۸ قبل از میلاد، در حالی که جنگ‌های ایرانی هنوز ادامه داشت، جنگی بین اتحادیه دلیان و اتحادیه پلوپونز درگرفت که اسپارت و متحدانش را شامل می‌شد. پس از چند جنگ بی‌نتیجه، دو طرف در سال ۴۴۷ قبل از میلاد قرارداد صلح امضا کردند. مقرر شده بود که این صلح سی سال طول بکشد: در عوض، تنها تا سال ۴۳۱ قبل از میلاد، با شروع جنگ پلوپونز، برقرار بود. منابع اصلی ما در مورد این جنگ، تاریخ جنگ پلوپونز توسیدید و هلنیکا گزنفون است.

## فهرست شاهنشاهان
1. کوروش بزرگ
2. کمبوجیه دوم
3. گئومات مغ
4. داریوش بزرگ
5. خشایارشای یکم
6. اردشیر یکم
7. خشایارشای دوم
8. سغدیانه
9. داریوش دوم
10. اردشیر دوم
11. اردشیر سوم
12. اردشیر چهارم
13. داریوش سوم
14. اردشیر پنجم

| پادشاهی هخامنشی  | پادشاهی هخامنشی         | پادشاهی هخامنشی | پادشاهی هخامنشی | پادشاهی هخامنشی |
|                  | پادشاه                  | دوران حکومت     | منبع            |                 |
| ---------------- | ----------------------- | --------------- | --------------- | --------------- |
| ۱                | هخامنش                  | ۶۷۵–۷۰۵ پ. م    | [ ۲۴۱ ]         |                 |
| ۲                | چیش‌پیش                  | ۶۴۰–۶۷۵ پ. م    | [ ۲۴۱ ]         |                 |
| ۳                | کوروش یکم               | ۶۰۰–۶۴۰ پ. م    | [ ۲۴۱ ]         |                 |
| ۴                | کمبوجیه یکم             | ۵۵۹–۶۰۰ پ. م    | [ ۲۴۱ ]         |                 |
| شاهنشاهی هخامنشی |                         |                 |                 |                 |
|                  | شاهنشاه                 | دوران حکومت     | منبع            |                 |
| ۱                | کوروش بزرگ              | ۵۳۰–۵۵۹ پ. م    | [ ۲۴۲ ]         |                 |
| ۲                | کمبوجیه دوم             | ۵۲۲–۵۳۰ پ. م    | [ ۲۴۲ ]         |                 |
| ۳                | گئوماته مغ (غاصب)       | ۵۲۲ پ. م        | [ ۲۴۲ ]         |                 |
| ۴                | داریوش بزرگ             | ۴۸۶–۵۲۲ پ. م    | [ ۲۴۲ ]         |                 |
| ۵                | خشایارشا                | ۴۶۵–۴۸۶ پ. م    | [ ۲۴۲ ]         |                 |
| ۶                | اردشیر یکم              | ۴۲۳–۴۶۵ پ. م    | [ ۲۴۲ ]         |                 |
| ۷                | خشایارشای دوم           | ۴۲۴–۴۲۳ پ. م    | [ ۲۴۲ ]         |                 |
| ۸                | سغدیانه                 | ۴۲۳ پ. م        | [ ۲۴۲ ]         |                 |
| ۹                | داریوش دوم              | ۴۰۴–۴۲۳ پ. م    | [ ۲۴۲ ]         |                 |
| ۱۰               | اردشیر دوم              | ۳۵۸–۴۰۴ پ. م    | [ ۲۴۲ ]         |                 |
| ۱۱               | اردشیر سوم              | ۳۳۸–۳۵۸ پ. م    | [ ۲۴۲ ]         |                 |
| ۱۲               | اردشیر چهارم            | ۳۳۶–۳۳۸ پ. م    | [ ۲۴۲ ]         |                 |
| ۱۳               | داریوش سوم              | ۳۳۰–۳۳۶ پ. م    | [ ۲۴۲ ]         |                 |
| ۱۴               | اردشیر پنجم (خودخوانده) | ۳۲۹–۳۳۰ پ. م    | [ ۲۴۲ ]         |                 |

## تبارنامه
|                |                |                |                |                |                |  |  |                                                            |                                                            |                                                            |                                                            |                                                            |                                                            |  |  |                                       |                                       |                                       |                                       |                                       |                                       |  |  |                                 |                                 |                                 |                                 |                                 |                                 |  |  | هخامنششاه پارس[*] ۷۰۵–۶۷۵            |                                      |                                      |                                      |                                      |                                      |  |  |                              |                              |                              |                              |                              |                              |  |  |                                                    |                                                    |                                                    |                                                    |                                                    |                                                    |  |  |                                                 |                                                 |                                                 |                                                 |                                                 |                                                 |  |  |                                         |                                         |                                         |                                         |                                         |                                         |  |  |                                                                                          |                                                                                          |                                                                                          |                                                                                          |                                                                                          |                                                                                          |  |  |                    |                    |                    |                    |                    |                    |  |  |  |  |  |  |  |  |  |  |  |  |  |  |  |  |  |  |  |  |  |  |  |  |  |  |  |  |  |  |  |  |  |  |  |  |
|                |                |                |                |                |                |  |  |                                                            |                                                            |                                                            |                                                            |                                                            |                                                            |  |  |                                       |                                       |                                       |                                       |                                       |                                       |  |  |                                 |                                 |                                 |                                 |                                 |                                 |  |  |                                      |                                      |                                      |                                      |                                      |                                      |  |  |                              |                              |                              |                              |                              |                              |  |  |                                                    |                                                    |                                                    |                                                    |                                                    |                                                    |  |  |                                                 |                                                 |                                                 |                                                 |                                                 |                                                 |  |  |                                         |                                         |                                         |                                         |                                         |                                         |  |  |                                                                                          |                                                                                          |                                                                                          |                                                                                          |                                                                                          |                                                                                          |  |  |                    |                    |                    |                    |                    |                    |  |  |  |  |  |  |  |  |  |  |  |  |  |  |  |  |  |  |  |  |  |  |  |  |  |  |  |  |  |  |  |  |  |  |  |  |
|                |                |                |                |                |                |  |  |                                                            |                                                            |                                                            |                                                            |                                                            |                                                            |  |  |                                       |                                       |                                       |                                       |                                       |                                       |  |  |                                 |                                 |                                 |                                 |                                 |                                 |  |  | چیش‌پیششاه پارس ۶۷۵–۶۴۰               |                                      |                                      |                                      |                                      |                                      |  |  |                              |                              |                              |                              |                              |                              |  |  |                                                    |                                                    |                                                    |                                                    |                                                    |                                                    |  |  |                                                 |                                                 |                                                 |                                                 |                                                 |                                                 |  |  |                                         |                                         |                                         |                                         |                                         |                                         |  |  |                                                                                          |                                                                                          |                                                                                          |                                                                                          |                                                                                          |                                                                                          |  |  |                    |                    |                    |                    |                    |                    |  |  |  |  |  |  |  |  |  |  |  |  |  |  |  |  |  |  |  |  |  |  |  |  |  |  |  |  |  |  |  |  |  |  |  |  |
|                |                |                |                |                |                |  |  |                                                            |                                                            |                                                            |                                                            |                                                            |                                                            |  |  |                                       |                                       |                                       |                                       |                                       |                                       |  |  |                                 |                                 |                                 |                                 |                                 |                                 |  |  |                                      |                                      |                                      |                                      |                                      |                                      |  |  |                              |                              |                              |                              |                              |                              |  |  |                                                    |                                                    |                                                    |                                                    |                                                    |                                                    |  |  |                                                 |                                                 |                                                 |                                                 |                                                 |                                                 |  |  |                                         |                                         |                                         |                                         |                                         |                                         |  |  |                                                                                          |                                                                                          |                                                                                          |                                                                                          |                                                                                          |                                                                                          |  |  |                    |                    |                    |                    |                    |                    |  |  |  |  |  |  |  |  |  |  |  |  |  |  |  |  |  |  |  |  |  |  |  |  |  |  |  |  |  |  |  |  |  |  |  |  |
|                |                |                |                |                |                |  |  |                                                            |                                                            |                                                            |                                                            |                                                            |                                                            |  |  |                                       |                                       |                                       |                                       |                                       |                                       |  |  |                                 |                                 |                                 |                                 |                                 |                                 |  |  |                                      |                                      |                                      |                                      |                                      |                                      |  |  |                              |                              |                              |                              |                              |                              |  |  |                                                    |                                                    |                                                    |                                                    |                                                    |                                                    |  |  |                                                 |                                                 |                                                 |                                                 |                                                 |                                                 |  |  |                                         |                                         |                                         |                                         |                                         |                                         |  |  |                                                                                          |                                                                                          |                                                                                          |                                                                                          |                                                                                          |                                                                                          |  |  |                    |                    |                    |                    |                    |                    |  |  |  |  |  |  |  |  |  |  |  |  |  |  |  |  |  |  |  |  |  |  |  |  |  |  |  |  |  |  |  |  |  |  |  |  |
|                |                |                |                |                |                |  |  |                                                            |                                                            |                                                            |                                                            |                                                            |                                                            |  |  | کوروش یکمشاه پارس ۶۴۰–۶۰۰             | کوروش یکمشاه پارس ۶۴۰–۶۰۰             | کوروش یکمشاه پارس ۶۴۰–۶۰۰             | کوروش یکمشاه پارس ۶۴۰–۶۰۰             | کوروش یکمشاه پارس ۶۴۰–۶۰۰             | کوروش یکمشاه پارس ۶۴۰–۶۰۰             |  |  |                                 |                                 |                                 |                                 |                                 |                                 |  |  | آریارمنهشاهزاده[*]                   | آریارمنهشاهزاده[*]                   | آریارمنهشاهزاده[*]                   | آریارمنهشاهزاده[*]                   | آریارمنهشاهزاده[*]                   | آریارمنهشاهزاده[*]                   |  |  |                              |                              |                              |                              |                              |                              |  |  |                                                    |                                                    |                                                    |                                                    |                                                    |                                                    |  |  |                                                 |                                                 |                                                 |                                                 |                                                 |                                                 |  |  |                                         |                                         |                                         |                                         |                                         |                                         |  |  |                                                                                          |                                                                                          |                                                                                          |                                                                                          |                                                                                          |                                                                                          |  |  |                    |                    |                    |                    |                    |                    |  |  |  |  |  |  |  |  |  |  |  |  |  |  |  |  |  |  |  |  |  |  |  |  |  |  |  |  |  |  |  |  |  |  |  |  |
|                |                |                |                |                |                |  |  |                                                            |                                                            |                                                            |                                                            |                                                            |                                                            |  |  | کوروش یکمشاه پارس ۶۴۰–۶۰۰             | کوروش یکمشاه پارس ۶۴۰–۶۰۰             | کوروش یکمشاه پارس ۶۴۰–۶۰۰             | کوروش یکمشاه پارس ۶۴۰–۶۰۰             | کوروش یکمشاه پارس ۶۴۰–۶۰۰             | کوروش یکمشاه پارس ۶۴۰–۶۰۰             |  |  |                                 |                                 |                                 |                                 |                                 |                                 |  |  | آریارمنهشاهزاده[*]                   | آریارمنهشاهزاده[*]                   | آریارمنهشاهزاده[*]                   | آریارمنهشاهزاده[*]                   | آریارمنهشاهزاده[*]                   | آریارمنهشاهزاده[*]                   |  |  |                              |                              |                              |                              |                              |                              |  |  |                                                    |                                                    |                                                    |                                                    |                                                    |                                                    |  |  |                                                 |                                                 |                                                 |                                                 |                                                 |                                                 |  |  |                                         |                                         |                                         |                                         |                                         |                                         |  |  |                                                                                          |                                                                                          |                                                                                          |                                                                                          |                                                                                          |                                                                                          |  |  |                    |                    |                    |                    |                    |                    |  |  |  |  |  |  |  |  |  |  |  |  |  |  |  |  |  |  |  |  |  |  |  |  |  |  |  |  |  |  |  |  |  |  |  |  |
|                |                |                |                |                |                |  |  |                                                            |                                                            |                                                            |                                                            |                                                            |                                                            |  |  |                                       |                                       |                                       |                                       |                                       |                                       |  |  |                                 |                                 |                                 |                                 |                                 |                                 |  |  |                                      |                                      |                                      |                                      |                                      |                                      |  |  |                              |                              |                              |                              |                              |                              |  |  |                                                    |                                                    |                                                    |                                                    |                                                    |                                                    |  |  |                                                 |                                                 |                                                 |                                                 |                                                 |                                                 |  |  |                                         |                                         |                                         |                                         |                                         |                                         |  |  |                                                                                          |                                                                                          |                                                                                          |                                                                                          |                                                                                          |                                                                                          |  |  |                    |                    |                    |                    |                    |                    |  |  |  |  |  |  |  |  |  |  |  |  |  |  |  |  |  |  |  |  |  |  |  |  |  |  |  |  |  |  |  |  |  |  |  |  |
|                |                |                |                |                |                |  |  |                                                            |                                                            |                                                            |                                                            |                                                            |                                                            |  |  | کمبوجیه یکمشاه پارس ۶۰۰–۵۵۹           | کمبوجیه یکمشاه پارس ۶۰۰–۵۵۹           | کمبوجیه یکمشاه پارس ۶۰۰–۵۵۹           | کمبوجیه یکمشاه پارس ۶۰۰–۵۵۹           | کمبوجیه یکمشاه پارس ۶۰۰–۵۵۹           | کمبوجیه یکمشاه پارس ۶۰۰–۵۵۹           |  |  | اروکو                           | اروکو                           | اروکو                           | اروکو                           | اروکو                           | اروکو                           |  |  | آرشامشاهزاده[*]                      | آرشامشاهزاده[*]                      | آرشامشاهزاده[*]                      | آرشامشاهزاده[*]                      | آرشامشاهزاده[*]                      | آرشامشاهزاده[*]                      |  |  |                              |                              |                              |                              |                              |                              |  |  |                                                    |                                                    |                                                    |                                                    |                                                    |                                                    |  |  |                                                 |                                                 |                                                 |                                                 |                                                 |                                                 |  |  |                                         |                                         |                                         |                                         |                                         |                                         |  |  |                                                                                          |                                                                                          |                                                                                          |                                                                                          |                                                                                          |                                                                                          |  |  |                    |                    |                    |                    |                    |                    |  |  |  |  |  |  |  |  |  |  |  |  |  |  |  |  |  |  |  |  |  |  |  |  |  |  |  |  |  |  |  |  |  |  |  |  |
|                |                |                |                |                |                |  |  |                                                            |                                                            |                                                            |                                                            |                                                            |                                                            |  |  | کمبوجیه یکمشاه پارس ۶۰۰–۵۵۹           | کمبوجیه یکمشاه پارس ۶۰۰–۵۵۹           | کمبوجیه یکمشاه پارس ۶۰۰–۵۵۹           | کمبوجیه یکمشاه پارس ۶۰۰–۵۵۹           | کمبوجیه یکمشاه پارس ۶۰۰–۵۵۹           | کمبوجیه یکمشاه پارس ۶۰۰–۵۵۹           |  |  | اروکو                           | اروکو                           | اروکو                           | اروکو                           | اروکو                           | اروکو                           |  |  | آرشامشاهزاده[*]                      | آرشامشاهزاده[*]                      | آرشامشاهزاده[*]                      | آرشامشاهزاده[*]                      | آرشامشاهزاده[*]                      | آرشامشاهزاده[*]                      |  |  |                              |                              |                              |                              |                              |                              |  |  |                                                    |                                                    |                                                    |                                                    |                                                    |                                                    |  |  |                                                 |                                                 |                                                 |                                                 |                                                 |                                                 |  |  |                                         |                                         |                                         |                                         |                                         |                                         |  |  |                                                                                          |                                                                                          |                                                                                          |                                                                                          |                                                                                          |                                                                                          |  |  |                    |                    |                    |                    |                    |                    |  |  |  |  |  |  |  |  |  |  |  |  |  |  |  |  |  |  |  |  |  |  |  |  |  |  |  |  |  |  |  |  |  |  |  |  |
|                |                |                |                |                |                |  |  |                                                            |                                                            |                                                            |                                                            |                                                            |                                                            |  |  |                                       |                                       |                                       |                                       |                                       |                                       |  |  |                                 |                                 |                                 |                                 |                                 |                                 |  |  |                                      |                                      |                                      |                                      |                                      |                                      |  |  |                              |                              |                              |                              |                              |                              |  |  |                                                    |                                                    |                                                    |                                                    |                                                    |                                                    |  |  |                                                 |                                                 |                                                 |                                                 |                                                 |                                                 |  |  |                                         |                                         |                                         |                                         |                                         |                                         |  |  |                                                                                          |                                                                                          |                                                                                          |                                                                                          |                                                                                          |                                                                                          |  |  |                    |                    |                    |                    |                    |                    |  |  |  |  |  |  |  |  |  |  |  |  |  |  |  |  |  |  |  |  |  |  |  |  |  |  |  |  |  |  |  |  |  |  |  |  |
|                |                |                |                |                |                |  |  |                                                            |                                                            |                                                            |                                                            |                                                            |                                                            |  |  | کوروش بزرگشاه ایران ۵۵۹–۵۳۰/۲۸        | کوروش بزرگشاه ایران ۵۵۹–۵۳۰/۲۸        | کوروش بزرگشاه ایران ۵۵۹–۵۳۰/۲۸        | کوروش بزرگشاه ایران ۵۵۹–۵۳۰/۲۸        | کوروش بزرگشاه ایران ۵۵۹–۵۳۰/۲۸        | کوروش بزرگشاه ایران ۵۵۹–۵۳۰/۲۸        |  |  |                                 |                                 |                                 |                                 |                                 |                                 |  |  | ویشتاسپشاهزاده[*]                    | ویشتاسپشاهزاده[*]                    | ویشتاسپشاهزاده[*]                    | ویشتاسپشاهزاده[*]                    | ویشتاسپشاهزاده[*]                    | ویشتاسپشاهزاده[*]                    |  |  |                              |                              |                              |                              |                              |                              |  |  |                                                    |                                                    |                                                    |                                                    |                                                    |                                                    |  |  | فارناک یکم ساتراپ فریگیه دودمان فارناکیان       | فارناک یکم ساتراپ فریگیه دودمان فارناکیان       | فارناک یکم ساتراپ فریگیه دودمان فارناکیان       | فارناک یکم ساتراپ فریگیه دودمان فارناکیان       | فارناک یکم ساتراپ فریگیه دودمان فارناکیان       | فارناک یکم ساتراپ فریگیه دودمان فارناکیان       |  |  |                                         |                                         |                                         |                                         |                                         |                                         |  |  |                                                                                          |                                                                                          |                                                                                          |                                                                                          |                                                                                          |                                                                                          |  |  | مگاباتس رهبر نظامی | مگاباتس رهبر نظامی | مگاباتس رهبر نظامی | مگاباتس رهبر نظامی | مگاباتس رهبر نظامی | مگاباتس رهبر نظامی |  |  |  |  |  |  |  |  |  |  |  |  |  |  |  |  |  |  |  |  |  |  |  |  |  |  |  |  |  |  |  |  |  |  |  |  |
|                |                |                |                |                |                |  |  |                                                            |                                                            |                                                            |                                                            |                                                            |                                                            |  |  | کوروش بزرگشاه ایران ۵۵۹–۵۳۰/۲۸        | کوروش بزرگشاه ایران ۵۵۹–۵۳۰/۲۸        | کوروش بزرگشاه ایران ۵۵۹–۵۳۰/۲۸        | کوروش بزرگشاه ایران ۵۵۹–۵۳۰/۲۸        | کوروش بزرگشاه ایران ۵۵۹–۵۳۰/۲۸        | کوروش بزرگشاه ایران ۵۵۹–۵۳۰/۲۸        |  |  |                                 |                                 |                                 |                                 |                                 |                                 |  |  | ویشتاسپشاهزاده[*]                    | ویشتاسپشاهزاده[*]                    | ویشتاسپشاهزاده[*]                    | ویشتاسپشاهزاده[*]                    | ویشتاسپشاهزاده[*]                    | ویشتاسپشاهزاده[*]                    |  |  |                              |                              |                              |                              |                              |                              |  |  |                                                    |                                                    |                                                    |                                                    |                                                    |                                                    |  |  | فارناک یکم ساتراپ فریگیه دودمان فارناکیان       | فارناک یکم ساتراپ فریگیه دودمان فارناکیان       | فارناک یکم ساتراپ فریگیه دودمان فارناکیان       | فارناک یکم ساتراپ فریگیه دودمان فارناکیان       | فارناک یکم ساتراپ فریگیه دودمان فارناکیان       | فارناک یکم ساتراپ فریگیه دودمان فارناکیان       |  |  |                                         |                                         |                                         |                                         |                                         |                                         |  |  |                                                                                          |                                                                                          |                                                                                          |                                                                                          |                                                                                          |                                                                                          |  |  | مگاباتس رهبر نظامی | مگاباتس رهبر نظامی | مگاباتس رهبر نظامی | مگاباتس رهبر نظامی | مگاباتس رهبر نظامی | مگاباتس رهبر نظامی |  |  |  |  |  |  |  |  |  |  |  |  |  |  |  |  |  |  |  |  |  |  |  |  |  |  |  |  |  |  |  |  |  |  |  |  |
|                |                |                |                |                |                |  |  |                                                            |                                                            |                                                            |                                                            |                                                            |                                                            |  |  |                                       |                                       |                                       |                                       |                                       |                                       |  |  |                                 |                                 |                                 |                                 |                                 |                                 |  |  |                                      |                                      |                                      |                                      |                                      |                                      |  |  |                              |                              |                              |                              |                              |                              |  |  |                                                    |                                                    |                                                    |                                                    |                                                    |                                                    |  |  |                                                 |                                                 |                                                 |                                                 |                                                 |                                                 |  |  |                                         |                                         |                                         |                                         |                                         |                                         |  |  |                                                                                          |                                                                                          |                                                                                          |                                                                                          |                                                                                          |                                                                                          |  |  |                    |                    |                    |                    |                    |                    |  |  |  |  |  |  |  |  |  |  |  |  |  |  |  |  |  |  |  |  |  |  |  |  |  |  |  |  |  |  |  |  |  |  |  |  |
| آرتیستونشاهدخت | آرتیستونشاهدخت | آرتیستونشاهدخت | آرتیستونشاهدخت | آرتیستونشاهدخت | آرتیستونشاهدخت |  |  | بردیاشاهزاده بردیای دروغین) به عنوان او حکومت کرد.[*]) ۵۲۲ | بردیاشاهزاده بردیای دروغین) به عنوان او حکومت کرد.[*]) ۵۲۲ | بردیاشاهزاده بردیای دروغین) به عنوان او حکومت کرد.[*]) ۵۲۲ | بردیاشاهزاده بردیای دروغین) به عنوان او حکومت کرد.[*]) ۵۲۲ | بردیاشاهزاده بردیای دروغین) به عنوان او حکومت کرد.[*]) ۵۲۲ | بردیاشاهزاده بردیای دروغین) به عنوان او حکومت کرد.[*]) ۵۲۲ |  |  | کمبوجیه دومشاه ایران ۵۳۰–۵۲۲          | کمبوجیه دومشاه ایران ۵۳۰–۵۲۲          | کمبوجیه دومشاه ایران ۵۳۰–۵۲۲          | کمبوجیه دومشاه ایران ۵۳۰–۵۲۲          | کمبوجیه دومشاه ایران ۵۳۰–۵۲۲          | کمبوجیه دومشاه ایران ۵۳۰–۵۲۲          |  |  | آتوساشاهدخت                     | آتوساشاهدخت                     | آتوساشاهدخت                     | آتوساشاهدخت                     | آتوساشاهدخت                     | آتوساشاهدخت                     |  |  | داریوش بزرگشاه ایران ۵۲۲–۴۸۶         | داریوش بزرگشاه ایران ۵۲۲–۴۸۶         | داریوش بزرگشاه ایران ۵۲۲–۴۸۶         | داریوش بزرگشاه ایران ۵۲۲–۴۸۶         | داریوش بزرگشاه ایران ۵۲۲–۴۸۶         | داریوش بزرگشاه ایران ۵۲۲–۴۸۶         |  |  |                              |                              |                              |                              |                              |                              |  |  |                                                    |                                                    |                                                    |                                                    |                                                    |                                                    |  |  |                                                 |                                                 |                                                 |                                                 |                                                 |                                                 |  |  | آرتافرنه ساتراپ لیدیه                   | آرتافرنه ساتراپ لیدیه                   | آرتافرنه ساتراپ لیدیه                   | آرتافرنه ساتراپ لیدیه                   | آرتافرنه ساتراپ لیدیه                   | آرتافرنه ساتراپ لیدیه                   |  |  | اردوان مستشار                                                                            | اردوان مستشار                                                                            | اردوان مستشار                                                                            | اردوان مستشار                                                                            | اردوان مستشار                                                                            | اردوان مستشار                                                                            |  |  | مگابازوس فرمانده   | مگابازوس فرمانده   | مگابازوس فرمانده   | مگابازوس فرمانده   | مگابازوس فرمانده   | مگابازوس فرمانده   |  |  |  |  |  |  |  |  |  |  |  |  |  |  |  |  |  |  |  |  |  |  |  |  |  |  |  |  |  |  |  |  |  |  |  |  |
| آرتیستونشاهدخت | آرتیستونشاهدخت | آرتیستونشاهدخت | آرتیستونشاهدخت | آرتیستونشاهدخت | آرتیستونشاهدخت |  |  | بردیاشاهزاده بردیای دروغین) به عنوان او حکومت کرد.[*]) ۵۲۲ | بردیاشاهزاده بردیای دروغین) به عنوان او حکومت کرد.[*]) ۵۲۲ | بردیاشاهزاده بردیای دروغین) به عنوان او حکومت کرد.[*]) ۵۲۲ | بردیاشاهزاده بردیای دروغین) به عنوان او حکومت کرد.[*]) ۵۲۲ | بردیاشاهزاده بردیای دروغین) به عنوان او حکومت کرد.[*]) ۵۲۲ | بردیاشاهزاده بردیای دروغین) به عنوان او حکومت کرد.[*]) ۵۲۲ |  |  | کمبوجیه دومشاه ایران ۵۳۰–۵۲۲          | کمبوجیه دومشاه ایران ۵۳۰–۵۲۲          | کمبوجیه دومشاه ایران ۵۳۰–۵۲۲          | کمبوجیه دومشاه ایران ۵۳۰–۵۲۲          | کمبوجیه دومشاه ایران ۵۳۰–۵۲۲          | کمبوجیه دومشاه ایران ۵۳۰–۵۲۲          |  |  | آتوساشاهدخت                     | آتوساشاهدخت                     | آتوساشاهدخت                     | آتوساشاهدخت                     | آتوساشاهدخت                     | آتوساشاهدخت                     |  |  | داریوش بزرگشاه ایران ۵۲۲–۴۸۶         | داریوش بزرگشاه ایران ۵۲۲–۴۸۶         | داریوش بزرگشاه ایران ۵۲۲–۴۸۶         | داریوش بزرگشاه ایران ۵۲۲–۴۸۶         | داریوش بزرگشاه ایران ۵۲۲–۴۸۶         | داریوش بزرگشاه ایران ۵۲۲–۴۸۶         |  |  |                              |                              |                              |                              |                              |                              |  |  |                                                    |                                                    |                                                    |                                                    |                                                    |                                                    |  |  |                                                 |                                                 |                                                 |                                                 |                                                 |                                                 |  |  | آرتافرنه ساتراپ لیدیه                   | آرتافرنه ساتراپ لیدیه                   | آرتافرنه ساتراپ لیدیه                   | آرتافرنه ساتراپ لیدیه                   | آرتافرنه ساتراپ لیدیه                   | آرتافرنه ساتراپ لیدیه                   |  |  | اردوان مستشار                                                                            | اردوان مستشار                                                                            | اردوان مستشار                                                                            | اردوان مستشار                                                                            | اردوان مستشار                                                                            | اردوان مستشار                                                                            |  |  | مگابازوس فرمانده   | مگابازوس فرمانده   | مگابازوس فرمانده   | مگابازوس فرمانده   | مگابازوس فرمانده   | مگابازوس فرمانده   |  |  |  |  |  |  |  |  |  |  |  |  |  |  |  |  |  |  |  |  |  |  |  |  |  |  |  |  |  |  |  |  |  |  |  |  |
|                |                |                |                |                |                |  |  |                                                            |                                                            |                                                            |                                                            |                                                            |                                                            |  |  |                                       |                                       |                                       |                                       |                                       |                                       |  |  |                                 |                                 |                                 |                                 |                                 |                                 |  |  |                                      |                                      |                                      |                                      |                                      |                                      |  |  |                              |                              |                              |                              |                              |                              |  |  |                                                    |                                                    |                                                    |                                                    |                                                    |                                                    |  |  |                                                 |                                                 |                                                 |                                                 |                                                 |                                                 |  |  |                                         |                                         |                                         |                                         |                                         |                                         |  |  |                                                                                          |                                                                                          |                                                                                          |                                                                                          |                                                                                          |                                                                                          |  |  |                    |                    |                    |                    |                    |                    |  |  |  |  |  |  |  |  |  |  |  |  |  |  |  |  |  |  |  |  |  |  |  |  |  |  |  |  |  |  |  |  |  |  |  |  |
|                |                |                |                |                |                |  |  |                                                            |                                                            |                                                            |                                                            |                                                            |                                                            |  |  |                                       |                                       |                                       |                                       |                                       |                                       |  |  |                                 |                                 |                                 |                                 |                                 |                                 |  |  |                                      |                                      |                                      |                                      |                                      |                                      |  |  |                              |                              |                              |                              |                              |                              |  |  |                                                    |                                                    |                                                    |                                                    |                                                    |                                                    |  |  |                                                 |                                                 |                                                 |                                                 |                                                 |                                                 |  |  |                                         |                                         |                                         |                                         |                                         |                                         |  |  |                                                                                          |                                                                                          |                                                                                          |                                                                                          |                                                                                          |                                                                                          |  |  |                    |                    |                    |                    |                    |                    |  |  |  |  |  |  |  |  |  |  |  |  |  |  |  |  |  |  |  |  |  |  |  |  |  |  |  |  |  |  |  |  |  |  |  |  |
|                |                |                |                |                |                |  |  | پارمیس                                                     | پارمیس                                                     | پارمیس                                                     | پارمیس                                                     | پارمیس                                                     | پارمیس                                                     |  |  | (از دختر گئوبروه) آریابیگنه دریاسالار | (از دختر گئوبروه) آریابیگنه دریاسالار | (از دختر گئوبروه) آریابیگنه دریاسالار | (از دختر گئوبروه) آریابیگنه دریاسالار | (از دختر گئوبروه) آریابیگنه دریاسالار | (از دختر گئوبروه) آریابیگنه دریاسالار |  |  | (از آتوسا) ماسیشته ساتراپ باختر | (از آتوسا) ماسیشته ساتراپ باختر | (از آتوسا) ماسیشته ساتراپ باختر | (از آتوسا) ماسیشته ساتراپ باختر | (از آتوسا) ماسیشته ساتراپ باختر | (از آتوسا) ماسیشته ساتراپ باختر |  |  | (از آتوسا) خشایارشاشاه ایران ۴۸۵–۴۶۵ | (از آتوسا) خشایارشاشاه ایران ۴۸۵–۴۶۵ | (از آتوسا) خشایارشاشاه ایران ۴۸۵–۴۶۵ | (از آتوسا) خشایارشاشاه ایران ۴۸۵–۴۶۵ | (از آتوسا) خشایارشاشاه ایران ۴۸۵–۴۶۵ | (از آتوسا) خشایارشاشاه ایران ۴۸۵–۴۶۵ |  |  | (از آتوسا) هخامنش ساتراپ مصر | (از آتوسا) هخامنش ساتراپ مصر | (از آتوسا) هخامنش ساتراپ مصر | (از آتوسا) هخامنش ساتراپ مصر | (از آتوسا) هخامنش ساتراپ مصر | (از آتوسا) هخامنش ساتراپ مصر |  |  | (از آرتیستون) ارته‌زوستر ازدواج کرده با مردونیه     | (از آرتیستون) ارته‌زوستر ازدواج کرده با مردونیه     | (از آرتیستون) ارته‌زوستر ازدواج کرده با مردونیه     | (از آرتیستون) ارته‌زوستر ازدواج کرده با مردونیه     | (از آرتیستون) ارته‌زوستر ازدواج کرده با مردونیه     | (از آرتیستون) ارته‌زوستر ازدواج کرده با مردونیه     |  |  | (از پارمیس) آریامرد                             | (از پارمیس) آریامرد                             | (از پارمیس) آریامرد                             | (از پارمیس) آریامرد                             | (از پارمیس) آریامرد                             | (از پارمیس) آریامرد                             |  |  | آرتافرنه دوم ساتراپ لیدیه               | آرتافرنه دوم ساتراپ لیدیه               | آرتافرنه دوم ساتراپ لیدیه               | آرتافرنه دوم ساتراپ لیدیه               | آرتافرنه دوم ساتراپ لیدیه               | آرتافرنه دوم ساتراپ لیدیه               |  |  | آرتیفیوس فرمانده                                                                         | آرتیفیوس فرمانده                                                                         | آرتیفیوس فرمانده                                                                         | آرتیفیوس فرمانده                                                                         | آرتیفیوس فرمانده                                                                         | آرتیفیوس فرمانده                                                                         |  |  |                    |                    |                    |                    |                    |                    |  |  |  |  |  |  |  |  |  |  |  |  |  |  |  |  |  |  |  |  |  |  |  |  |  |  |  |  |  |  |  |  |  |  |  |  |
|                |                |                |                |                |                |  |  | پارمیس                                                     | پارمیس                                                     | پارمیس                                                     | پارمیس                                                     | پارمیس                                                     | پارمیس                                                     |  |  | (از دختر گئوبروه) آریابیگنه دریاسالار | (از دختر گئوبروه) آریابیگنه دریاسالار | (از دختر گئوبروه) آریابیگنه دریاسالار | (از دختر گئوبروه) آریابیگنه دریاسالار | (از دختر گئوبروه) آریابیگنه دریاسالار | (از دختر گئوبروه) آریابیگنه دریاسالار |  |  | (از آتوسا) ماسیشته ساتراپ باختر | (از آتوسا) ماسیشته ساتراپ باختر | (از آتوسا) ماسیشته ساتراپ باختر | (از آتوسا) ماسیشته ساتراپ باختر | (از آتوسا) ماسیشته ساتراپ باختر | (از آتوسا) ماسیشته ساتراپ باختر |  |  | (از آتوسا) خشایارشاشاه ایران ۴۸۵–۴۶۵ | (از آتوسا) خشایارشاشاه ایران ۴۸۵–۴۶۵ | (از آتوسا) خشایارشاشاه ایران ۴۸۵–۴۶۵ | (از آتوسا) خشایارشاشاه ایران ۴۸۵–۴۶۵ | (از آتوسا) خشایارشاشاه ایران ۴۸۵–۴۶۵ | (از آتوسا) خشایارشاشاه ایران ۴۸۵–۴۶۵ |  |  | (از آتوسا) هخامنش ساتراپ مصر | (از آتوسا) هخامنش ساتراپ مصر | (از آتوسا) هخامنش ساتراپ مصر | (از آتوسا) هخامنش ساتراپ مصر | (از آتوسا) هخامنش ساتراپ مصر | (از آتوسا) هخامنش ساتراپ مصر |  |  | (از آرتیستون) ارته‌زوستر ازدواج کرده با مردونیه     | (از آرتیستون) ارته‌زوستر ازدواج کرده با مردونیه     | (از آرتیستون) ارته‌زوستر ازدواج کرده با مردونیه     | (از آرتیستون) ارته‌زوستر ازدواج کرده با مردونیه     | (از آرتیستون) ارته‌زوستر ازدواج کرده با مردونیه     | (از آرتیستون) ارته‌زوستر ازدواج کرده با مردونیه     |  |  | (از پارمیس) آریامرد                             | (از پارمیس) آریامرد                             | (از پارمیس) آریامرد                             | (از پارمیس) آریامرد                             | (از پارمیس) آریامرد                             | (از پارمیس) آریامرد                             |  |  | آرتافرنه دوم ساتراپ لیدیه               | آرتافرنه دوم ساتراپ لیدیه               | آرتافرنه دوم ساتراپ لیدیه               | آرتافرنه دوم ساتراپ لیدیه               | آرتافرنه دوم ساتراپ لیدیه               | آرتافرنه دوم ساتراپ لیدیه               |  |  | آرتیفیوس فرمانده                                                                         | آرتیفیوس فرمانده                                                                         | آرتیفیوس فرمانده                                                                         | آرتیفیوس فرمانده                                                                         | آرتیفیوس فرمانده                                                                         | آرتیفیوس فرمانده                                                                         |  |  |                    |                    |                    |                    |                    |                    |  |  |  |  |  |  |  |  |  |  |  |  |  |  |  |  |  |  |  |  |  |  |  |  |  |  |  |  |  |  |  |  |  |  |  |  |
|                |                |                |                |                |                |  |  |                                                            |                                                            |                                                            |                                                            |                                                            |                                                            |  |  |                                       |                                       |                                       |                                       |                                       |                                       |  |  |                                 |                                 |                                 |                                 |                                 |                                 |  |  |                                      |                                      |                                      |                                      |                                      |                                      |  |  |                              |                              |                              |                              |                              |                              |  |  |                                                    |                                                    |                                                    |                                                    |                                                    |                                                    |  |  |                                                 |                                                 |                                                 |                                                 |                                                 |                                                 |  |  |                                         |                                         |                                         |                                         |                                         |                                         |  |  |                                                                                          |                                                                                          |                                                                                          |                                                                                          |                                                                                          |                                                                                          |  |  |                    |                    |                    |                    |                    |                    |  |  |  |  |  |  |  |  |  |  |  |  |  |  |  |  |  |  |  |  |  |  |  |  |  |  |  |  |  |  |  |  |  |  |  |  |
|                |                |                |                |                |                |  |  |                                                            |                                                            |                                                            |                                                            |                                                            |                                                            |  |  |                                       |                                       |                                       |                                       |                                       |                                       |  |  | آرتاینته                        | آرتاینته                        | آرتاینته                        | آرتاینته                        | آرتاینته                        | آرتاینته                        |  |  | اردشیر یکمشاه ایران ۴۶۵–۴۲۴          | اردشیر یکمشاه ایران ۴۶۵–۴۲۴          | اردشیر یکمشاه ایران ۴۶۵–۴۲۴          | اردشیر یکمشاه ایران ۴۶۵–۴۲۴          | اردشیر یکمشاه ایران ۴۶۵–۴۲۴          | اردشیر یکمشاه ایران ۴۶۵–۴۲۴          |  |  | داریوش ولیعهد                | داریوش ولیعهد                | داریوش ولیعهد                | داریوش ولیعهد                | داریوش ولیعهد                | داریوش ولیعهد                |  |  | ویشتاسپ ساتراپ باختر                               | ویشتاسپ ساتراپ باختر                               | ویشتاسپ ساتراپ باختر                               | ویشتاسپ ساتراپ باختر                               | ویشتاسپ ساتراپ باختر                               | ویشتاسپ ساتراپ باختر                               |  |  | آرشام ساتراپ مصر                                | آرشام ساتراپ مصر                                | آرشام ساتراپ مصر                                | آرشام ساتراپ مصر                                | آرشام ساتراپ مصر                                | آرشام ساتراپ مصر                                |  |  | امیتیس ازدواج کرده با مگابیزوس          | امیتیس ازدواج کرده با مگابیزوس          | امیتیس ازدواج کرده با مگابیزوس          | امیتیس ازدواج کرده با مگابیزوس          | امیتیس ازدواج کرده با مگابیزوس          | امیتیس ازدواج کرده با مگابیزوس          |  |  |                                                                                          |                                                                                          |                                                                                          |                                                                                          |                                                                                          |                                                                                          |  |  |                    |                    |                    |                    |                    |                    |  |  |  |  |  |  |  |  |  |  |  |  |  |  |  |  |  |  |  |  |  |  |  |  |  |  |  |  |  |  |  |  |  |  |  |  |
|                |                |                |                |                |                |  |  |                                                            |                                                            |                                                            |                                                            |                                                            |                                                            |  |  |                                       |                                       |                                       |                                       |                                       |                                       |  |  | آرتاینته                        | آرتاینته                        | آرتاینته                        | آرتاینته                        | آرتاینته                        | آرتاینته                        |  |  | اردشیر یکمشاه ایران ۴۶۵–۴۲۴          | اردشیر یکمشاه ایران ۴۶۵–۴۲۴          | اردشیر یکمشاه ایران ۴۶۵–۴۲۴          | اردشیر یکمشاه ایران ۴۶۵–۴۲۴          | اردشیر یکمشاه ایران ۴۶۵–۴۲۴          | اردشیر یکمشاه ایران ۴۶۵–۴۲۴          |  |  | داریوش ولیعهد                | داریوش ولیعهد                | داریوش ولیعهد                | داریوش ولیعهد                | داریوش ولیعهد                | داریوش ولیعهد                |  |  | ویشتاسپ ساتراپ باختر                               | ویشتاسپ ساتراپ باختر                               | ویشتاسپ ساتراپ باختر                               | ویشتاسپ ساتراپ باختر                               | ویشتاسپ ساتراپ باختر                               | ویشتاسپ ساتراپ باختر                               |  |  | آرشام ساتراپ مصر                                | آرشام ساتراپ مصر                                | آرشام ساتراپ مصر                                | آرشام ساتراپ مصر                                | آرشام ساتراپ مصر                                | آرشام ساتراپ مصر                                |  |  | امیتیس ازدواج کرده با مگابیزوس          | امیتیس ازدواج کرده با مگابیزوس          | امیتیس ازدواج کرده با مگابیزوس          | امیتیس ازدواج کرده با مگابیزوس          | امیتیس ازدواج کرده با مگابیزوس          | امیتیس ازدواج کرده با مگابیزوس          |  |  |                                                                                          |                                                                                          |                                                                                          |                                                                                          |                                                                                          |                                                                                          |  |  |                    |                    |                    |                    |                    |                    |  |  |  |  |  |  |  |  |  |  |  |  |  |  |  |  |  |  |  |  |  |  |  |  |  |  |  |  |  |  |  |  |  |  |  |  |
|                |                |                |                |                |                |  |  |                                                            |                                                            |                                                            |                                                            |                                                            |                                                            |  |  |                                       |                                       |                                       |                                       |                                       |                                       |  |  |                                 |                                 |                                 |                                 |                                 |                                 |  |  |                                      |                                      |                                      |                                      |                                      |                                      |  |  |                              |                              |                              |                              |                              |                              |  |  |                                                    |                                                    |                                                    |                                                    |                                                    |                                                    |  |  |                                                 |                                                 |                                                 |                                                 |                                                 |                                                 |  |  |                                         |                                         |                                         |                                         |                                         |                                         |  |  |                                                                                          |                                                                                          |                                                                                          |                                                                                          |                                                                                          |                                                                                          |  |  |                    |                    |                    |                    |                    |                    |  |  |  |  |  |  |  |  |  |  |  |  |  |  |  |  |  |  |  |  |  |  |  |  |  |  |  |  |  |  |  |  |  |  |  |  |
|                |                |                |                |                |                |  |  |                                                            |                                                            |                                                            |                                                            |                                                            |                                                            |  |  | خشایارشای دومشاه ایران ۴۲۴            | خشایارشای دومشاه ایران ۴۲۴            | خشایارشای دومشاه ایران ۴۲۴            | خشایارشای دومشاه ایران ۴۲۴            | خشایارشای دومشاه ایران ۴۲۴            | خشایارشای دومشاه ایران ۴۲۴            |  |  | سغدیانهشاه ایران ۴۲۴–۴۲۳        | سغدیانهشاه ایران ۴۲۴–۴۲۳        | سغدیانهشاه ایران ۴۲۴–۴۲۳        | سغدیانهشاه ایران ۴۲۴–۴۲۳        | سغدیانهشاه ایران ۴۲۴–۴۲۳        | سغدیانهشاه ایران ۴۲۴–۴۲۳        |  |  | داریوش دومشاه ایران ۴۲۳–۴۰۴          | داریوش دومشاه ایران ۴۲۳–۴۰۴          | داریوش دومشاه ایران ۴۲۳–۴۰۴          | داریوش دومشاه ایران ۴۲۳–۴۰۴          | داریوش دومشاه ایران ۴۲۳–۴۰۴          | داریوش دومشاه ایران ۴۲۳–۴۰۴          |  |  | آرسیتسساتراپ فریگیه          | آرسیتسساتراپ فریگیه          | آرسیتسساتراپ فریگیه          | آرسیتسساتراپ فریگیه          | آرسیتسساتراپ فریگیه          | آرسیتسساتراپ فریگیه          |  |  | پروشاتشاهدخت                                       | پروشاتشاهدخت                                       | پروشاتشاهدخت                                       | پروشاتشاهدخت                                       | پروشاتشاهدخت                                       | پروشاتشاهدخت                                       |  |  | باگاپایوسشاهزاده                                | باگاپایوسشاهزاده                                | باگاپایوسشاهزاده                                | باگاپایوسشاهزاده                                | باگاپایوسشاهزاده                                | باگاپایوسشاهزاده                                |  |  |                                         |                                         |                                         |                                         |                                         |                                         |  |  |                                                                                          |                                                                                          |                                                                                          |                                                                                          |                                                                                          |                                                                                          |  |  |                    |                    |                    |                    |                    |                    |  |  |  |  |  |  |  |  |  |  |  |  |  |  |  |  |  |  |  |  |  |  |  |  |  |  |  |  |  |  |  |  |  |  |  |  |
|                |                |                |                |                |                |  |  |                                                            |                                                            |                                                            |                                                            |                                                            |                                                            |  |  | خشایارشای دومشاه ایران ۴۲۴            | خشایارشای دومشاه ایران ۴۲۴            | خشایارشای دومشاه ایران ۴۲۴            | خشایارشای دومشاه ایران ۴۲۴            | خشایارشای دومشاه ایران ۴۲۴            | خشایارشای دومشاه ایران ۴۲۴            |  |  | سغدیانهشاه ایران ۴۲۴–۴۲۳        | سغدیانهشاه ایران ۴۲۴–۴۲۳        | سغدیانهشاه ایران ۴۲۴–۴۲۳        | سغدیانهشاه ایران ۴۲۴–۴۲۳        | سغدیانهشاه ایران ۴۲۴–۴۲۳        | سغدیانهشاه ایران ۴۲۴–۴۲۳        |  |  | داریوش دومشاه ایران ۴۲۳–۴۰۴          | داریوش دومشاه ایران ۴۲۳–۴۰۴          | داریوش دومشاه ایران ۴۲۳–۴۰۴          | داریوش دومشاه ایران ۴۲۳–۴۰۴          | داریوش دومشاه ایران ۴۲۳–۴۰۴          | داریوش دومشاه ایران ۴۲۳–۴۰۴          |  |  | آرسیتسساتراپ فریگیه          | آرسیتسساتراپ فریگیه          | آرسیتسساتراپ فریگیه          | آرسیتسساتراپ فریگیه          | آرسیتسساتراپ فریگیه          | آرسیتسساتراپ فریگیه          |  |  | پروشاتشاهدخت                                       | پروشاتشاهدخت                                       | پروشاتشاهدخت                                       | پروشاتشاهدخت                                       | پروشاتشاهدخت                                       | پروشاتشاهدخت                                       |  |  | باگاپایوسشاهزاده                                | باگاپایوسشاهزاده                                | باگاپایوسشاهزاده                                | باگاپایوسشاهزاده                                | باگاپایوسشاهزاده                                | باگاپایوسشاهزاده                                |  |  |                                         |                                         |                                         |                                         |                                         |                                         |  |  |                                                                                          |                                                                                          |                                                                                          |                                                                                          |                                                                                          |                                                                                          |  |  |                    |                    |                    |                    |                    |                    |  |  |  |  |  |  |  |  |  |  |  |  |  |  |  |  |  |  |  |  |  |  |  |  |  |  |  |  |  |  |  |  |  |  |  |  |
|                |                |                |                |                |                |  |  |                                                            |                                                            |                                                            |                                                            |                                                            |                                                            |  |  |                                       |                                       |                                       |                                       |                                       |                                       |  |  |                                 |                                 |                                 |                                 |                                 |                                 |  |  |                                      |                                      |                                      |                                      |                                      |                                      |  |  |                              |                              |                              |                              |                              |                              |  |  |                                                    |                                                    |                                                    |                                                    |                                                    |                                                    |  |  |                                                 |                                                 |                                                 |                                                 |                                                 |                                                 |  |  |                                         |                                         |                                         |                                         |                                         |                                         |  |  |                                                                                          |                                                                                          |                                                                                          |                                                                                          |                                                                                          |                                                                                          |  |  |                    |                    |                    |                    |                    |                    |  |  |  |  |  |  |  |  |  |  |  |  |  |  |  |  |  |  |  |  |  |  |  |  |  |  |  |  |  |  |  |  |  |  |  |  |
|                |                |                |                |                |                |  |  |                                                            |                                                            |                                                            |                                                            |                                                            |                                                            |  |  |                                       |                                       |                                       |                                       |                                       |                                       |  |  |                                 |                                 |                                 |                                 |                                 |                                 |  |  | اردشیر دومشاه ایران ۴۰۴–۳۵۸          | اردشیر دومشاه ایران ۴۰۴–۳۵۸          | اردشیر دومشاه ایران ۴۰۴–۳۵۸          | اردشیر دومشاه ایران ۴۰۴–۳۵۸          | اردشیر دومشاه ایران ۴۰۴–۳۵۸          | اردشیر دومشاه ایران ۴۰۴–۳۵۸          |  |  | آمستریسشاهدخت                | آمستریسشاهدخت                | آمستریسشاهدخت                | آمستریسشاهدخت                | آمستریسشاهدخت                | آمستریسشاهدخت                |  |  | کوروش کوچکشاهزاده                                  | کوروش کوچکشاهزاده                                  | کوروش کوچکشاهزاده                                  | کوروش کوچکشاهزاده                                  | کوروش کوچکشاهزاده                                  | کوروش کوچکشاهزاده                                  |  |  |                                                 |                                                 |                                                 |                                                 |                                                 |                                                 |  |  |                                         |                                         |                                         |                                         |                                         |                                         |  |  | اوستنشاهزاده                                                                             | اوستنشاهزاده                                                                             | اوستنشاهزاده                                                                             | اوستنشاهزاده                                                                             | اوستنشاهزاده                                                                             | اوستنشاهزاده                                                                             |  |  |                    |                    |                    |                    |                    |                    |  |  |  |  |  |  |  |  |  |  |  |  |  |  |  |  |  |  |  |  |  |  |  |  |  |  |  |  |  |  |  |  |  |  |  |  |
|                |                |                |                |                |                |  |  |                                                            |                                                            |                                                            |                                                            |                                                            |                                                            |  |  |                                       |                                       |                                       |                                       |                                       |                                       |  |  |                                 |                                 |                                 |                                 |                                 |                                 |  |  | اردشیر دومشاه ایران ۴۰۴–۳۵۸          | اردشیر دومشاه ایران ۴۰۴–۳۵۸          | اردشیر دومشاه ایران ۴۰۴–۳۵۸          | اردشیر دومشاه ایران ۴۰۴–۳۵۸          | اردشیر دومشاه ایران ۴۰۴–۳۵۸          | اردشیر دومشاه ایران ۴۰۴–۳۵۸          |  |  | آمستریسشاهدخت                | آمستریسشاهدخت                | آمستریسشاهدخت                | آمستریسشاهدخت                | آمستریسشاهدخت                | آمستریسشاهدخت                |  |  | کوروش کوچکشاهزاده                                  | کوروش کوچکشاهزاده                                  | کوروش کوچکشاهزاده                                  | کوروش کوچکشاهزاده                                  | کوروش کوچکشاهزاده                                  | کوروش کوچکشاهزاده                                  |  |  |                                                 |                                                 |                                                 |                                                 |                                                 |                                                 |  |  |                                         |                                         |                                         |                                         |                                         |                                         |  |  | اوستنشاهزاده                                                                             | اوستنشاهزاده                                                                             | اوستنشاهزاده                                                                             | اوستنشاهزاده                                                                             | اوستنشاهزاده                                                                             | اوستنشاهزاده                                                                             |  |  |                    |                    |                    |                    |                    |                    |  |  |  |  |  |  |  |  |  |  |  |  |  |  |  |  |  |  |  |  |  |  |  |  |  |  |  |  |  |  |  |  |  |  |  |  |
|                |                |                |                |                |                |  |  |                                                            |                                                            |                                                            |                                                            |                                                            |                                                            |  |  |                                       |                                       |                                       |                                       |                                       |                                       |  |  |                                 |                                 |                                 |                                 |                                 |                                 |  |  |                                      |                                      |                                      |                                      |                                      |                                      |  |  |                              |                              |                              |                              |                              |                              |  |  |                                                    |                                                    |                                                    |                                                    |                                                    |                                                    |  |  |                                                 |                                                 |                                                 |                                                 |                                                 |                                                 |  |  |                                         |                                         |                                         |                                         |                                         |                                         |  |  |                                                                                          |                                                                                          |                                                                                          |                                                                                          |                                                                                          |                                                                                          |  |  |                    |                    |                    |                    |                    |                    |  |  |  |  |  |  |  |  |  |  |  |  |  |  |  |  |  |  |  |  |  |  |  |  |  |  |  |  |  |  |  |  |  |  |  |  |
|                |                |                |                |                |                |  |  |                                                            |                                                            |                                                            |                                                            |                                                            |                                                            |  |  |                                       |                                       |                                       |                                       |                                       |                                       |  |  |                                 |                                 |                                 |                                 |                                 |                                 |  |  |                                      |                                      |                                      |                                      |                                      |                                      |  |  |                              |                              |                              |                              |                              |                              |  |  |                                                    |                                                    |                                                    |                                                    |                                                    |                                                    |  |  |                                                 |                                                 |                                                 |                                                 |                                                 |                                                 |  |  |                                         |                                         |                                         |                                         |                                         |                                         |  |  |                                                                                          |                                                                                          |                                                                                          |                                                                                          |                                                                                          |                                                                                          |  |  |                    |                    |                    |                    |                    |                    |  |  |  |  |  |  |  |  |  |  |  |  |  |  |  |  |  |  |  |  |  |  |  |  |  |  |  |  |  |  |  |  |  |  |  |  |
|                |                |                |                |                |                |  |  |                                                            |                                                            |                                                            |                                                            |                                                            |                                                            |  |  |                                       |                                       |                                       |                                       |                                       |                                       |  |  |                                 |                                 |                                 |                                 |                                 |                                 |  |  | اردشیر سومشاه ایران ۳۵۸–۳۳۸          | اردشیر سومشاه ایران ۳۵۸–۳۳۸          | اردشیر سومشاه ایران ۳۵۸–۳۳۸          | اردشیر سومشاه ایران ۳۵۸–۳۳۸          | اردشیر سومشاه ایران ۳۵۸–۳۳۸          | اردشیر سومشاه ایران ۳۵۸–۳۳۸          |  |  | آریاسپ شاهزاده               | آریاسپ شاهزاده               | آریاسپ شاهزاده               | آریاسپ شاهزاده               | آریاسپ شاهزاده               | آریاسپ شاهزاده               |  |  | رودروگون ازدواج کرده با یرواند یکم ساتراپ ارمنستان | رودروگون ازدواج کرده با یرواند یکم ساتراپ ارمنستان | رودروگون ازدواج کرده با یرواند یکم ساتراپ ارمنستان | رودروگون ازدواج کرده با یرواند یکم ساتراپ ارمنستان | رودروگون ازدواج کرده با یرواند یکم ساتراپ ارمنستان | رودروگون ازدواج کرده با یرواند یکم ساتراپ ارمنستان |  |  | آپاما ازدواج کرده با فارناباز دوم ساتراپ فریگیه | آپاما ازدواج کرده با فارناباز دوم ساتراپ فریگیه | آپاما ازدواج کرده با فارناباز دوم ساتراپ فریگیه | آپاما ازدواج کرده با فارناباز دوم ساتراپ فریگیه | آپاما ازدواج کرده با فارناباز دوم ساتراپ فریگیه | آپاما ازدواج کرده با فارناباز دوم ساتراپ فریگیه |  |  | سی‌سی‌گامبیسشاهدخت                        | سی‌سی‌گامبیسشاهدخت                        | سی‌سی‌گامبیسشاهدخت                        | سی‌سی‌گامبیسشاهدخت                        | سی‌سی‌گامبیسشاهدخت                        | سی‌سی‌گامبیسشاهدخت                        |  |  | آرشام دومشاهزاده                                                                         | آرشام دومشاهزاده                                                                         | آرشام دومشاهزاده                                                                         | آرشام دومشاهزاده                                                                         | آرشام دومشاهزاده                                                                         | آرشام دومشاهزاده                                                                         |  |  |                    |                    |                    |                    |                    |                    |  |  |  |  |  |  |  |  |  |  |  |  |  |  |  |  |  |  |  |  |  |  |  |  |  |  |  |  |  |  |  |  |  |  |  |  |
|                |                |                |                |                |                |  |  |                                                            |                                                            |                                                            |                                                            |                                                            |                                                            |  |  |                                       |                                       |                                       |                                       |                                       |                                       |  |  |                                 |                                 |                                 |                                 |                                 |                                 |  |  | اردشیر سومشاه ایران ۳۵۸–۳۳۸          | اردشیر سومشاه ایران ۳۵۸–۳۳۸          | اردشیر سومشاه ایران ۳۵۸–۳۳۸          | اردشیر سومشاه ایران ۳۵۸–۳۳۸          | اردشیر سومشاه ایران ۳۵۸–۳۳۸          | اردشیر سومشاه ایران ۳۵۸–۳۳۸          |  |  | آریاسپ شاهزاده               | آریاسپ شاهزاده               | آریاسپ شاهزاده               | آریاسپ شاهزاده               | آریاسپ شاهزاده               | آریاسپ شاهزاده               |  |  | رودروگون ازدواج کرده با یرواند یکم ساتراپ ارمنستان | رودروگون ازدواج کرده با یرواند یکم ساتراپ ارمنستان | رودروگون ازدواج کرده با یرواند یکم ساتراپ ارمنستان | رودروگون ازدواج کرده با یرواند یکم ساتراپ ارمنستان | رودروگون ازدواج کرده با یرواند یکم ساتراپ ارمنستان | رودروگون ازدواج کرده با یرواند یکم ساتراپ ارمنستان |  |  | آپاما ازدواج کرده با فارناباز دوم ساتراپ فریگیه | آپاما ازدواج کرده با فارناباز دوم ساتراپ فریگیه | آپاما ازدواج کرده با فارناباز دوم ساتراپ فریگیه | آپاما ازدواج کرده با فارناباز دوم ساتراپ فریگیه | آپاما ازدواج کرده با فارناباز دوم ساتراپ فریگیه | آپاما ازدواج کرده با فارناباز دوم ساتراپ فریگیه |  |  | سی‌سی‌گامبیسشاهدخت                        | سی‌سی‌گامبیسشاهدخت                        | سی‌سی‌گامبیسشاهدخت                        | سی‌سی‌گامبیسشاهدخت                        | سی‌سی‌گامبیسشاهدخت                        | سی‌سی‌گامبیسشاهدخت                        |  |  | آرشام دومشاهزاده                                                                         | آرشام دومشاهزاده                                                                         | آرشام دومشاهزاده                                                                         | آرشام دومشاهزاده                                                                         | آرشام دومشاهزاده                                                                         | آرشام دومشاهزاده                                                                         |  |  |                    |                    |                    |                    |                    |                    |  |  |  |  |  |  |  |  |  |  |  |  |  |  |  |  |  |  |  |  |  |  |  |  |  |  |  |  |  |  |  |  |  |  |  |  |
|                |                |                |                |                |                |  |  |                                                            |                                                            |                                                            |                                                            |                                                            |                                                            |  |  |                                       |                                       |                                       |                                       |                                       |                                       |  |  |                                 |                                 |                                 |                                 |                                 |                                 |  |  |                                      |                                      |                                      |                                      |                                      |                                      |  |  |                              |                              |                              |                              |                              |                              |  |  |                                                    |                                                    |                                                    |                                                    |                                                    |                                                    |  |  |                                                 |                                                 |                                                 |                                                 |                                                 |                                                 |  |  |                                         |                                         |                                         |                                         |                                         |                                         |  |  |                                                                                          |                                                                                          |                                                                                          |                                                                                          |                                                                                          |                                                                                          |  |  |                    |                    |                    |                    |                    |                    |  |  |  |  |  |  |  |  |  |  |  |  |  |  |  |  |  |  |  |  |  |  |  |  |  |  |  |  |  |  |  |  |  |  |  |  |
|                |                |                |                |                |                |  |  |                                                            |                                                            |                                                            |                                                            |                                                            |                                                            |  |  |                                       |                                       |                                       |                                       |                                       |                                       |  |  |                                 |                                 |                                 |                                 |                                 |                                 |  |  |                                      |                                      |                                      |                                      |                                      |                                      |  |  |                              |                              |                              |                              |                              |                              |  |  |                                                    |                                                    |                                                    |                                                    |                                                    |                                                    |  |  |                                                 |                                                 |                                                 |                                                 |                                                 |                                                 |  |  |                                         |                                         |                                         |                                         |                                         |                                         |  |  |                                                                                          |                                                                                          |                                                                                          |                                                                                          |                                                                                          |                                                                                          |  |  |                    |                    |                    |                    |                    |                    |  |  |  |  |  |  |  |  |  |  |  |  |  |  |  |  |  |  |  |  |  |  |  |  |  |  |  |  |  |  |  |  |  |  |  |  |
|                |                |                |                |                |                |  |  |                                                            |                                                            |                                                            |                                                            |                                                            |                                                            |  |  |                                       |                                       |                                       |                                       |                                       |                                       |  |  |                                 |                                 |                                 |                                 |                                 |                                 |  |  |                                      |                                      |                                      |                                      |                                      |                                      |  |  |                              |                              |                              |                              |                              |                              |  |  |                                                    |                                                    |                                                    |                                                    |                                                    |                                                    |  |  |                                                 |                                                 |                                                 |                                                 |                                                 |                                                 |  |  | داریوش سومشاه ایران ۳۳۶–۳۳۰             | داریوش سومشاه ایران ۳۳۶–۳۳۰             | داریوش سومشاه ایران ۳۳۶–۳۳۰             | داریوش سومشاه ایران ۳۳۶–۳۳۰             | داریوش سومشاه ایران ۳۳۶–۳۳۰             | داریوش سومشاه ایران ۳۳۶–۳۳۰             |  |  | هوخشدره هخامنشیشاهزاده                                                                   | هوخشدره هخامنشیشاهزاده                                                                   | هوخشدره هخامنشیشاهزاده                                                                   | هوخشدره هخامنشیشاهزاده                                                                   | هوخشدره هخامنشیشاهزاده                                                                   | هوخشدره هخامنشیشاهزاده                                                                   |  |  |                    |                    |                    |                    |                    |                    |  |  |  |  |  |  |  |  |  |  |  |  |  |  |  |  |  |  |  |  |  |  |  |  |  |  |  |  |  |  |  |  |  |  |  |  |
|                |                |                |                |                |                |  |  |                                                            |                                                            |                                                            |                                                            |                                                            |                                                            |  |  |                                       |                                       |                                       |                                       |                                       |                                       |  |  |                                 |                                 |                                 |                                 |                                 |                                 |  |  |                                      |                                      |                                      |                                      |                                      |                                      |  |  |                              |                              |                              |                              |                              |                              |  |  |                                                    |                                                    |                                                    |                                                    |                                                    |                                                    |  |  |                                                 |                                                 |                                                 |                                                 |                                                 |                                                 |  |  | داریوش سومشاه ایران ۳۳۶–۳۳۰             | داریوش سومشاه ایران ۳۳۶–۳۳۰             | داریوش سومشاه ایران ۳۳۶–۳۳۰             | داریوش سومشاه ایران ۳۳۶–۳۳۰             | داریوش سومشاه ایران ۳۳۶–۳۳۰             | داریوش سومشاه ایران ۳۳۶–۳۳۰             |  |  | هوخشدره هخامنشیشاهزاده                                                                   | هوخشدره هخامنشیشاهزاده                                                                   | هوخشدره هخامنشیشاهزاده                                                                   | هوخشدره هخامنشیشاهزاده                                                                   | هوخشدره هخامنشیشاهزاده                                                                   | هوخشدره هخامنشیشاهزاده                                                                   |  |  |                    |                    |                    |                    |                    |                    |  |  |  |  |  |  |  |  |  |  |  |  |  |  |  |  |  |  |  |  |  |  |  |  |  |  |  |  |  |  |  |  |  |  |  |  |
|                |                |                |                |                |                |  |  |                                                            |                                                            |                                                            |                                                            |                                                            |                                                            |  |  |                                       |                                       |                                       |                                       |                                       |                                       |  |  |                                 |                                 |                                 |                                 |                                 |                                 |  |  |                                      |                                      |                                      |                                      |                                      |                                      |  |  |                              |                              |                              |                              |                              |                              |  |  |                                                    |                                                    |                                                    |                                                    |                                                    |                                                    |  |  |                                                 |                                                 |                                                 |                                                 |                                                 |                                                 |  |  |                                         |                                         |                                         |                                         |                                         |                                         |  |  |                                                                                          |                                                                                          |                                                                                          |                                                                                          |                                                                                          |                                                                                          |  |  |                    |                    |                    |                    |                    |                    |  |  |  |  |  |  |  |  |  |  |  |  |  |  |  |  |  |  |  |  |  |  |  |  |  |  |  |  |  |  |  |  |  |  |  |  |
|                |                |                |                |                |                |  |  |                                                            |                                                            |                                                            |                                                            |                                                            |                                                            |  |  |                                       |                                       |                                       |                                       |                                       |                                       |  |  |                                 |                                 |                                 |                                 |                                 |                                 |  |  | اردشیر چهارمشاه ایران ۳۳۸–۳۳۶        | اردشیر چهارمشاه ایران ۳۳۸–۳۳۶        | اردشیر چهارمشاه ایران ۳۳۸–۳۳۶        | اردشیر چهارمشاه ایران ۳۳۸–۳۳۶        | اردشیر چهارمشاه ایران ۳۳۸–۳۳۶        | اردشیر چهارمشاه ایران ۳۳۸–۳۳۶        |  |  | پروشات شاهدخت                | پروشات شاهدخت                | پروشات شاهدخت                | پروشات شاهدخت                | پروشات شاهدخت                | پروشات شاهدخت                |  |  | اسکندر مقدونیپادشاه مقدونیه و ایران ۳۲۹–۳۲۳        | اسکندر مقدونیپادشاه مقدونیه و ایران ۳۲۹–۳۲۳        | اسکندر مقدونیپادشاه مقدونیه و ایران ۳۲۹–۳۲۳        | اسکندر مقدونیپادشاه مقدونیه و ایران ۳۲۹–۳۲۳        | اسکندر مقدونیپادشاه مقدونیه و ایران ۳۲۹–۳۲۳        | اسکندر مقدونیپادشاه مقدونیه و ایران ۳۲۹–۳۲۳        |  |  | استاتیراشاهدخت                                  | استاتیراشاهدخت                                  | استاتیراشاهدخت                                  | استاتیراشاهدخت                                  | استاتیراشاهدخت                                  | استاتیراشاهدخت                                  |  |  | دری‌په‌تیس ازدواج کرده با هفستیون فرمانده | دری‌په‌تیس ازدواج کرده با هفستیون فرمانده | دری‌په‌تیس ازدواج کرده با هفستیون فرمانده | دری‌په‌تیس ازدواج کرده با هفستیون فرمانده | دری‌په‌تیس ازدواج کرده با هفستیون فرمانده | دری‌په‌تیس ازدواج کرده با هفستیون فرمانده |  |  | آماستریس ازدواج کرده با کراتروس فرمانده؛ دیونیسیوس حاکم هراکلیا؛ لوسیماخوس پادشاه تراکیه | آماستریس ازدواج کرده با کراتروس فرمانده؛ دیونیسیوس حاکم هراکلیا؛ لوسیماخوس پادشاه تراکیه | آماستریس ازدواج کرده با کراتروس فرمانده؛ دیونیسیوس حاکم هراکلیا؛ لوسیماخوس پادشاه تراکیه | آماستریس ازدواج کرده با کراتروس فرمانده؛ دیونیسیوس حاکم هراکلیا؛ لوسیماخوس پادشاه تراکیه | آماستریس ازدواج کرده با کراتروس فرمانده؛ دیونیسیوس حاکم هراکلیا؛ لوسیماخوس پادشاه تراکیه | آماستریس ازدواج کرده با کراتروس فرمانده؛ دیونیسیوس حاکم هراکلیا؛ لوسیماخوس پادشاه تراکیه |  |  |                    |                    |                    |                    |                    |                    |  |  |  |  |  |  |  |  |  |  |  |  |  |  |  |  |  |  |  |  |  |  |  |  |  |  |  |  |  |  |  |  |  |  |  |  |
|                |                |                |                |                |                |  |  |                                                            |                                                            |                                                            |                                                            |                                                            |                                                            |  |  |                                       |                                       |                                       |                                       |                                       |                                       |  |  |                                 |                                 |                                 |                                 |                                 |                                 |  |  | اردشیر چهارمشاه ایران ۳۳۸–۳۳۶        | اردشیر چهارمشاه ایران ۳۳۸–۳۳۶        | اردشیر چهارمشاه ایران ۳۳۸–۳۳۶        | اردشیر چهارمشاه ایران ۳۳۸–۳۳۶        | اردشیر چهارمشاه ایران ۳۳۸–۳۳۶        | اردشیر چهارمشاه ایران ۳۳۸–۳۳۶        |  |  | پروشات شاهدخت                | پروشات شاهدخت                | پروشات شاهدخت                | پروشات شاهدخت                | پروشات شاهدخت                | پروشات شاهدخت                |  |  | اسکندر مقدونیپادشاه مقدونیه و ایران ۳۲۹–۳۲۳        | اسکندر مقدونیپادشاه مقدونیه و ایران ۳۲۹–۳۲۳        | اسکندر مقدونیپادشاه مقدونیه و ایران ۳۲۹–۳۲۳        | اسکندر مقدونیپادشاه مقدونیه و ایران ۳۲۹–۳۲۳        | اسکندر مقدونیپادشاه مقدونیه و ایران ۳۲۹–۳۲۳        | اسکندر مقدونیپادشاه مقدونیه و ایران ۳۲۹–۳۲۳        |  |  | استاتیراشاهدخت                                  | استاتیراشاهدخت                                  | استاتیراشاهدخت                                  | استاتیراشاهدخت                                  | استاتیراشاهدخت                                  | استاتیراشاهدخت                                  |  |  | دری‌په‌تیس ازدواج کرده با هفستیون فرمانده | دری‌په‌تیس ازدواج کرده با هفستیون فرمانده | دری‌په‌تیس ازدواج کرده با هفستیون فرمانده | دری‌په‌تیس ازدواج کرده با هفستیون فرمانده | دری‌په‌تیس ازدواج کرده با هفستیون فرمانده | دری‌په‌تیس ازدواج کرده با هفستیون فرمانده |  |  | آماستریس ازدواج کرده با کراتروس فرمانده؛ دیونیسیوس حاکم هراکلیا؛ لوسیماخوس پادشاه تراکیه | آماستریس ازدواج کرده با کراتروس فرمانده؛ دیونیسیوس حاکم هراکلیا؛ لوسیماخوس پادشاه تراکیه | آماستریس ازدواج کرده با کراتروس فرمانده؛ دیونیسیوس حاکم هراکلیا؛ لوسیماخوس پادشاه تراکیه | آماستریس ازدواج کرده با کراتروس فرمانده؛ دیونیسیوس حاکم هراکلیا؛ لوسیماخوس پادشاه تراکیه | آماستریس ازدواج کرده با کراتروس فرمانده؛ دیونیسیوس حاکم هراکلیا؛ لوسیماخوس پادشاه تراکیه | آماستریس ازدواج کرده با کراتروس فرمانده؛ دیونیسیوس حاکم هراکلیا؛ لوسیماخوس پادشاه تراکیه |  |  |                    |                    |                    |                    |                    |                    |  |  |  |  |  |  |  |  |  |  |  |  |  |  |  |  |  |  |  |  |  |  |  |  |  |  |  |  |  |  |  |  |  |  |  |  |

## منبع‌شناسی
دربارهٔ دوره هخامنشیان سه گروه منبع نوشتاری که از نظر اعتبار، حجم و نحوه بیان بسیار متفاوت هستند، در دست است. این منابع عبارت‌اند از: سنگ‌نوشته‌های شاهان، گزارش‌های کم و بیش مفصل نویسندگان یونانی و رومی و لوح‌های بی‌شمار گلی با متن‌های کوتاه و به‌ویژه لوح‌های دیوانی تخت جمشید به زبان ایلامی.

### لوح‌های گلی تخت جمشید
این لوح‌ها در حفاری‌های خزانهٔ تخت جمشید کشف شده‌اند و تعداد آن‌ها به بیش از ۳۰ هزار لوح می‌رسد. اندازه هر یک از این الواح به اندازهٔ یک کف دست است و روی آن به ایلامی نوشته شده است. علت سالم ماندن آن‌ها را پخته شدن آن‌ها بر اثر به آتش کشیدن تخت جمشید توسط اسکندر می‌دانند.
این الواح اطلاعات دقیق و زیادی در مورد چگونگی زندگی مردم درآن زمان و نحوهٔ اداره شاهنشاهی هخامنشی بدون واسطهٔ مورخان، به ویژه مورخان خارجی (تحریف در واقعیت) در اختیار می‌گذارد.
این الواح بیان می‌کند که تمام افرادی که در ساخت تخت جمشید (پارسه) کار می‌کردند، علاوه بر حقوق عادلانه، بیمه هم بودند. زنان مانند مردان کار می‌کردند و حقوق می‌گرفتند. (در کارهایی مثل دوخت لباس، صیقل دادن نقش برجسته‌ها و …) زنانی که بچه به دنیا می‌آوردند علاوه بر مرخصی با حقوق، مبلغی نیز به عنوان پاداش دریافت می‌کردند. فروشگاه‌هایی وجود داشته که کارگران مایحتاج خود را از آنجا می‌خریدند. نام حدود ۴۰۰ آبادی در این لوح‌ها بیان شده است، دراین الواح پست‌های مختلف وحتی نام صاحبان آن‌ها وجود دارد.
اطلاعات این الواح به قدری دقیق است که حتی مثلاً مشخص است در مسیر تخت جمشید تا شوش ۲۲ چاپارخانه با فاصله‌های ۲۴ کیلومتری وجود داشته است.
امروزه تنها تعداد کمی از این الواح در ایران (موزهٔ ایران باستان) نگهداری می‌شود و بخش اعظم آن در موزهٔ شرق‌شناسی دانشگاه شیکاگو آمریکا نگهداری می‌شود.
بخش‌هایی از این الواح:
به هردکامهٔ نجار که سرکردهٔ ۱۰۰ کارگر مصری است که در پارسه کار می‌کنند، ۳ کرشه و ۲/۵ شکل نقره داده شد … این مبلغ دستمزد کار برای مدت ۵ ماه است از سال سی و دوم پادشاهی داریوش.
۵/۱ سکهٔ نقره برای نجاران و سنگتراشان، ۲/۵ سکهٔ نقره برای زرگران و یک پیمانه شربت برای هرکدام از ۷۴ کارگر سوری که در کاخ ستون دار کار می‌کرده‌اند.

### سنگ‌نوشته‌های شاهنشاهان
خط میخی پارسی باستان در آغاز قرن نوزدهم شناسایی و رمزگشایی شد. پیشرفت بزرگ در این زمینه مرهون کوشش‌های هنری راولینسون است که توانست با دشواری‌های زیاد سنگ‌نوشتهٔ بسیار طولانی‌ای را که بر تخته سنگ عظیم و بلندی بر جادهٔ اصلی هگمتانه (همدان امروزی) در بیستون حک شده است، بخواند. این سنگ‌نوشته پارسی باستان متنی همراه با نقش برجسته است و به داریوش بزرگ تعلق دارد و شرح جزئیات حوادث مربوط به نشستن او بر تخت پادشاهی را در اختیار ما قرار می‌دهد. البته کتیبهٔ بیستون یک استثنا است، مطالب نوشته شده به زبان پارسی باستان عمدتاً به سنگ‌نوشته‌های یادمانی محدود می‌شوند و بیشتر به قدرت فناناپذیر شاهنشاهی ایران اشاره دارند و بنابراین، دربارهٔ شاهنشاهی هخامنشی که پژوهندگان اصولاً امیدوار به شناسایی آن از این طریق هستند اطلاعات اندکی در اختیار می‌گذارند؛ اغلب رویدادهای سیاسی، تغییرات تاریخی و ساختارهای اداری (به استثنای بیستون) در آن‌ها گزارش نشده‌اند. همهٔ کتیبه‌ها بر ساختمان‌ها و صخره‌ها (به استثنای سنگ‌نبشته خشایارشا که مشرف به دریاچهٔ وان در شرق ترکیه است)، یا اشیای قابل حمل کوچک و احتمالاً متعلق به دربار (ظروف سنگی، ظروف فلزی و مهرها) نقش شده‌اند. یکی دیگر از مزیت سنگ‌نوشته‌های پارسی باستان این است که آن‌ها همیشه با روایت‌هایی از سایر زبان‌ها - معمولاً ایلامی و بابلی - همراه هستند.

### آثار تاریخ‌نویسان
پیش از کاوش‌ها و حفاری‌های سدهٔ گذشته و رمزگشایی خطوط خاورمیانه باستانی، امپراتوری هخامنشی را بیشتر از طریق نوشته‌های باستانی به ویژه کتاب تواریخ هرودوت که در قرن پنجم پیش از میلاد نوشته شده است می‌شناختند. هدف اصلی هرودوت در این کتاب ستایش پیروزی‌های یونانیان بر ایرانیان میان سال‌های ۴۹۰ و ۴۷۸ پیش از میلاد بود، بنابراین ارزش اطلاعاتی کتاب از دیدگاه وقایع‌نگاری تاریخی به دورهٔ آغازین این امپراتوری محدود می‌شود. گرچه کتاب هرودوت از لحاظ گستردگی نواحی مورد بحث و جنبه‌های گوناگون امپراتوری بی‌همتا است، علاقه و توجه او در بحث دربارهٔ جزئیات بیشتر به مرزهای شمال غربی امپراتوری محدود می‌شود. نویسندگان پس از هرودوت غیر از مورخان اسکندر، مانند کتزیاس و گزنفون (آغاز قرن چهارم ق. م) - نیز از لحاظ جغرافیای سیاسی دچار همین محدودیت‌ها هستند. این آثار طوری هستند که جدا کردن واقعیت از افسانه دشوار می‌نماید. ثروت و قدرت پادشاهان ایران نویسندگان یونان را محسور ساخته بود و آن‌ها در واکنش به این عظمت و جلال به نقل داستان‌هایی از دسیسه‌های درباری و انحطاط اخلاقی ناشی از نازپرودگی و رفاه و تجمل بی‌پایان می‌پرداختند. این داستان‌ها که شاهنشاهان ایران را به صورت شخصیت‌هایی ضعیف و اسیر توطئه‌های زن‌های قدرتمند و خواجگان شرور ترسیم‌کرده‌اند، در واقع روایت و بازتابی از هنجارهای اجتماعی و سیاسی خود یونان هستند که در ذهن اروپاییان رسوخ کرده است: تصویر شهریاران بزدل و زن صفت ایران که طی قرن‌ها با نیرومندی بر اروپا نفوذ و سلطه داشته‌اند و شاهنشاهی ایران در تضاد با شجاعت و مردانگی «غربی»، قدرت «دیگری» به چشم خاورشناسان اروپایی نمایانده‌اند؛ ولی ما در هنگام مطالعهٔ تاریخ شاهنشاهی ایران باید این حقیقت را در نظر بگیریم که برداشت عامیانه و فراگیری که در مورد نظام سیاسی این شاهنشاهی در ذهنمان شکل گرفته است، از اساس ناقص و مبتنی بر خطا است.
علاوه بر آثار تاریخ‌نویسان یونانی، از تاریخ‌نویسان ارمنی، یهودی و رومی نیز آثاری دربارهٔ هخامنشیان به‌جا مانده است.

## نگارخانه

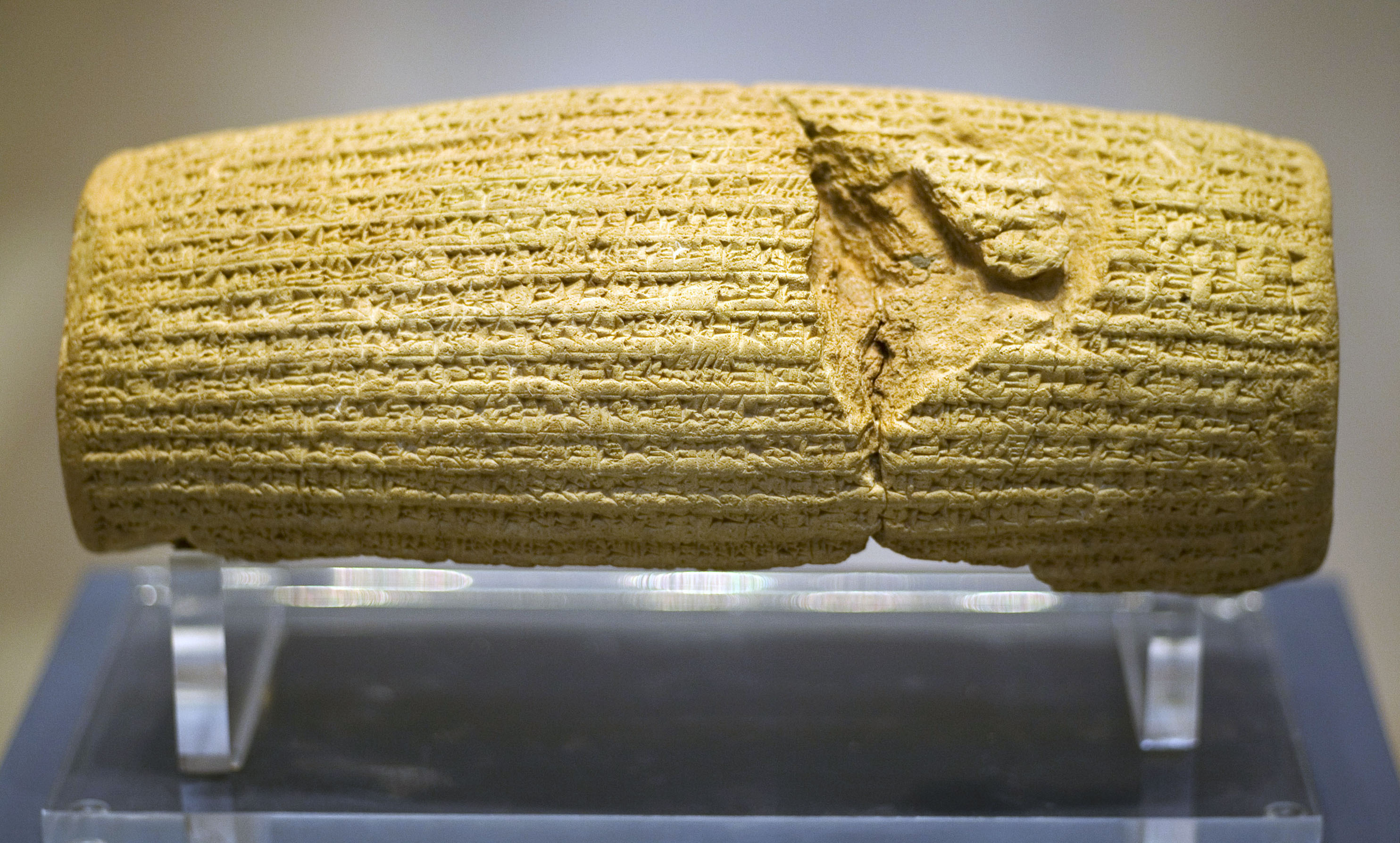
منشور حقوق بشر کوروش، موزه بریتانیا، این سند به عنوان نخستین منشور حقوق بشر شناخته می‌شود.
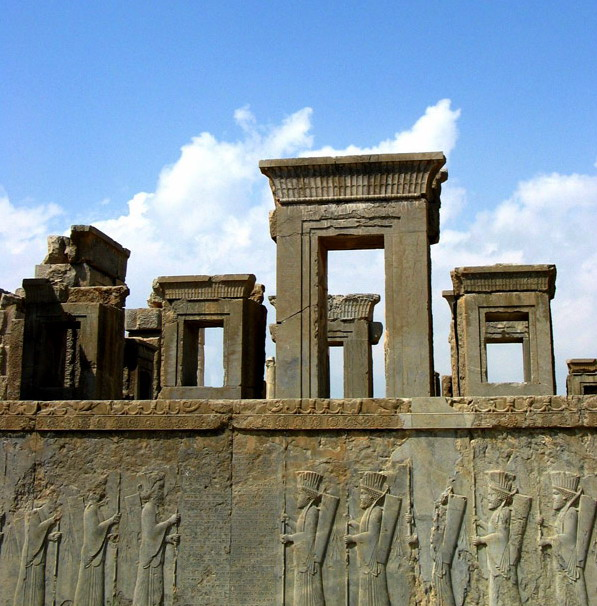
نمایی از بازمانده‌های تخت جمشید
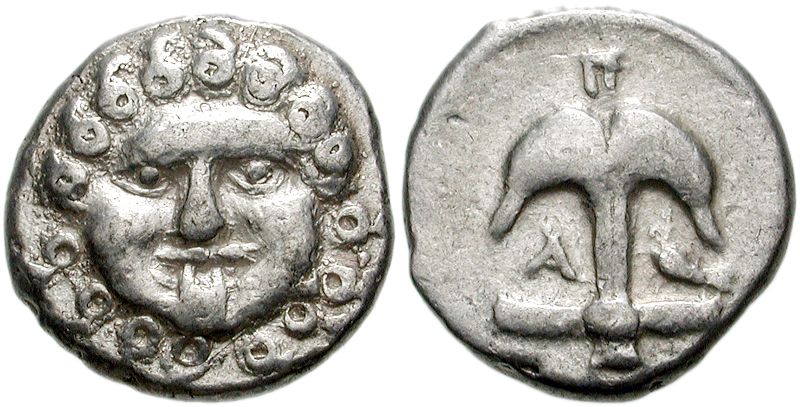
سکه دانکه
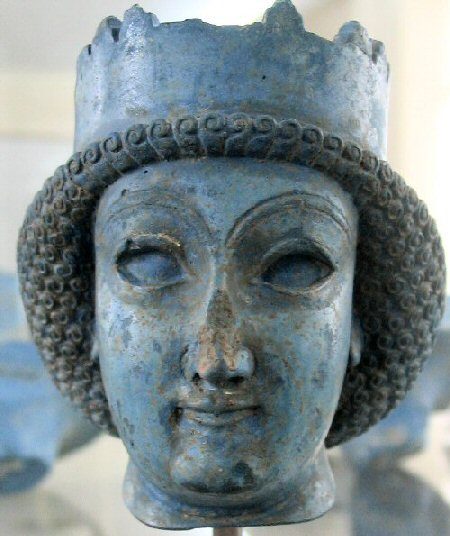
سردیس آتوسا
سنگ‌نوشته خشایارشا در ترکیه
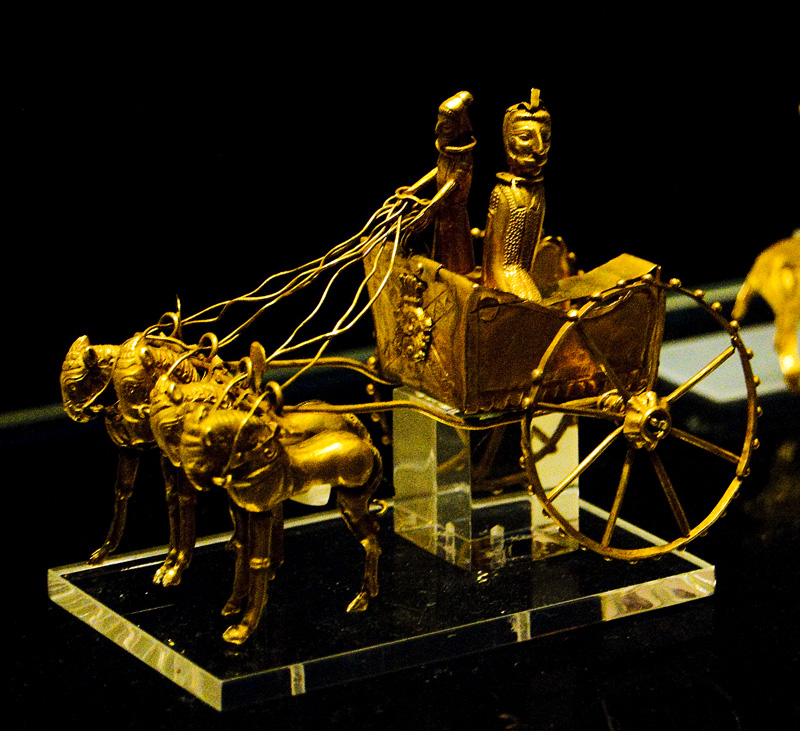
ارابه طلایی هخامنشی
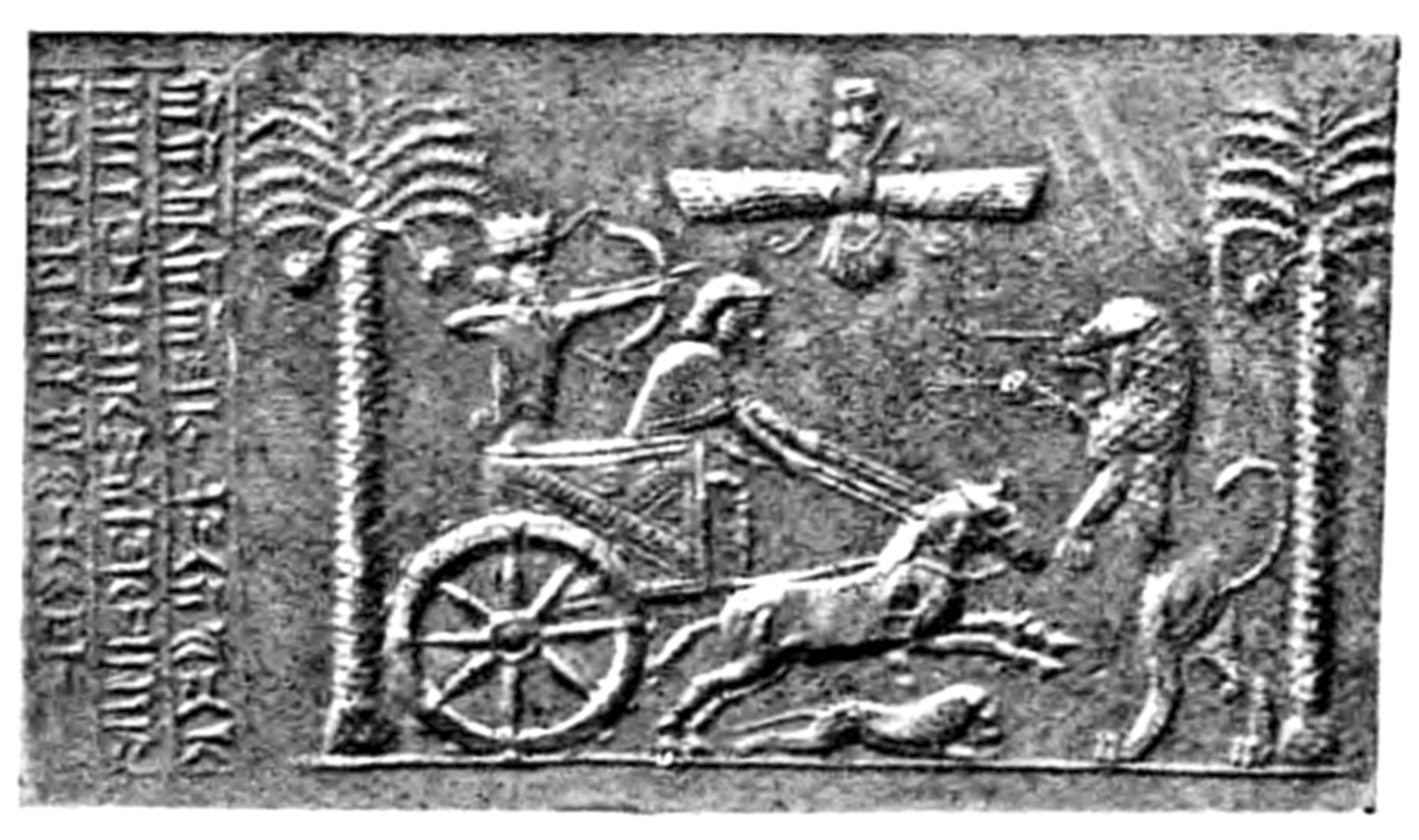
مهر سلطنتی داریوش بزرگ، به سه زبان پارسی باستان، بابلی و ایلامی. موزه بریتانیا
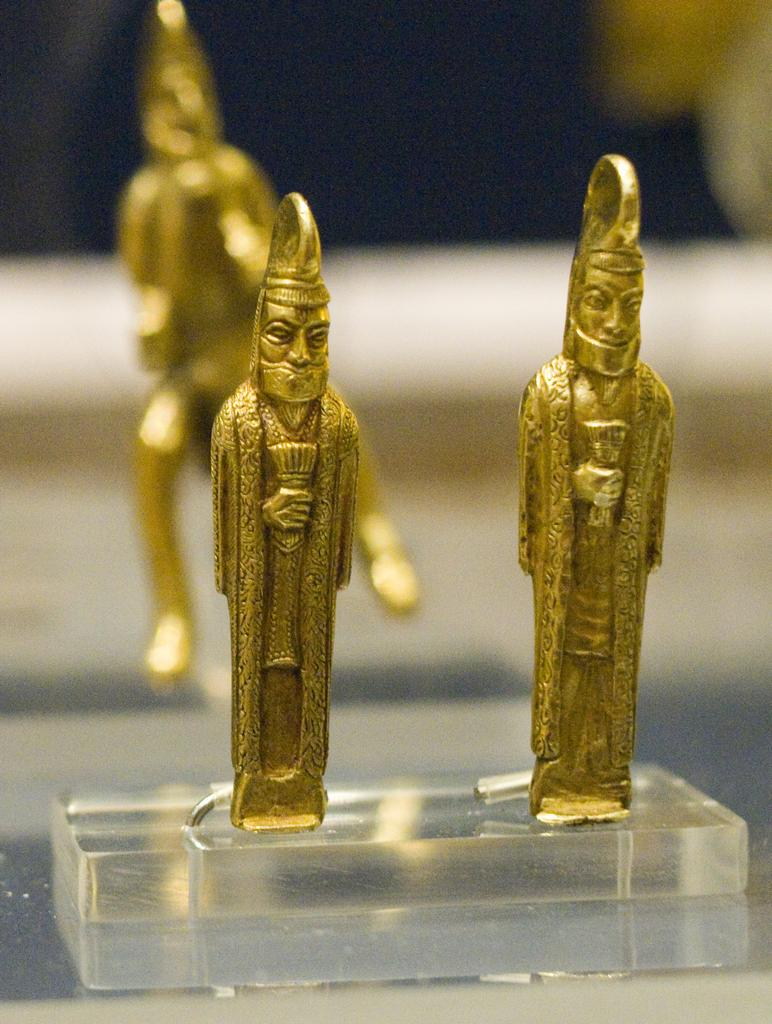
تندیس زرین
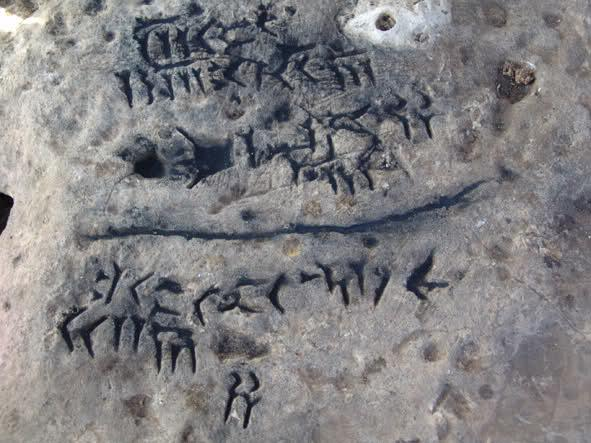
سنگ‌نوشته هخامنشی در جزیره خارک
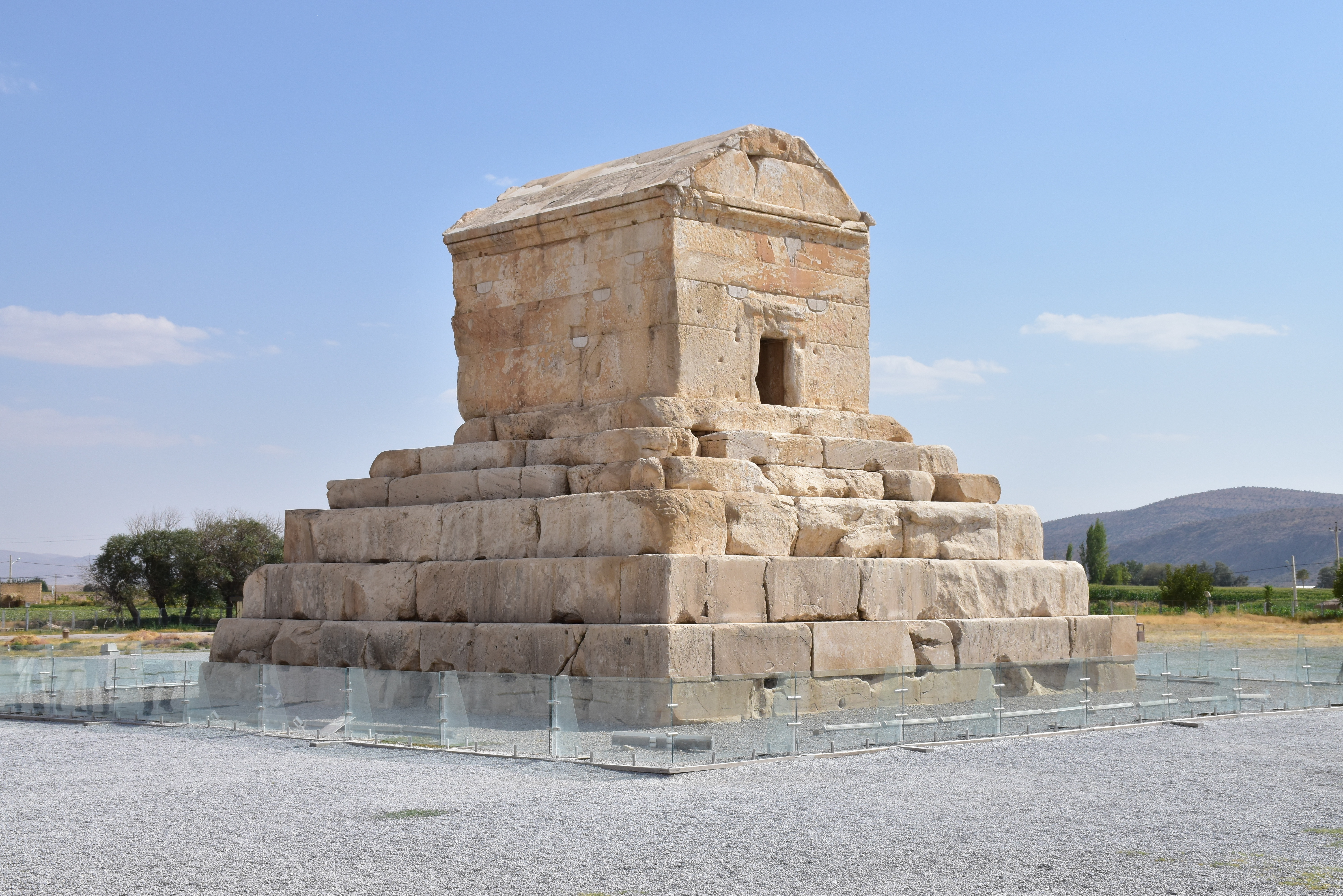
آرامگاه کوروش بزرگ در پاسارگاد
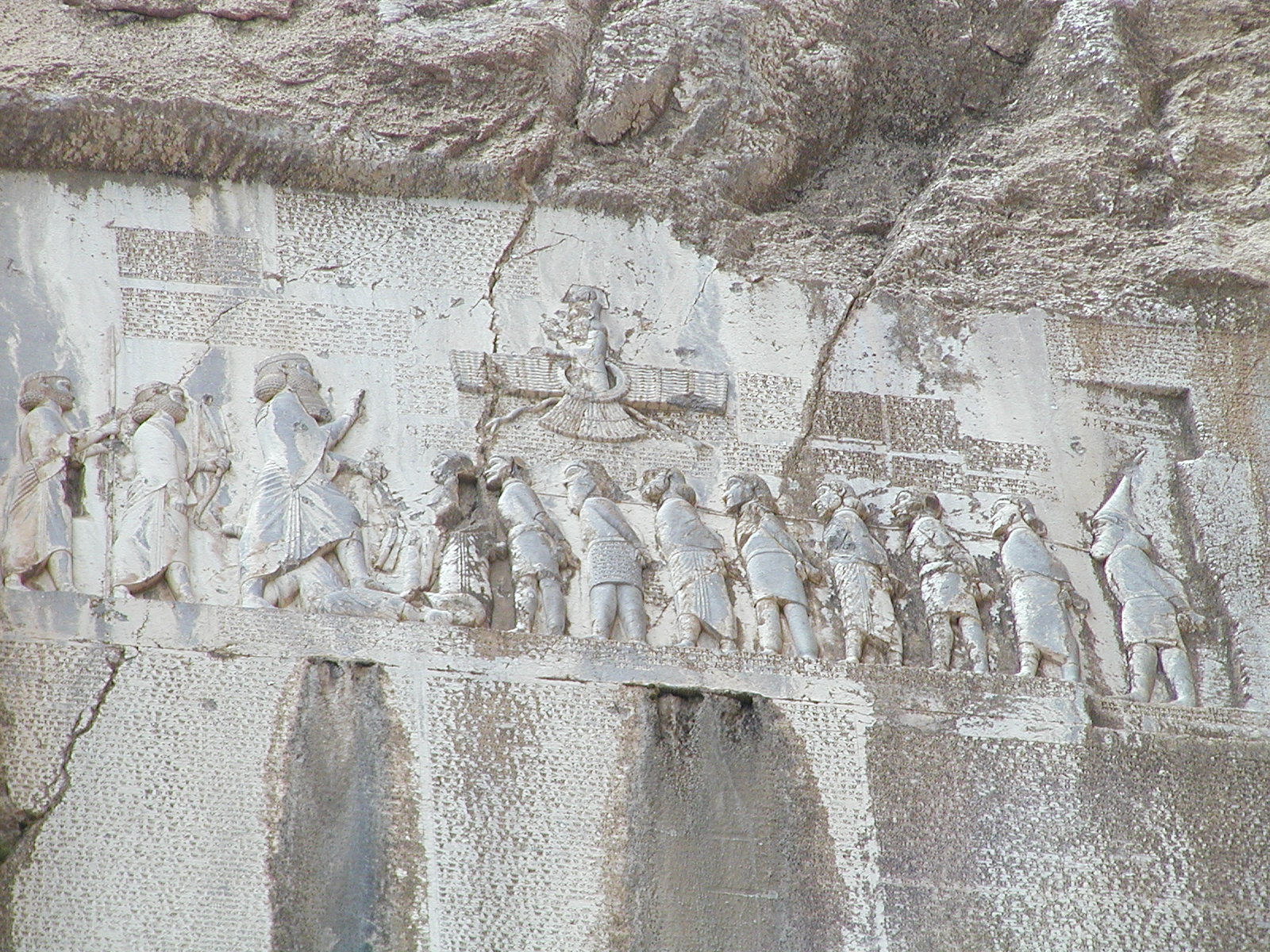
سنگ‌نوشته بیستون بزرگ‌ترین سنگ‌نبشتهٔ جهان
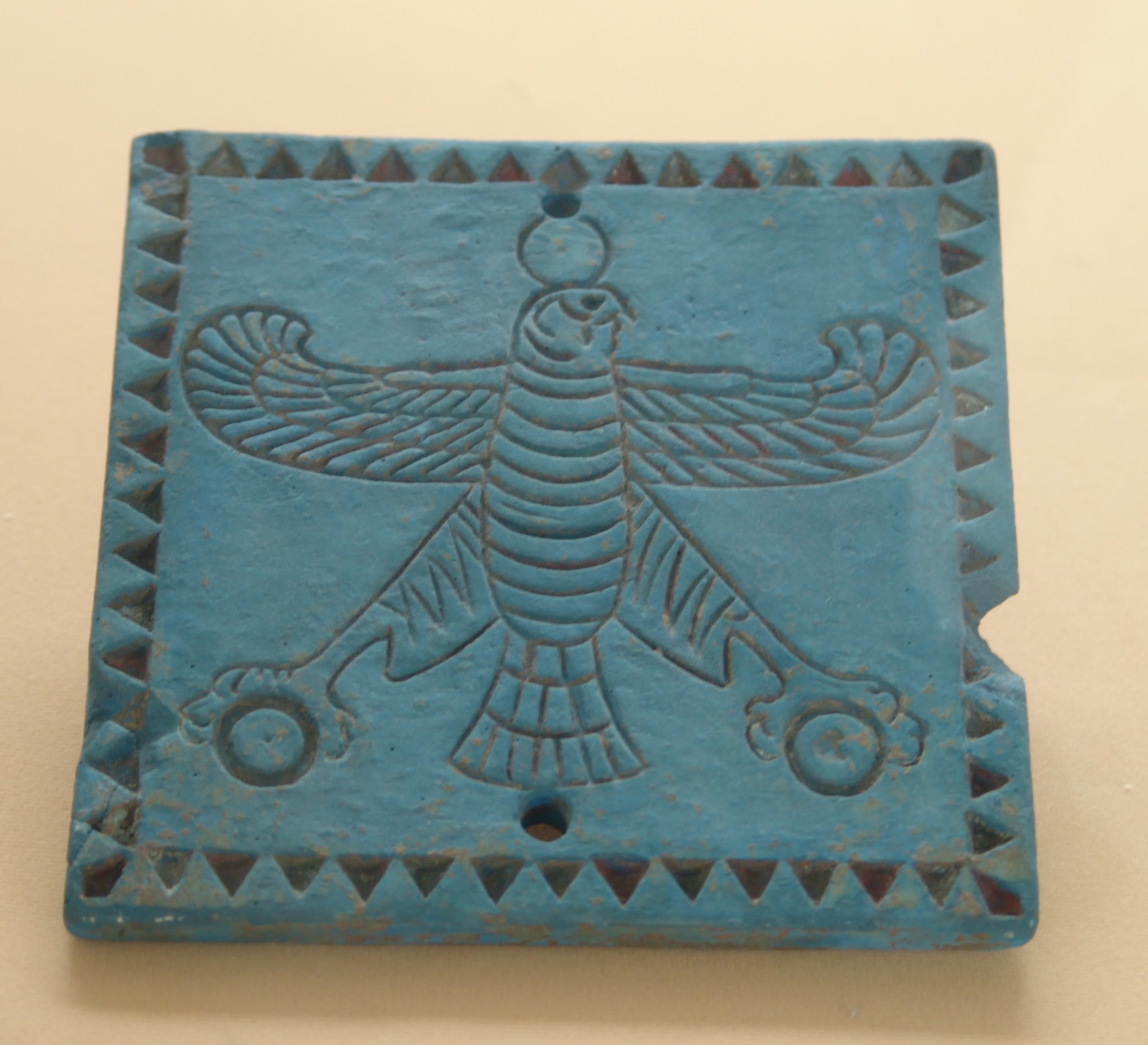
پلاک یافت‌شده در تخت جمشید که درفش شهباز نام دارد و نماد شاهنشاهی هخامنشی بوده است.
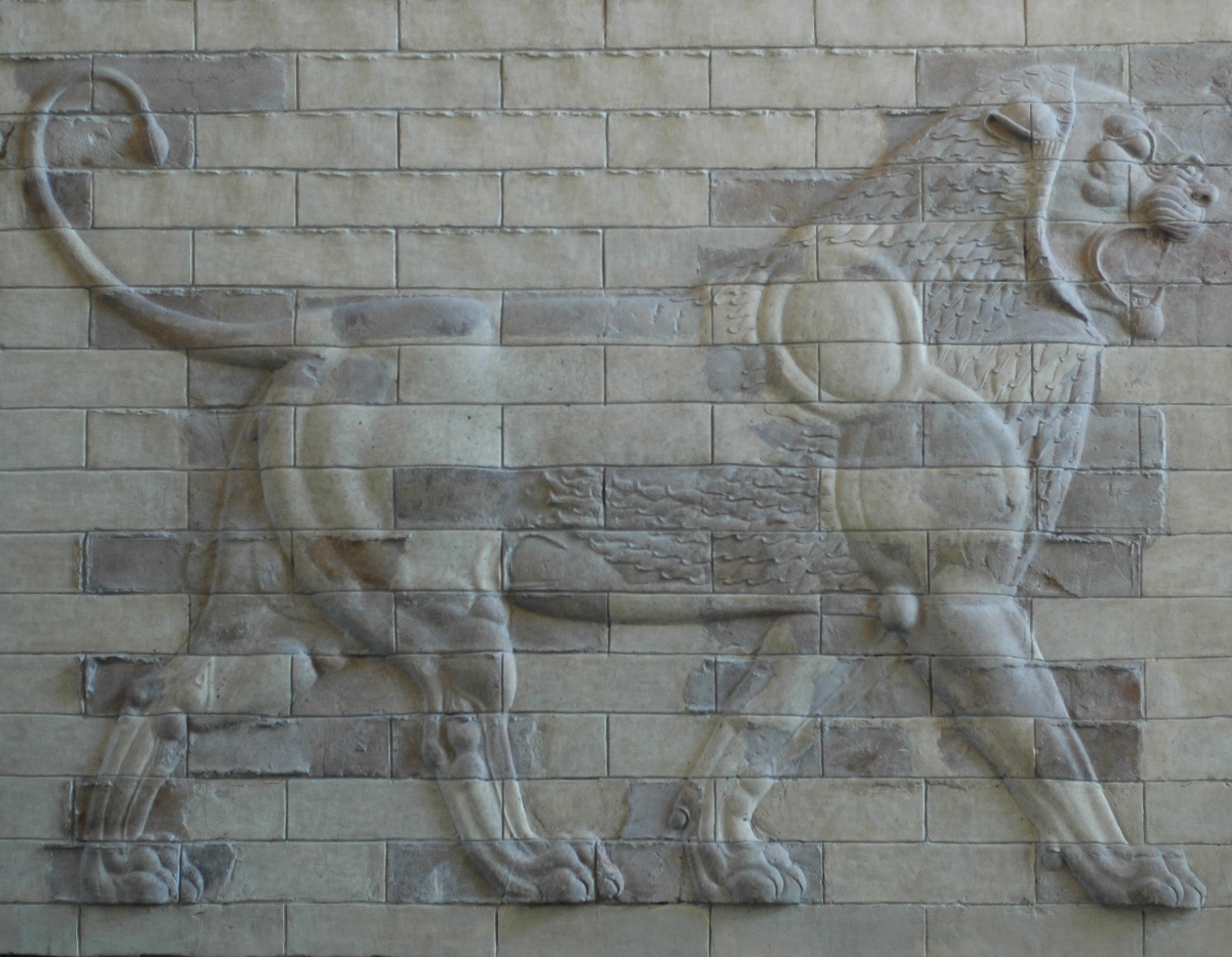
نقش نگاره شیر سنگی، کاخ آپادانای شوش
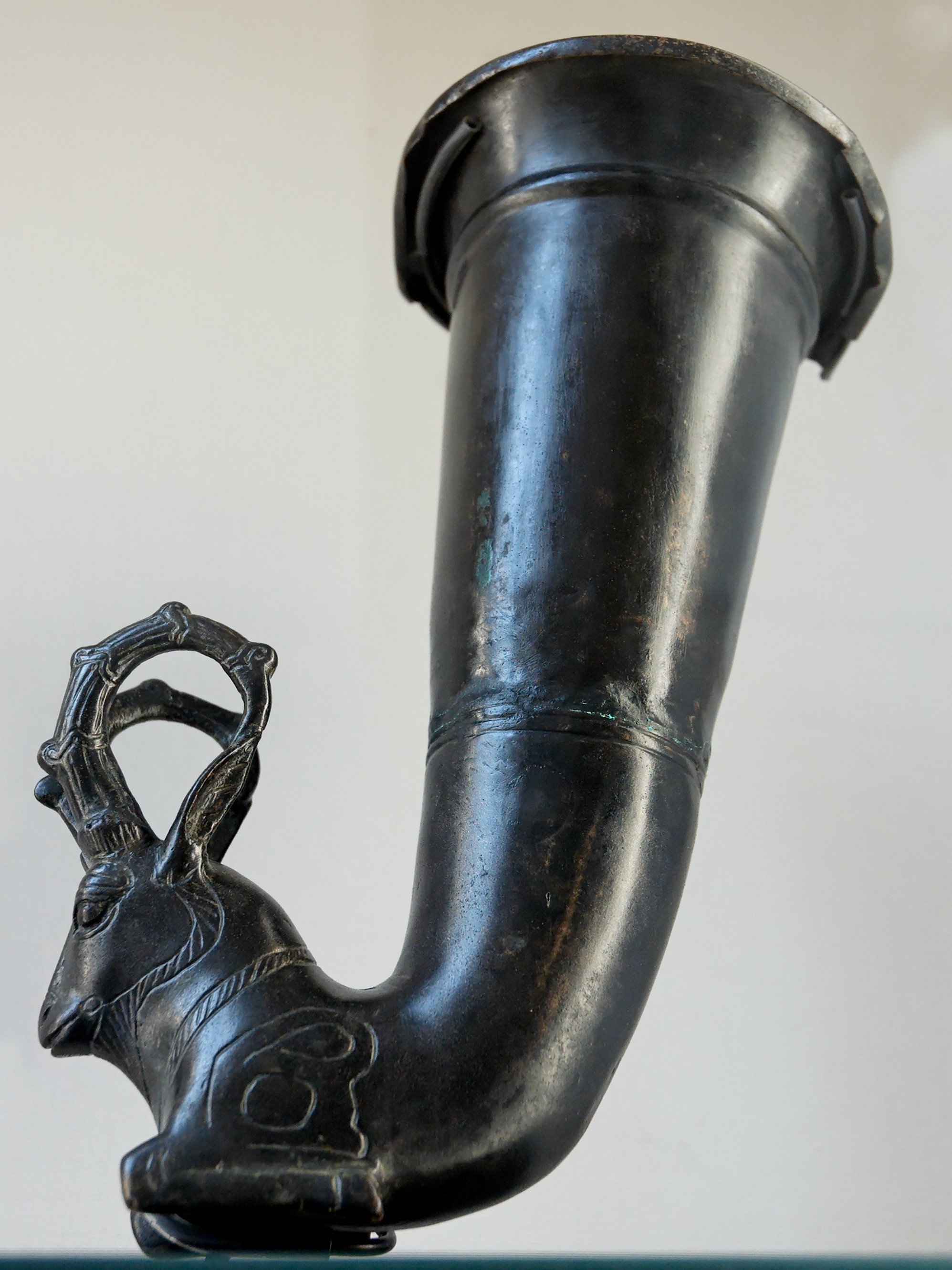
ریتون شیر
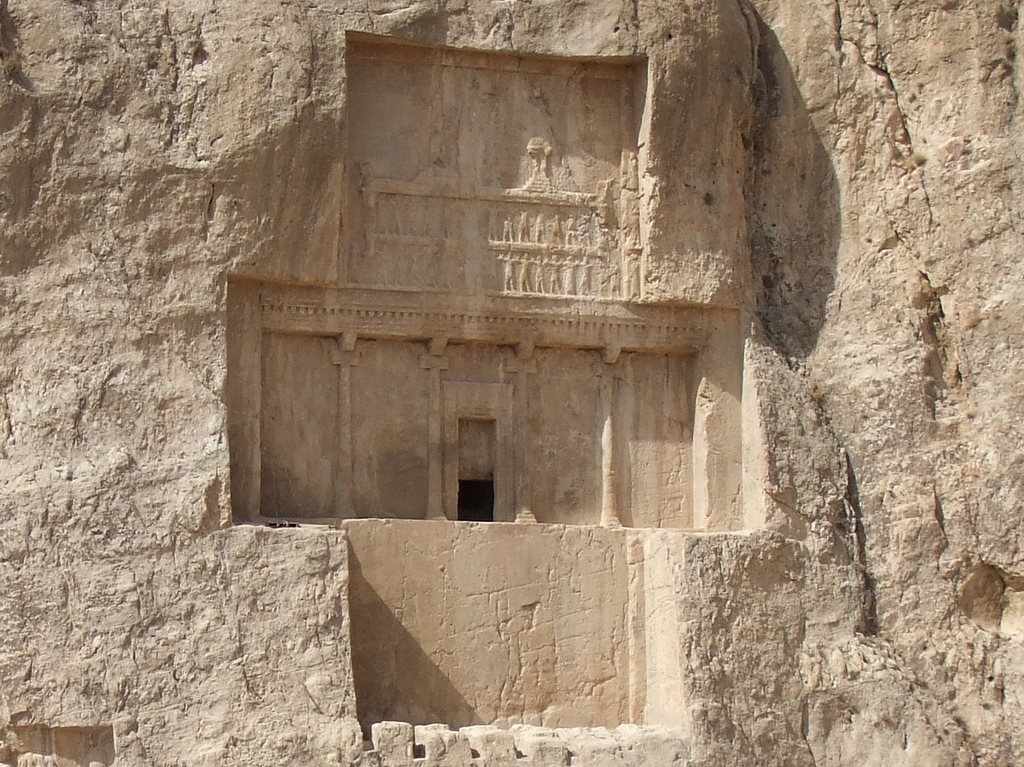
آرامگاه داریوش بزرگ در نقش رستم
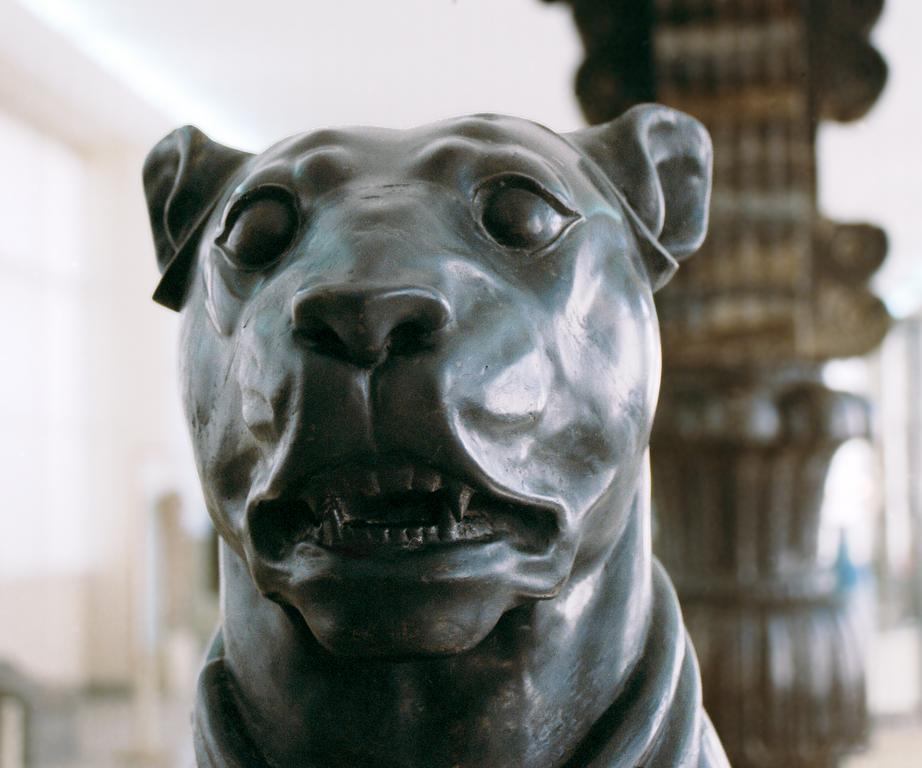
تندیس سگ، احتمالا از نژاد ماستیف
کاسه‌ای زرین از دروه هخامنشیان
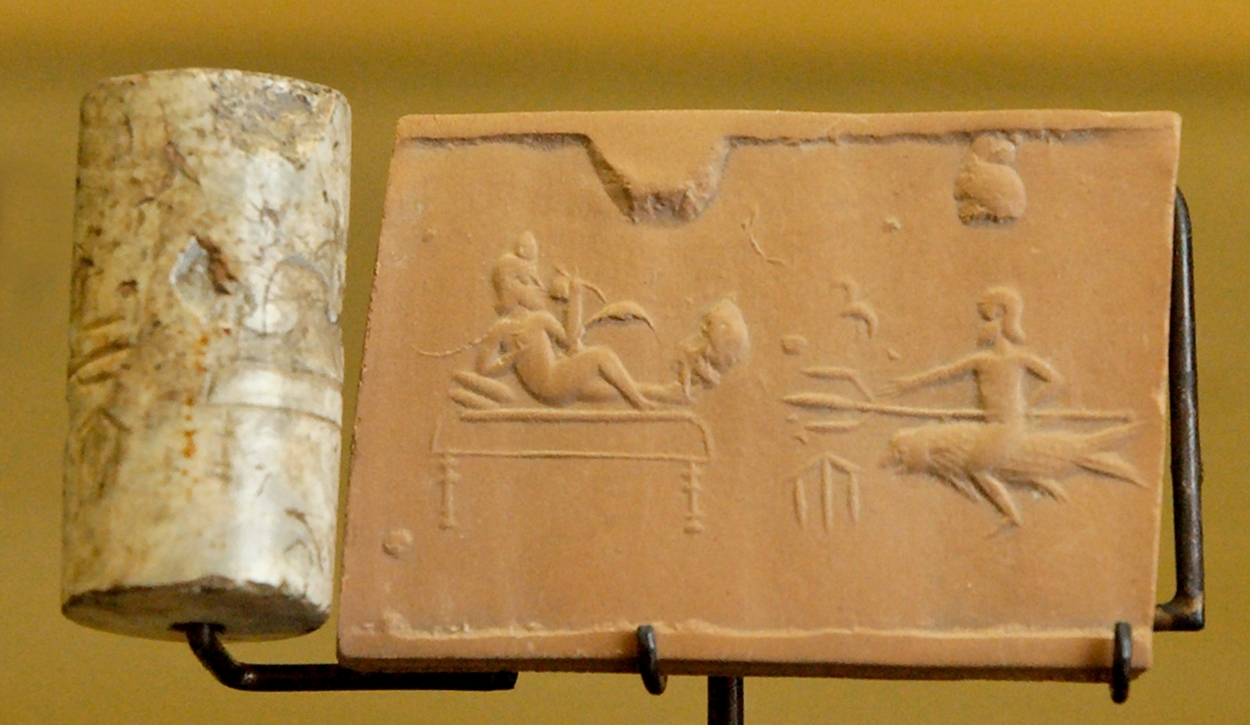
مُهر استوانه‌ای
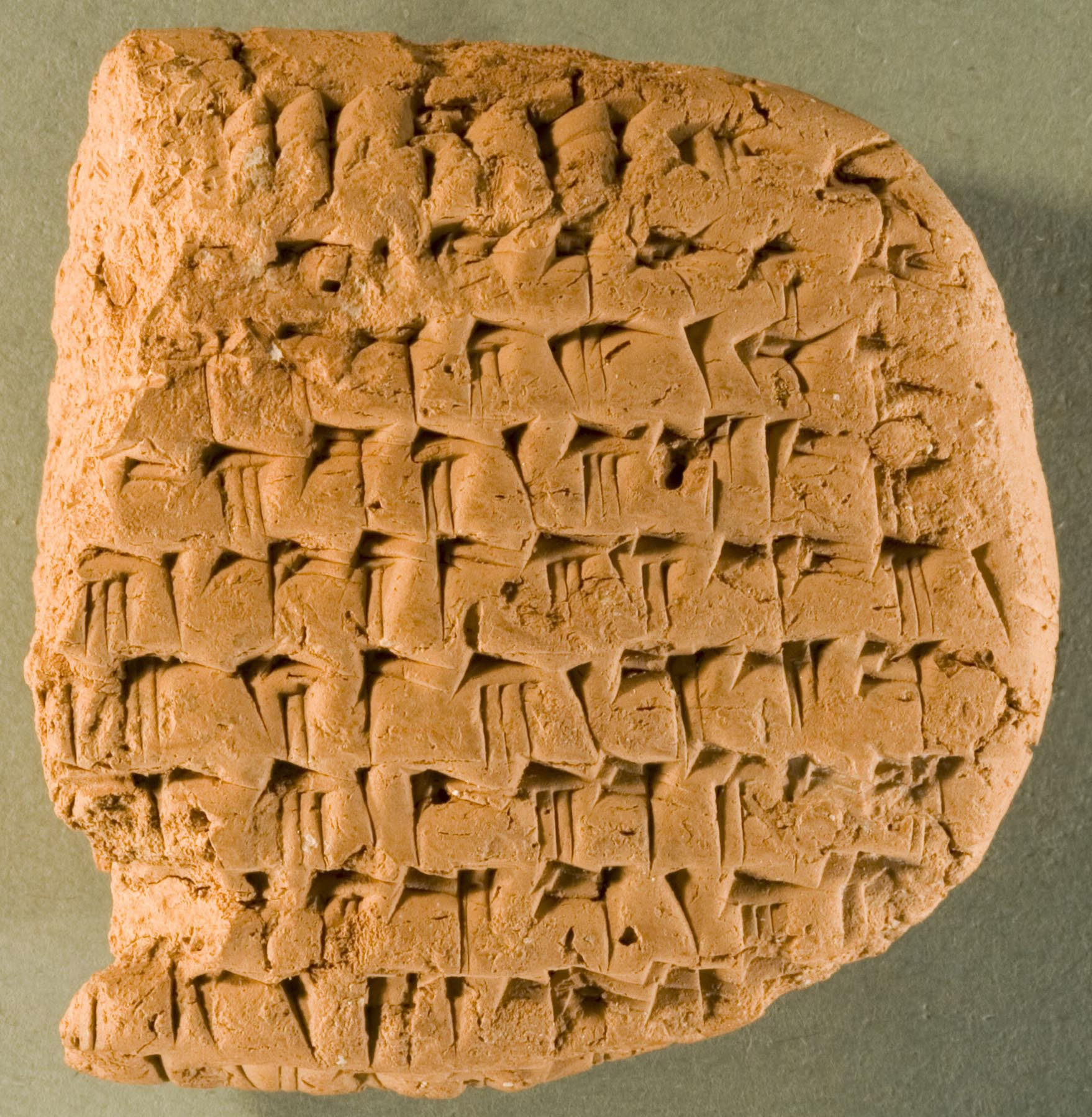
یک سند اداری از تخت جمشید، متعلق به سال ۵۰۱ پیش از میلاد
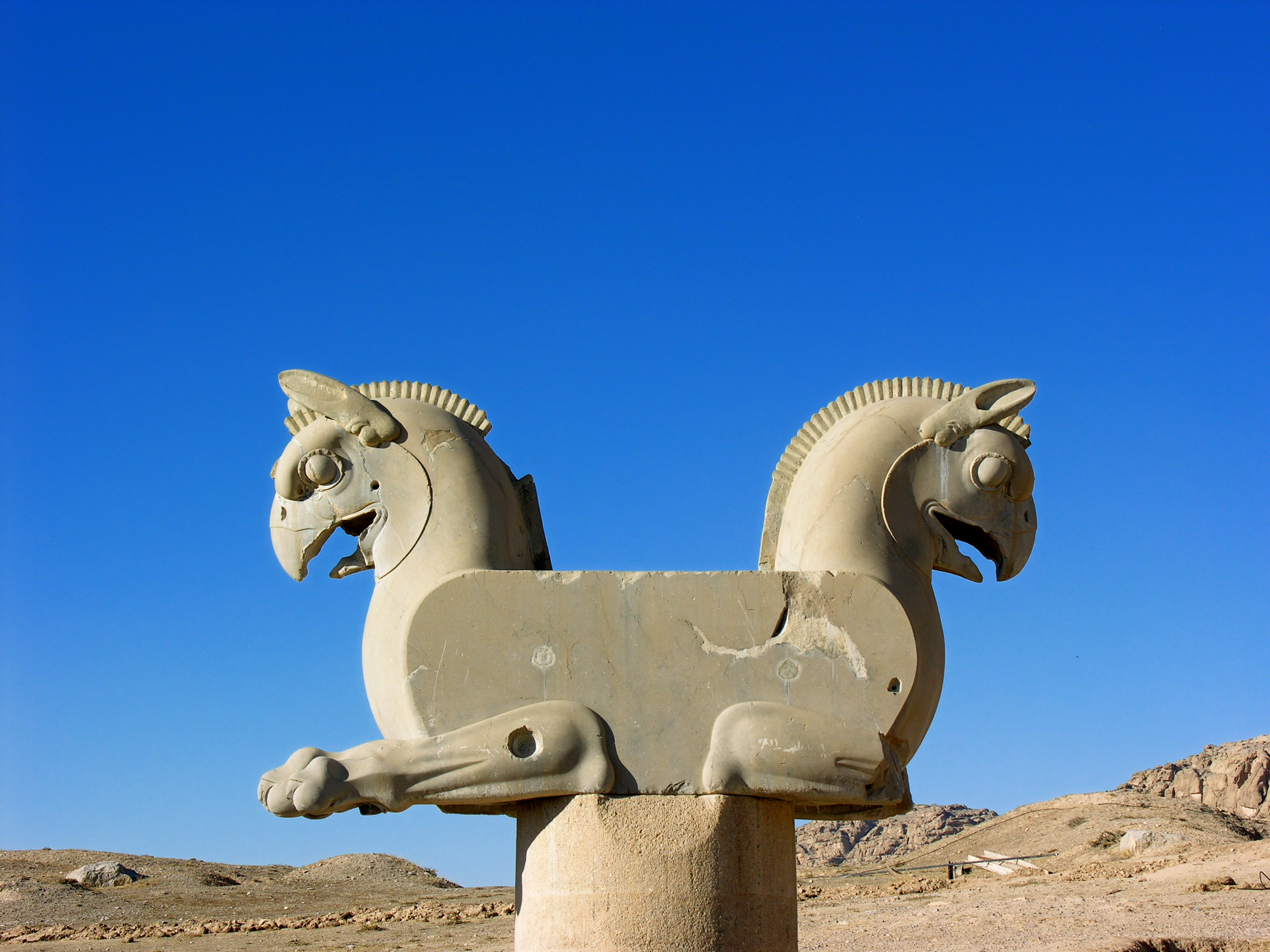
شیردال هخامنشی در تخت جمشید
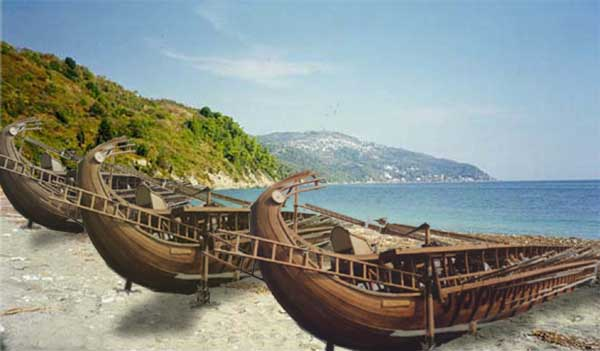
بازسازی نوعی از کشتی‌های جنگی هخامنشی
جدول زمانی شاهنشاهی هخامنشی شامل رویدادهای مهم و تکامل سرزمینی - ۵۵۰–۳۲۳ قبل از میلاد